# Liste der Biografien/Brand
Liste der Biografien |
Portal Biografien |
Personensuche
# |
A |
B |
C |
D |
E |
F |
G |
H |
I |
J |
K |
L |
M |
N |
O |
P |
Q |
R |
S |
T |
U |
V |
W |
X |
Y |
Z |
?
 
Ba |
Be |
Bd |
Bg |
Bh |
Bi |
Bj |
Bl |
Bm |
Bn |
Bo |
Br |
Bs |
Bu |
Bw |
By |
Bz
 
Bra |
Brc |
Brd |
Bre |
Brg |
Bri |
Brj |
Brk |
Brl |
Brn |
Bro |
Brp–Brt |
Bru |
Brv |
Bry |
Brz
 
Braa |
Brab |
Brac |
Brad |
Brae |
Braf |
Brag |
Brah |
Brai |
Braj |
Brak |
Bral |
Bram |
Bran |
Brao |
Braq |
Brar |
Bras |
Brat |
Brau |
Brav |
Braw |
Brax |
Bray |
Braz
 
Brana |
Branc |
Brand |
Brane |
Branf |
Brang |
Branh |
Brani |
Brank |
Branl |
Brann |
Brano |
Branq |
Brans |
Brant |
Brany |
Branz
Die Liste der Biografien führt alle Personen auf, die in der deutschsprachigen Wikipedia einen Artikel haben. Dieses ist eine Teilliste mit 1171 Einträgen von Personen, deren Namen mit den Buchstaben „Brand“ beginnt.

## Brand
- Brand Hollis, Thomas (1719–1804), britischer Geschäftsmann und Sammler
- Brand Philip, Lotte (1910–1986), deutschamerikanische Kunsthistorikerin
- Brand Scheffel, Sabine (* 1959), deutsche Künstlerin
- Brand von Lindau, Adam Friedrich (1681–1754), kurfürstlich-sächsischer General der Kavallerie
- Brand von Lindau, Benno Friedrich (1571–1625), Mitglied der Fruchtbringende Gesellschaft
- Brand von Lindau, Bernhard (1805–1856), preußischer Jurist
- Brand zu Neidstein, Karl-Hermann Freiherr von (1915–1984), deutscher Offizier und Militärschriftsteller
- Brand zu Neidstein, Philipp von (1796–1870), bayerischer Generalleutnant
- Brand, Adam († 1746), deutscher Kaufmann und Forschungsreisender
- Brand, Adolf (1874–1945), Herausgeber der ersten Schwulenzeitschrift der WeltAdolf Brand (1874–1945)

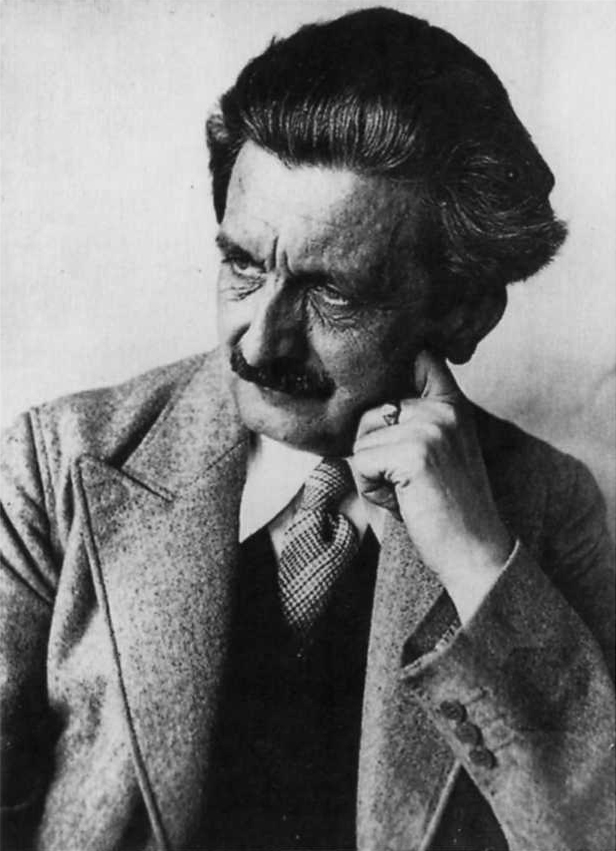
Adolf Brand (1874–1945)

- Brand, Adolf von (1803–1878), preußischer Gutsbesitzer und Politiker
- Brand, Albrecht (1888–1969), deutscher Generalleutnant, Chef der Heeresmuseen im Zweiten Weltkrieg
- Brand, Andreas (* 1964), deutscher Bürgermeister
- Brand, Angela (* 1996), deutsche Schauspielerin
- Brand, Angelika (* 1976), deutsche Ruderin
- Brand, Arthur (1870–1943), preußischer Zivilrichter und Beamtenrechtskommentator
- Brand, Benjamin (* 1989), deutscher FußballschiedsrichterBenjamin Brand (* 1989)

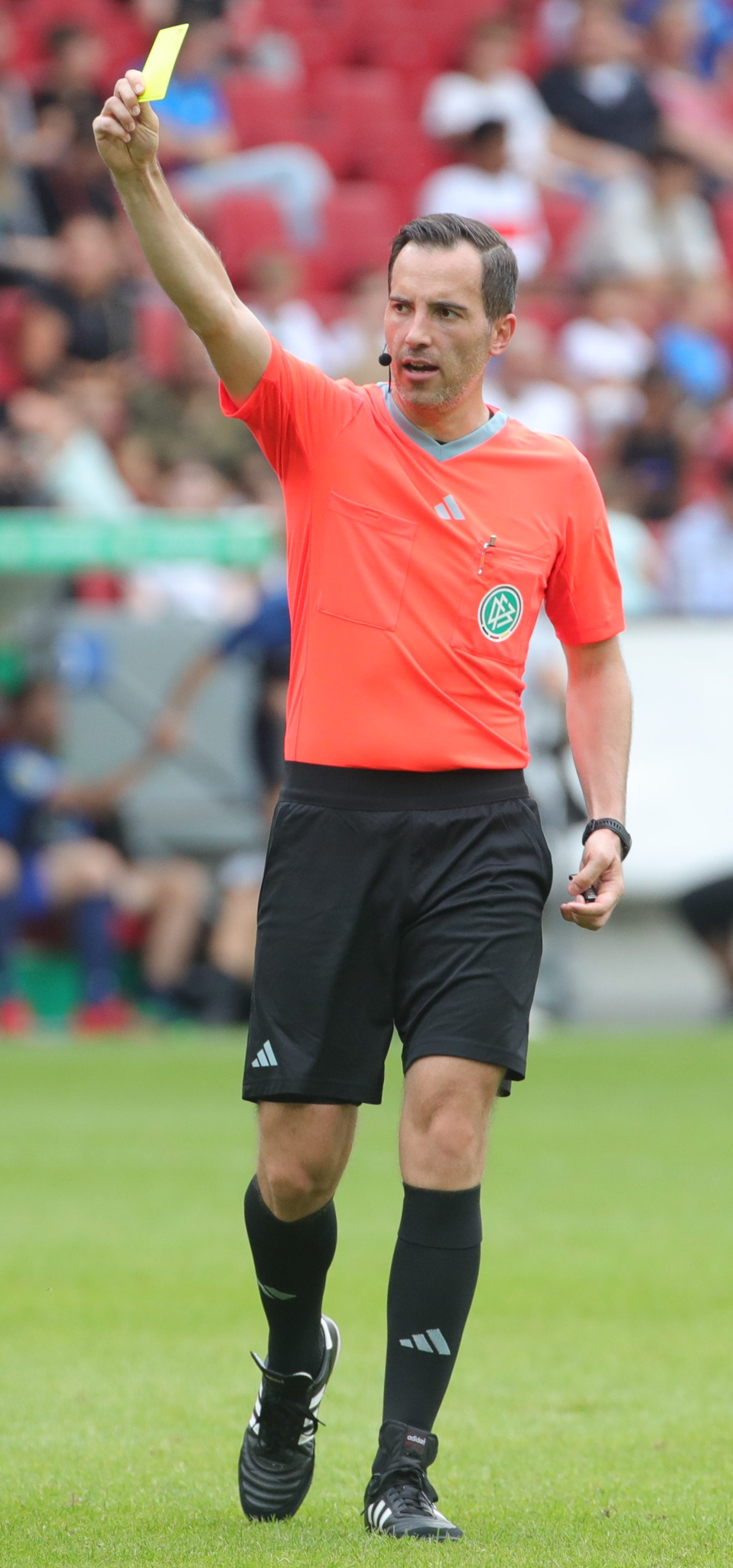
Benjamin Brand (* 1989)

- Brand, Bernhard (1525–1594), Schweizer Hochschullehrer, Diplomat und Politiker
- Brand, Burgert (* 1959), namibischer evangelisch-lutherischer Theologe
- Brand, Carl (1893–1945), deutscher Allgemeinmediziner und NS-Opfer
- Brand, Charles (1871–1966), US-amerikanischer Politiker
- Brand, Charles Amarin (1920–2013), französischer Geistlicher, Theologe und Erzbischof
- Brand, Charles Hillyer (1861–1933), US-amerikanischer Politiker
- Brand, Christian (* 1949), deutscher Bankmanager
- Brand, Christian (* 1972), deutscher Fußballspieler und -trainer
- Brand, Christian Friedrich von († 1735), deutscher Hofrat, Geheimer Rat und Kanzler
- Brand, Christian Hilfgott († 1756), deutsch-österreichischer Maler
- Brand, Christiane (* 1973), deutsche Ruderin
- Brand, Christianna (1907–1988), britische Schriftstellerin
- Brand, Christine (* 1973), Schweizer Schriftstellerin und Journalistin
- Brand, Christoph (* 1961), deutscher Jurist und BankerChristoph Brand (* 1961)

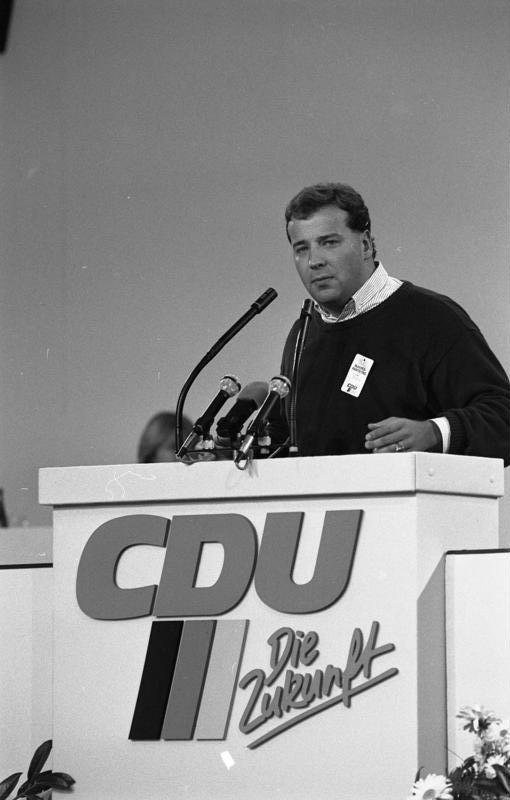
Christoph Brand (* 1961)

- Brand, Curd (1892–1971), deutscher SS-Führer
- Brand, Dany (* 1996), Schweizer Hürdenläufer
- Brand, Daphny van den (* 1978), niederländische Radrennfahrerin
- Brand, Dieter (* 1939), deutscher Generalmajor
- Brand, Dionne (* 1953), kanadische Schriftstellerin und Dokumentarfilmerin
- Brand, Dirk (* 1969), deutscher Schlagzeuger
- Brand, Elton (* 1979), US-amerikanischer Basketballspieler
- Brand, Emil (1881–1941), deutscher Verwaltungsjurist und Präsident der bayerischen Verwaltung der staatlichen Schlösser, Gärten und Seen
- Brand, Erich (1914–2011), deutscher Mikropaläontologe und Erdölgeologe
- Brand, Erik (* 2004), deutscher Volleyballspieler
- Brand, Erland (1922–2020), schwedischer Maler und Grafiker
- Brand, Erna (1895–1984), deutsche Musikwissenschaftlerin
- Brand, Ernst (1827–1897), deutscher Allgemeinmediziner
- Brand, Ernst (1869–1948), deutscher Architekt
- Brand, Ernst (1898–1983), deutscher Architektur- und Landschaftsmaler
- Brand, Esther (1922–2015), südafrikanische Hochspringerin
- Brand, Fabian (* 1991), deutscher katholischer Theologe, Autor
- Brand, Florian (* 1984), deutscher American-Football-Spieler
- Brand, Franklin, Politiker aus St. Kitts und Nevis
- Brand, Franz (1806–1878), Großdechant der Grafschaft Glatz und Generalvikar des Erzbistums Prag in Preußen
- Brand, Franz (1887–1968), österreichischer Politiker (SPÖ), Mitglied des Bundesrates
- Brand, Franz Josef (1790–1869), deutscher Gymnasiallehrer, Bibliothekar, Historiker, Altphilologe und Zeichner
- Brand, Friedrich (1891–1979), deutscher Beamter und Manager
- Brand, Friedrich August (1735–1806), österreichischer Landschafts- und Historienmaler
- Brand, Fritz (1889–1967), deutscher Offizier, zuletzt General der Artillerie im Zweiten Weltkrieg
- Brand, Gail (* 1971), britische Jazz-Posaunistin
- Brand, Georg Friedrich (1798–1874), Landtagsabgeordneter Großherzogtum Hessen
- Brand, Gerd (1921–1979), deutscher Philosoph und Wissenschaftsmanager
- Brand, Gerd (* 1973), österreichischer Politiker (SPÖ), Landtagsabgeordneter
- Brand, Gerhard, deutscher Basketballspieler
- Brand, Glen (1923–2008), US-amerikanischer Ringer, Trainer und Unternehmer
- Brand, Gordon Junior (1958–2019), schottischer Golfer
- Brand, Guido K. (1889–1946), deutscher Literaturhistoriker und Schriftsteller
- Brand, Hans (1879–1959), deutscher Geologe, Bergbauingenieur und SS-Standartenführer
- Brand, Hans (* 1888), deutscher Berghauptmann des Oberbergamtes Bonn
- Brand, Hans H. (1930–2020), deutscher Hochfrequenz-Ingenieur
- Brand, Hans Joachim (1927–2008), deutscher Rechtsanwalt und Notar
- Brand, Hans-Ulrich (1930–2002), deutscher Jurist und Politiker (SPD), MdB
- Brand, Hanskurt (* 1966), Schweizer Radrennfahrer
- Brand, Harald (1941–2018), deutscher Journalist
- Brand, Hein, Hamburger Bürger, wegen Beschimpfung des Herzogs von Sachsen-Lauenburg verhaftet
- Brand, Heiner (* 1952), deutscher Handballspieler, -trainer und -funktionärHeiner Brand (* 1952)

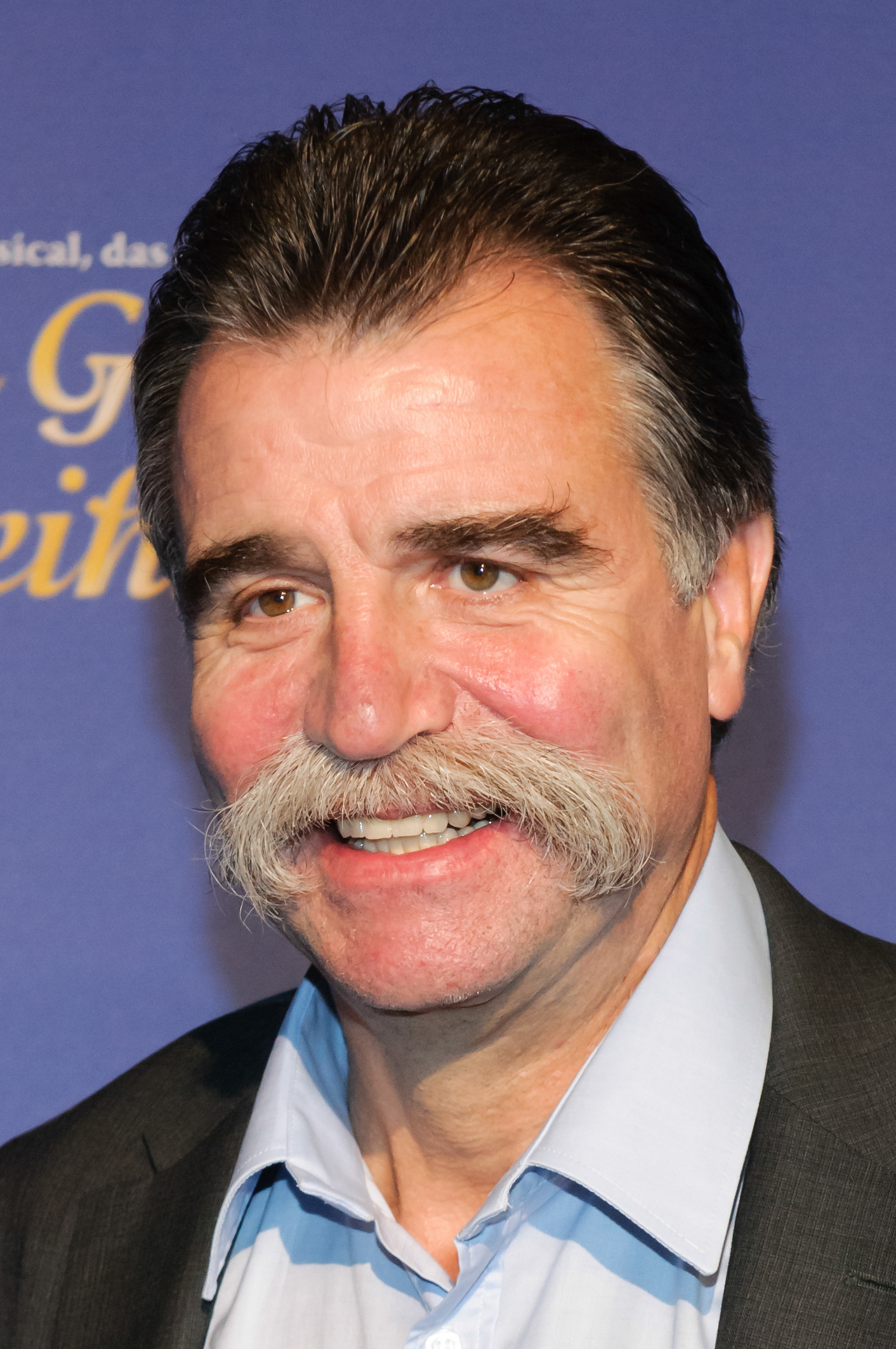
Heiner Brand (* 1952)

- Brand, Heinrich (1887–1971), preußischer und bundesdeutscher Verwaltungsbeamter
- Brand, Heinz (* 1955), Schweizer Politiker (SVP)
- Brand, Helmut (* 1957), deutscher Hochschullehrer, Professor für Europäische Gesundheitswissenschaften
- Brand, Helmut Michael (* 1959), deutscher Kirchenmusiker und Komponist
- Brand, Hendrica († 1813), niederländische Geschäftsfrau
- Brand, Hennig, deutscher Arzt und AlchemistHennig Brand

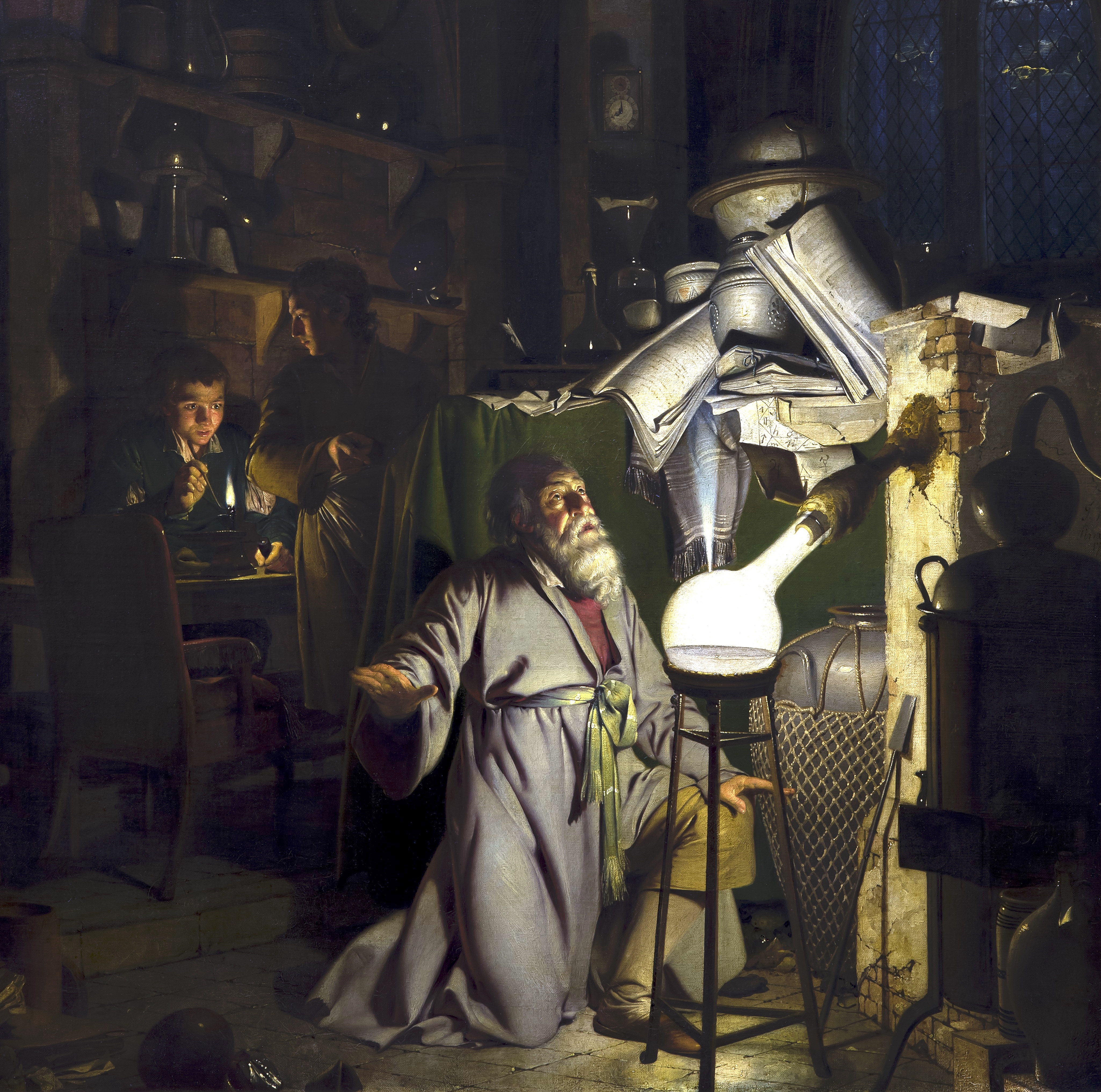
Hennig Brand

- Brand, Henry, 1. Viscount Hampden (1814–1892), britischer Politiker der Liberal Party und Sprecher des Unterhauses (House of Commons)
- Brand, Hermann (1857–1929), deutscher Kaufmann und Politiker (DDP)
- Brand, Horst (* 1946), deutscher Fußballspieler
- Brand, Ilona (* 1958), deutsche Rennrodlerin
- Brand, Inka (* 1977), deutsche Spieleautorin
- Brand, Jakob (1776–1833), deutscher römisch-katholischer Theologe, Bischof von Limburg
- Brand, Jan (1908–1969), niederländischer Hockeyspieler
- Brand, Jochen (* 1944), deutscher Handballspieler
- Brand, Joel (1906–1964), deutscher Zionist
- Brand, Johann († 1405), Ratsherr und Bürgermeister in Bremen
- Brand, Johann Arnold von (1647–1691), deutscher Hochschullehrer, Jurist, Verfasser von Reiseberichten
- Brand, Johann Christian (1722–1795), österreichischer Maler
- Brand, Johann Georg (1645–1703), evangelischer Theologe und Professor für Mathematik und Metaphysik an der Universität Marburg
- Brand, Johannes Henricus (1823–1888), südafrikanischer Politiker und Präsident des Oranje-Freistaats
- Brand, Jule (* 2002), deutsche FußballspielerinJule Brand (* 2002)

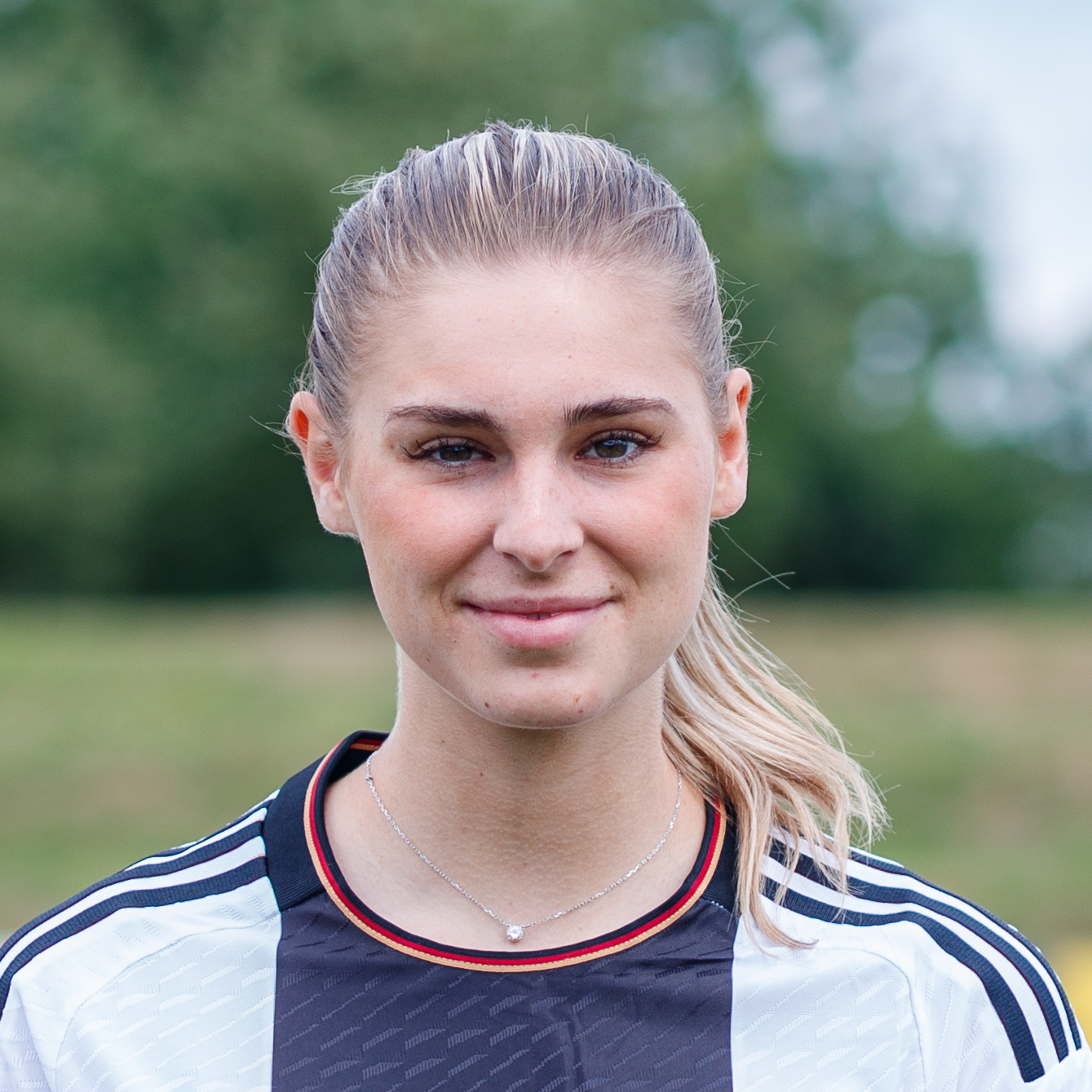
Jule Brand (* 2002)

- Brand, Julia (* 1989), deutsche Schauspielerin
- Brand, Jürgen (* 1941), deutscher Jurist und Hochschullehrer
- Brand, Jürgen (* 1945), deutscher Jurist, Präsident des Landessozialgerichts Nordrhein-Westfalen
- Brand, Jürgen (* 1965), deutscher Politiker (CSU), MdEP
- Brand, Karl (1895–1917), expressionistischer deutschsprachiger Prager Lyriker und Erzähler
- Brand, Karl (1897–1978), deutscher Widerstandskämpfer gegen den Nationalsozialismus und Kommunalpolitiker der KPD
- Brand, Karl (1931–2010), deutscher Biochemiker
- Brand, Karl-Werner (* 1944), deutscher Umweltsoziologe
- Brand, Katherine (* 1987), deutsche Schauspielerin
- Brand, Kevin (* 1991), österreichischer Schauspieler und Künstler
- Brand, Klaus (* 1941), deutscher Handballspieler und -trainer
- Brand, Klaus (* 1955), deutscher Fußballspieler
- Brand, Kurt (1877–1952), deutscher Chemiker und Hochschullehrer
- Brand, Kurt (1917–1991), deutscher Science-Fiction-Schriftsteller
- Brand, Lisa (* 1993), Schweizer Schauspielerin
- Brand, Lucinda (* 1989), niederländische Radrennfahrerin
- Brand, Maria (1877–1956), deutsche Politikerin (Zentrum), MdL Oldenburg
- Brand, Marie-Berta von (1899–1977), deutsche Agrarwissenschaftlerin
- Brand, Markus (* 1974), deutscher Fußballspieler
- Brand, Markus (* 1975), deutscher Spieleautor
- Brand, Martin (* 1975), deutscher Künstler
- Brand, Martina (* 1957), deutsche Drehbuchautorin
- Brand, Matthias (* 1952), deutscher Schriftsteller
- Brand, Max (1896–1980), österreichisch-amerikanischer Komponist
- Brand, Michael (* 1961), deutscher Biologe und Hochschullehrer
- Brand, Michael (* 1973), deutscher Politiker (CDU), MdBMichael Brand (* 1973)

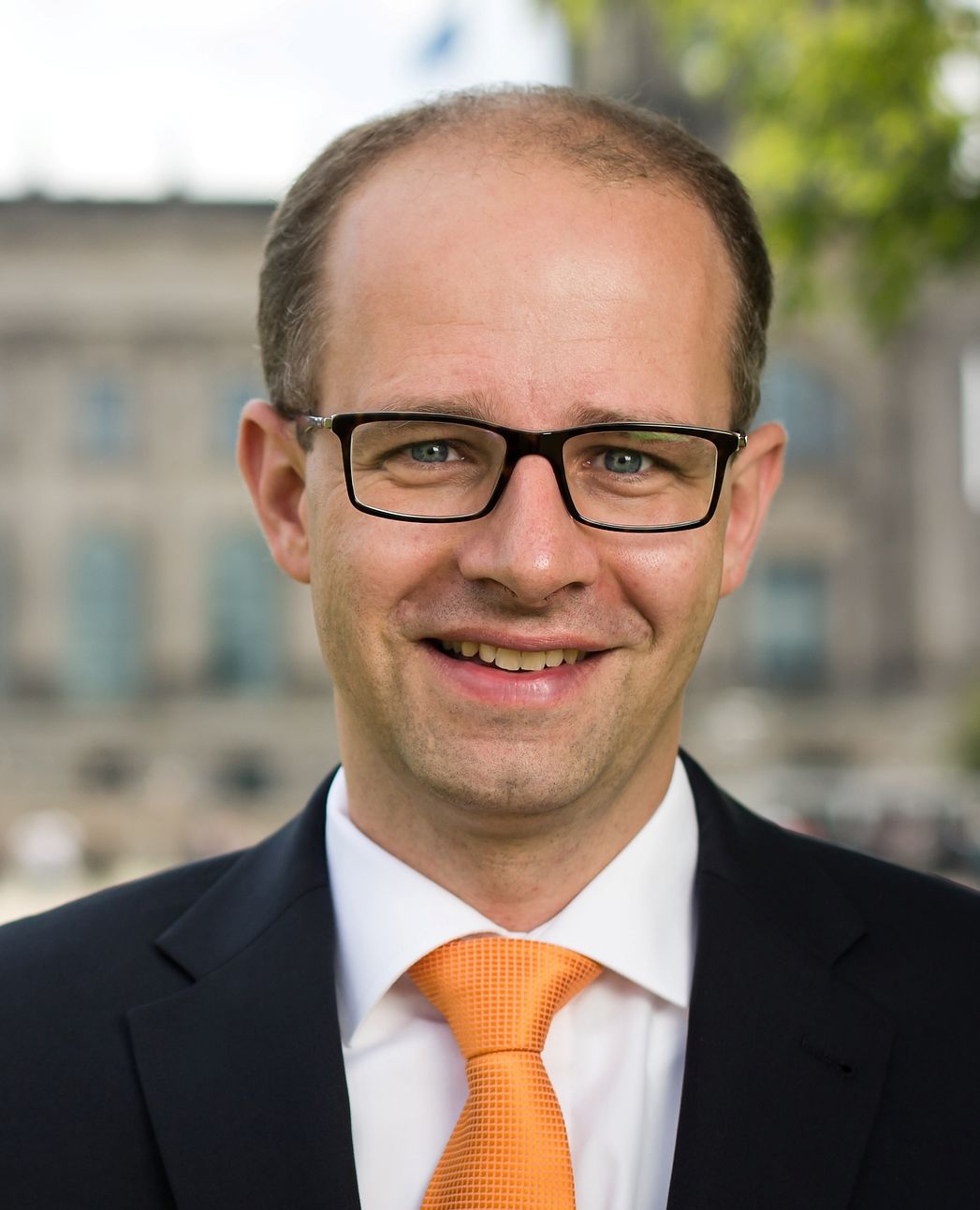
Michael Brand (* 1973)

- Brand, Millen (1906–1980), US-amerikanischer Autor von Romanen, Gedichten und Drehbüchern
- Brand, Moritz (1844–1927), sächsischer Landesscharfrichter
- Brand, Myles (1942–2009), US-amerikanischer Hochschullehrer und Sportfunktionär, Präsident der NCAA
- Brand, Neville (1920–1992), US-amerikanischer SchauspielerNeville Brand (1920–1992)

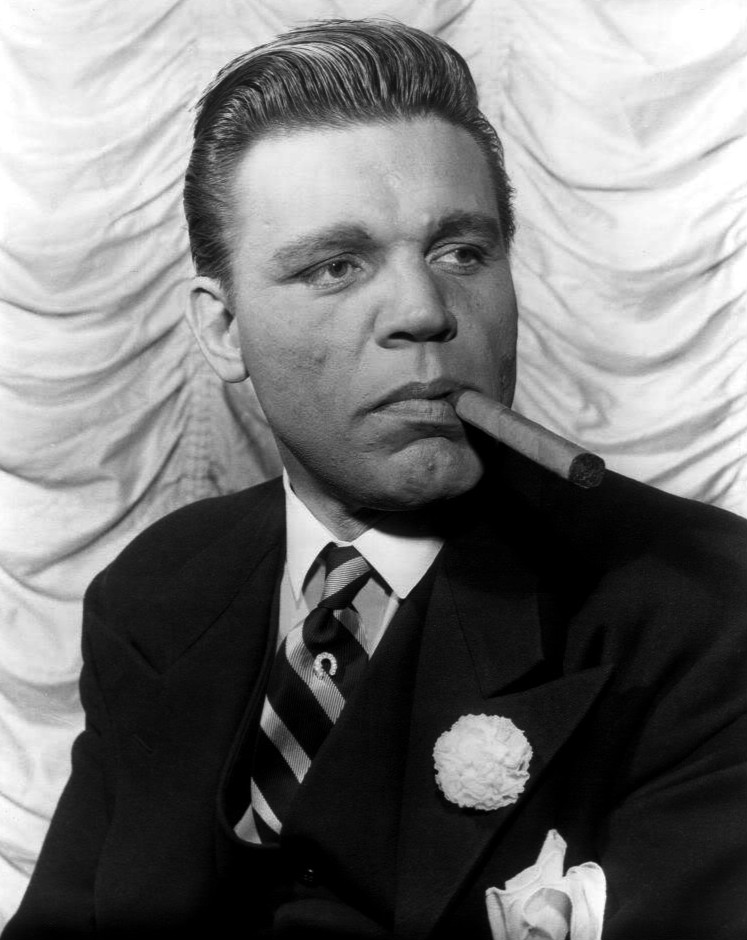
Neville Brand (1920–1992)

- Brand, Nonnosus (1755–1793), deutscher Komponist, Organist und Musikpädagoge
- Brand, Olga (1905–1973), Schweizer Germanistin, Schriftstellerin und Journalistin
- Brand, Oliver (* 1974), deutscher Rechtswissenschaftler
- Brand, Olivier (* 1980), Schweizer Skirennläufer
- Brand, Oscar (1920–2016), amerikanischer Folk-Songwriter, Radiomoderator und Autor
- Brand, Oskar (1866–1945), deutscher Jurist und Brauereiunternehmer
- Brand, Otto (1930–2014), deutscher römisch-katholischer Geistlicher
- Brand, Paul (1897–1969), deutscher Politiker (CSU), Mitglied der Verfassunggebenden Landesversammlung in Bayern
- Brand, Paul (* 1931), deutscher Chemiker, Mineraloge und Hochschullehrer
- Brand, Paul (* 1941), Schweizer Bildhauer
- Brand, Paul von (1831–1904), preußischer Gutsbesitzer und Politiker, MdR
- Brand, Paul Wilson (1914–2003), englischer Arzt
- Brand, Peter (1937–2023), deutscher Kameramann
- Brand, Peter, österreichischer Schauspieler
- Brand, Peter Wilhelm (1900–1978), deutscher Politiker (CDU), MdB
- Brand, Philipp (1833–1914), deutscher Politiker, MdR
- Brand, Philipp (1878–1940), deutscher Dombaumeister
- Brand, Philippine (1840–1920), deutsche Theaterschauspielerin
- Brand, Rachel (* 1973), amerikanische Juristin
- Brand, Rafael (* 1994), deutscher Fußballspieler
- Brand, Ralf (* 1971), deutscher Sportpsychologe und Basketballschiedsrichter
- Brand, Ralph (* 1936), schottischer Fußballspieler
- Brand, Renée (1900–1980), deutsch-jüdische Exilschriftstellerin
- Brand, Rolf (1932–2021), deutscher Aikidō-Meister
- Brand, Russell (* 1975), britischer Fernseh- und RadiomoderatorRussell Brand (* 1975)

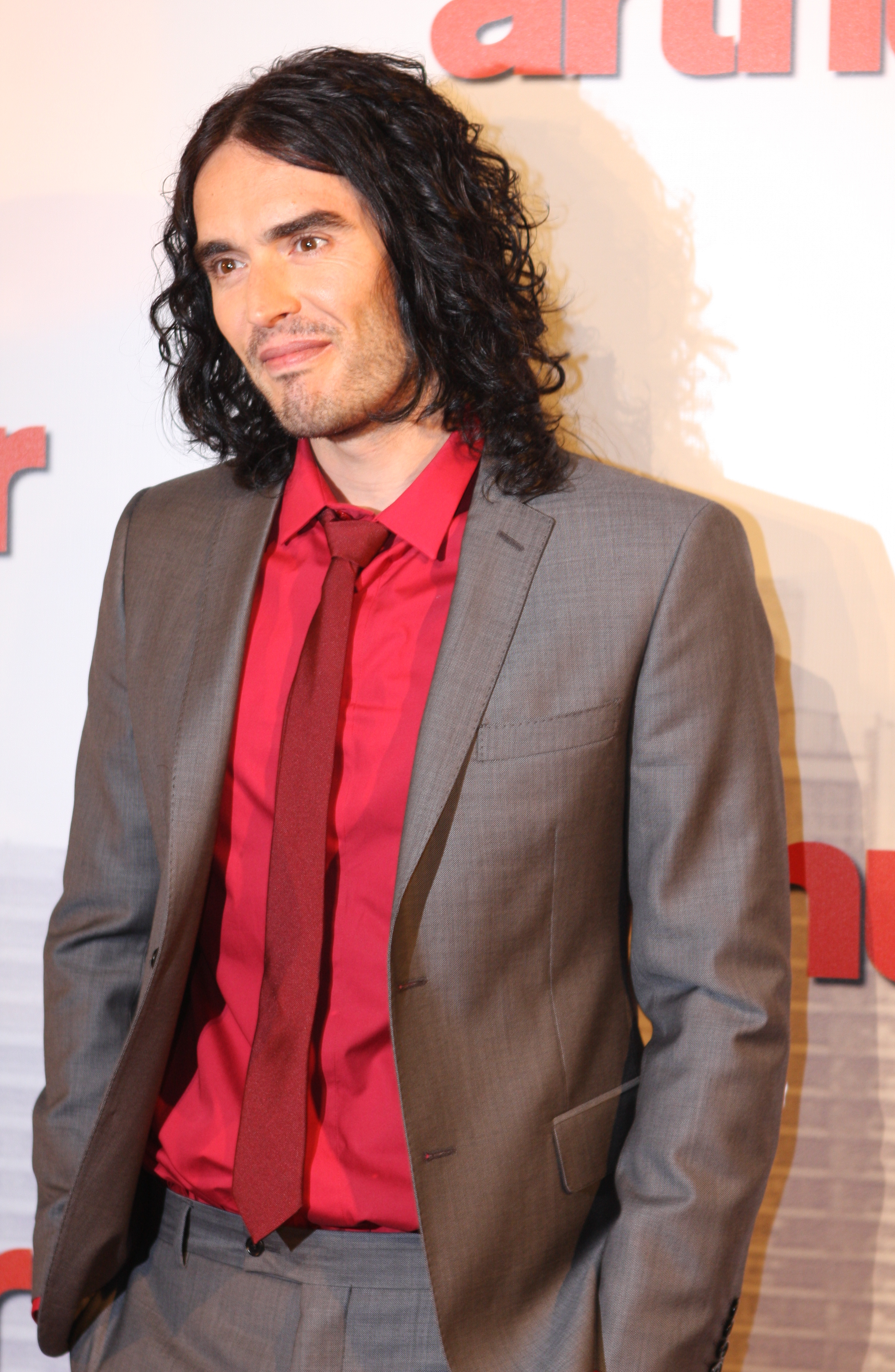
Russell Brand (* 1975)

- Brand, Ruth (* 1967), deutsche Bundesbeamtin
- Brand, Ruth Erika (1928–2014), deutsche Politikerin und Diplom-Pädagogin
- Brand, Samantha (* 1988), haitianische Fußballnationalspielerin
- Brand, Samira (* 1995), deutsche Handballspielerin
- Brand, Silke (* 1971), deutsche Fernsehmoderatorin, Sachbuchautorin, Psychologin und Persönlichkeitscoach
- Brand, Silvia (1848–1909), deutsche Schauspielerin, Journalistin, Autorin, Unternehmerin
- Brand, Simone (* 1967), deutsche Politikerin (Piraten), MdL
- Brand, Steffen (* 1965), deutscher Leichtathlet
- Brand, Steven (* 1969), britischer Schauspieler, Synchronsprecher und Hörspielsprecher
- Brand, Stewart (* 1938), US-amerikanischer AutorStewart Brand (* 1938)

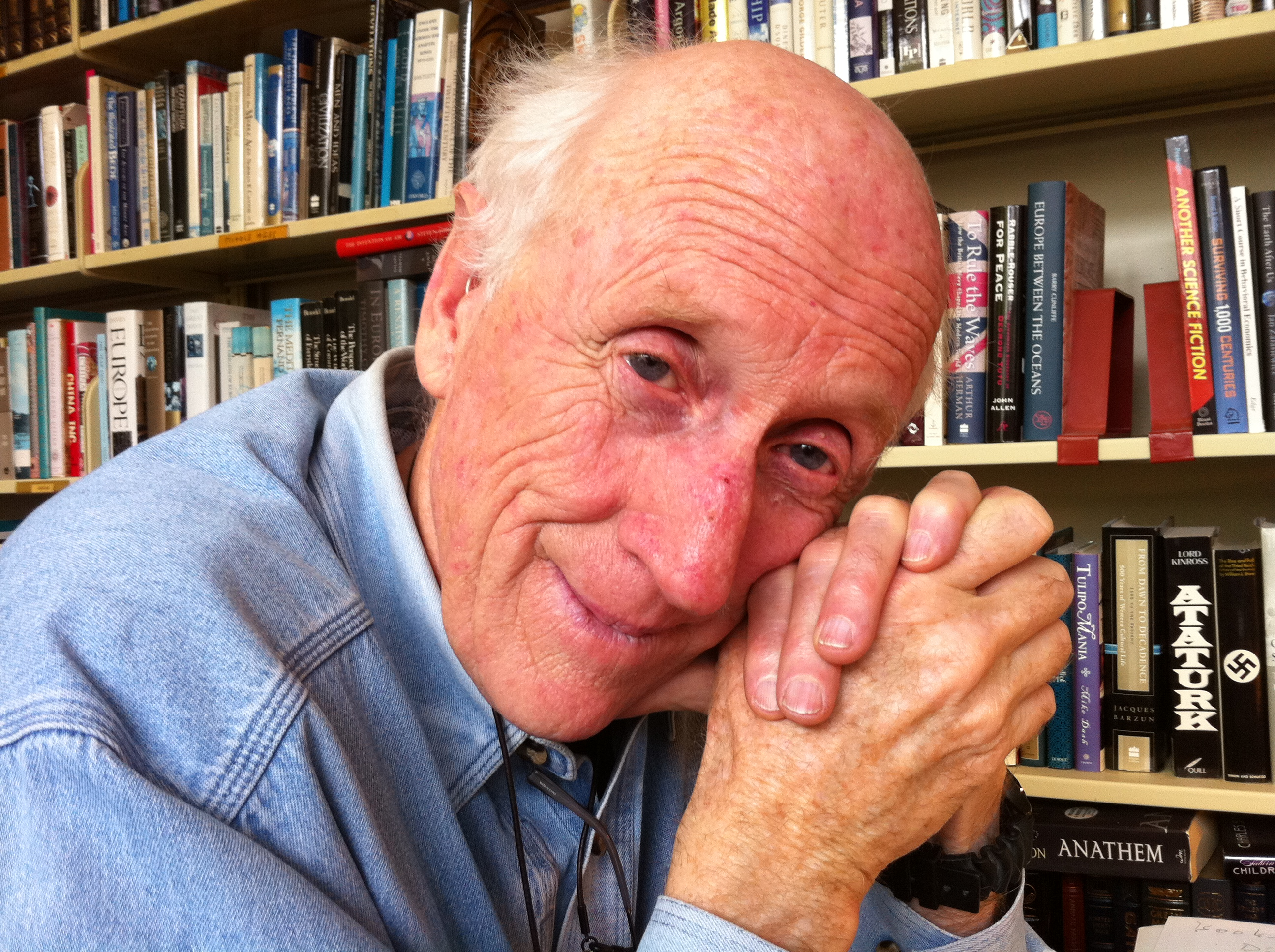
Stewart Brand (* 1938)

- Brand, Theo (1925–2016), deutscher Komponist, Musikpädagoge und Organist
- Brand, Theodor (1488–1558), Schweizer Politiker und Bürgermeister von Basel
- Brand, Theodor (* 1796), Regierungssekretär, Publizist und Offizier in Breslau
- Brand, Theodor von (1899–1978), deutschamerikanischer Parasitologe
- Brand, Tilman von (* 1974), deutscher Fachdidaktiker
- Brand, Tim (* 1998), deutscher Handballspieler
- Brand, Tim (* 1998), australischer Hockeyspieler
- Brand, Tobias (* 1998), deutscher Volleyball- und Beachvolleyballspieler
- Brand, Tom (1917–1970), niederländischer Oratorien-, Konzert- und Liedsänger (Tenor)
- Brand, Tomas (* 1968), schwedischer Pornodarsteller und Model
- Brand, Ulrich, deutscher Historiker
- Brand, Ulrich (* 1967), deutscher Politologe
- Brand, Vance D. (* 1931), US-amerikanischer AstronautVance D. Brand (* 1931)

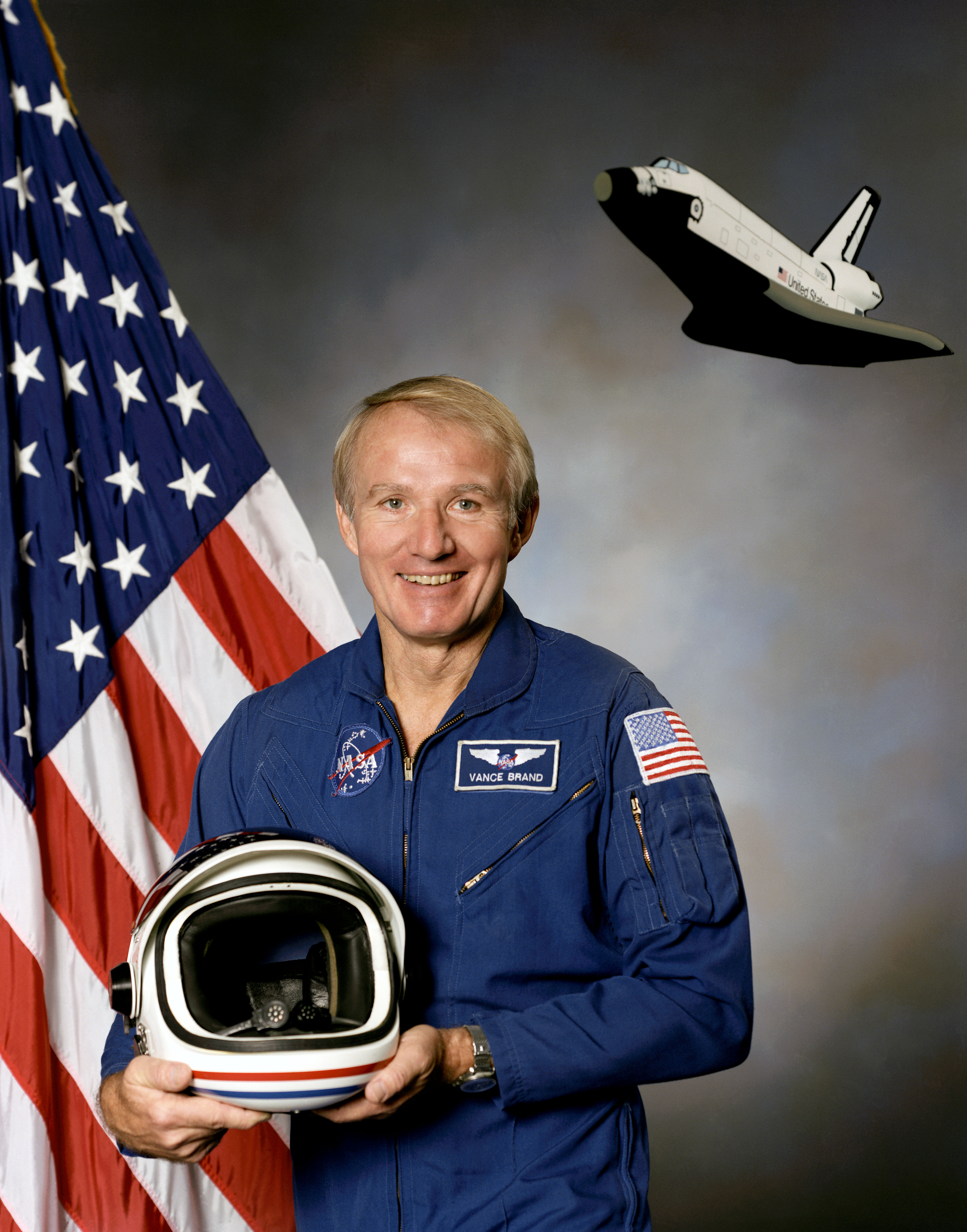
Vance D. Brand (* 1931)

- Brand, Viola (* 1994), deutsche Kunstradfahrerin
- Brand, Walter (1907–1980), sudetendeutscher Politiker (SdP)
- Brand, Wenzel (1863–1923), österreichischer Geistlicher und Politiker, Landtagsabgeordneter
- Brand, Werner (1885–1957), deutscher Bergassessor und Manager der deutschen Montanindustrie
- Brand, Werner (1933–2021), deutscher Maler und Grafiker
- Brand, Wilhelm Ferdinand (1854–1943), deutscher Schriftsteller und Journalist
- Brand, Wilhelm von (1856–1944), württembergischer Generalleutnant
- Brand-Hofmeister, Bernhardt (* 1983), deutscher Kirchenmusiker, Konzertorganist, Komponist und Orgelsachverständiger
- Brand-Hückstädt, Ingrid (* 1954), deutsche Politikerin (FDP), MdL

### Branda
- Brandabura, Gheorghe (* 1913), rumänischer Fußballspieler
- Brandalise, Vagner Antônio (* 1989), brasilianischer Fußballspieler
- Brandán, Pablo (* 1983), argentinischer Fußballspieler
- Brandão de Castro, José (1919–1999), brasilianischer Ordensgeistlicher, Bischof von Propriá
- Brandão, Caetano da Anunciação (1740–1805), portugiesischer Ordensgeistlicher, römisch-katholischer Erzbischof von Braga
- Brandão, Dino, Schweizer Sänger, Musiker und Songwriter
- Brandão, Fernanda (* 1983), brasilianische Sängerin und SchauspielerinFernanda Brandão (* 1983)

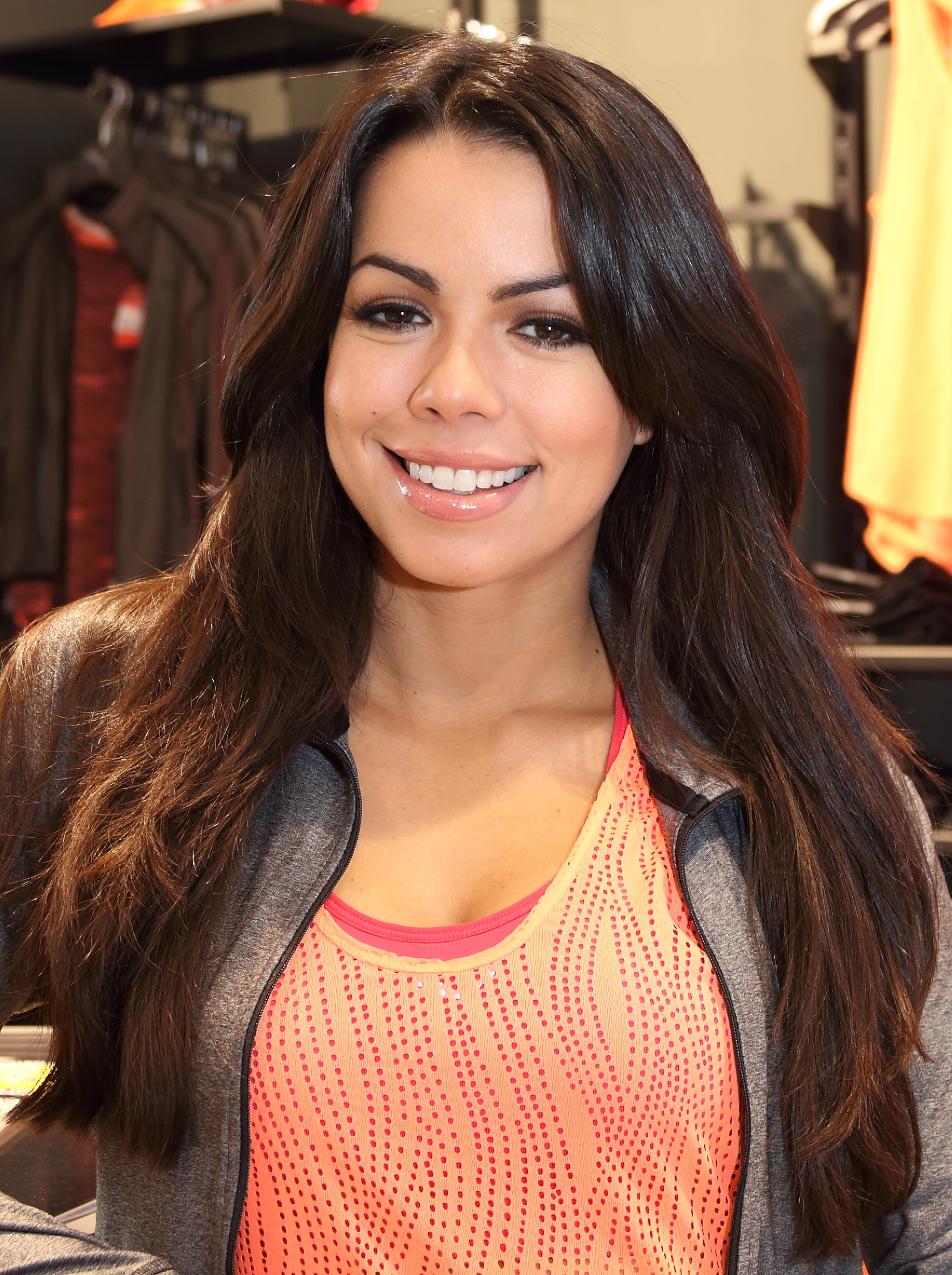
Fernanda Brandão (* 1983)

- Brandão, Fiama Hasse Pais (1938–2007), portugiesische Schriftstellerin und Germanistin
- Brandão, Flávio, osttimoresischer Politiker
- Brandão, Gonçalo (* 1986), portugiesischer Fußballspieler
- Brandão, Ignácio de Loyola (* 1936), brasilianischer Schriftsteller und Journalist
- Brandão, José Augusto (1911–1989), brasilianischer Fußballspieler
- Brandão, Leci (* 1944), brasilianische Sambasängerin, Komponistin und Politikerin
- Brandão, Marco Antônio Diniz (* 1949), brasilianischer Diplomat
- Brandão, Oscar (* 1985), brasilianischer Beachvolleyballspieler
- Brandão, Raul (1867–1930), portugiesischer Schriftsteller
- Brandão, Sagramor de Scuvero (1921–1995), brasilianische Hörfunkmoderatorin und Politikerin
- Brandão, Tomás Pinto (1664–1743), portugiesischer Lyriker
- Brandart, Victorya (* 1990), rumänisch-US-amerikanische Schauspielerin, Stuntfrau, Filmproduzentin und Model
- Brandau, Carsten (* 1970), deutscher Theater- und Hörspielautor
- Brandau, Dennis (* 1976), deutscher Radiomoderator, Musiker und Synchronsprecher
- Brandau, Elisabeth (* 1985), deutsche RadsportlerinElisabeth Brandau (* 1985)

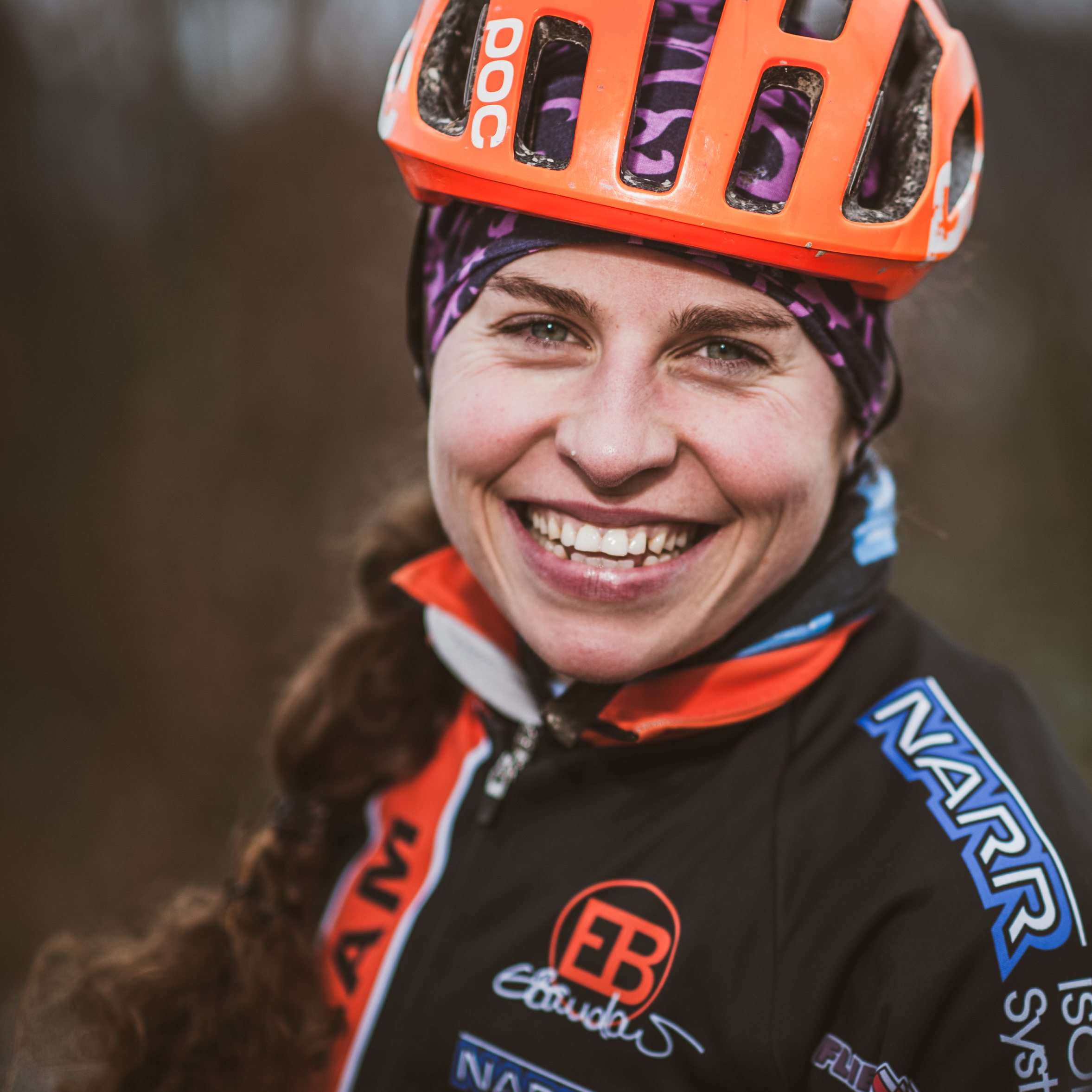
Elisabeth Brandau (* 1985)

- Brandau, Karl (1849–1917), deutscher Eisenbahn-Bauingenieur, Erbauer des Simplontunnels
- Brandau, Lars (* 1965), deutscher Verbands- und Kommunikationsmanager
- Brandau, Nils (* 1966), deutscher Tennisspieler
- Brandauer, Anton (* 1946), österreichischer Feuerwehrfunktionär
- Brandauer, Bettina (* 1980), österreichische Politikerin (SPÖ), Landtagsabgeordnete
- Brandauer, Hermann (1887–1962), österreichischer Unternehmer, Komponist, Alpinist und paläontologischer Sammler
- Brandauer, Josef (1921–1988), österreichischer Politiker (SPÖ), Abgeordneter zum Salzburger Landtag und Landtagspräsident
- Brandauer, Karin (1945–1992), österreichische Filmregisseurin und Drehbuchautorin
- Brandauer, Karoline (1925–1989), österreichische Schriftstellerin
- Brandauer, Klaus Maria (* 1943), österreichischer Schauspieler, Hörspielsprecher und RegisseurKlaus Maria Brandauer (* 1943)

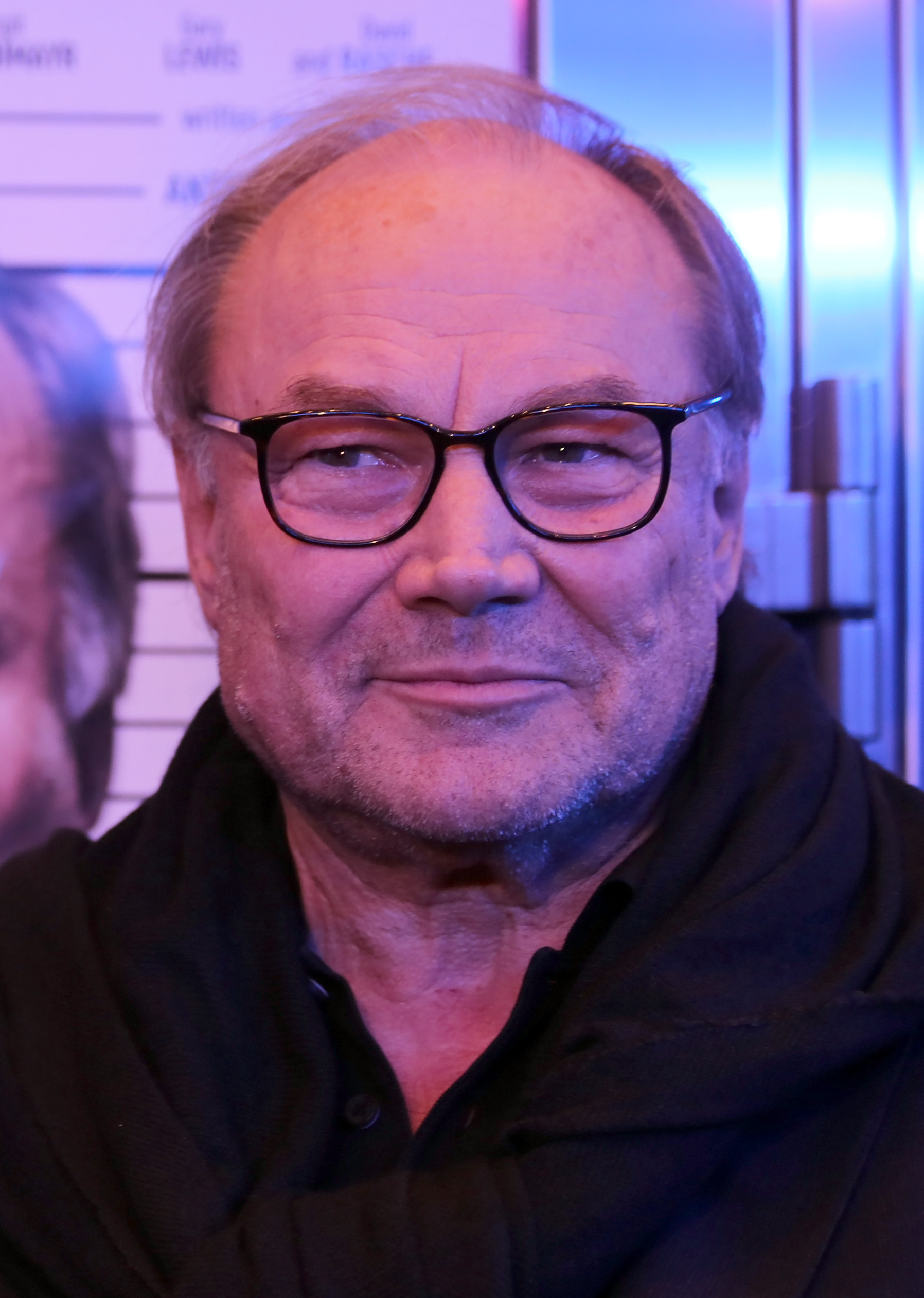
Klaus Maria Brandauer (* 1943)

### Brandb
- Brandberg, Paulina (* 1983), schwedische Politikerin (Liberalerna)
- Brandberg, Ruth (1878–1944), schwedische Landschaftsarchitektin

### Brande
- Brande, August (1820–1875), deutscher Arzt, Unternehmer, Brauereibesitzer und Politiker (NLP), MdR
- Brande, Friedrich Wilhelm († 1838), Chemiker und Hofapotheker, Oberbergkommissar und Senator in Hannover
- Brande, William Thomas (1788–1866), englischer Chemiker
- Brandeberry, John (1893–1953), US-amerikanischer American-Football-Trainer und Professor an der University of Toledo
- Brandebusemeyer, Nicole (* 1974), deutsche Fußballspielerin
- Brandecker, Dieter (* 1956), deutscher Schauspieler
- Brandegee, Augustus (1828–1904), US-amerikanischer Politiker
- Brandegee, Frank B. (1864–1924), US-amerikanischer Politiker
- Brandegee, Mary Katharine (1844–1920), US-amerikanische Botanikerin und Pflanzensammlerin
- Brandegee, Townshend Stith (1843–1925), US-amerikanischer Botaniker
- Brandeis, Adrien (* 1992), französischer Jazzmusiker (Piano, Komposition)
- Brandeis, Antonie (1868–1945), deutsche Sammlerin von Ethnographika, Fotografin und Kolonialaktivistin
- Brandeis, Antonietta (1848–1926), österreichisch-italienische Malerin
- Brandeis, Eugen (1846–1930), deutscher Ingenieur und kaiserlicher Kolonialbeamter im Pazifik
- Brandeis, Friedrich (1835–1920), deutscher Missionar
- Brandeis, Friedrich (1835–1899), österreichischer Pianist und Komponist
- Brandeis, Jacob († 1774), deutscher Rabbiner
- Brandeis, Jakob B. (1835–1912), Verleger in Prag
- Brandeis, Johann Christian von (1687–1759), preußischer Generalleutnant und Chef des Füsilier-Regiments Nr. 38
- Brandeis, Louis (1856–1941), US-amerikanischer JuristLouis Brandeis (1856–1941)

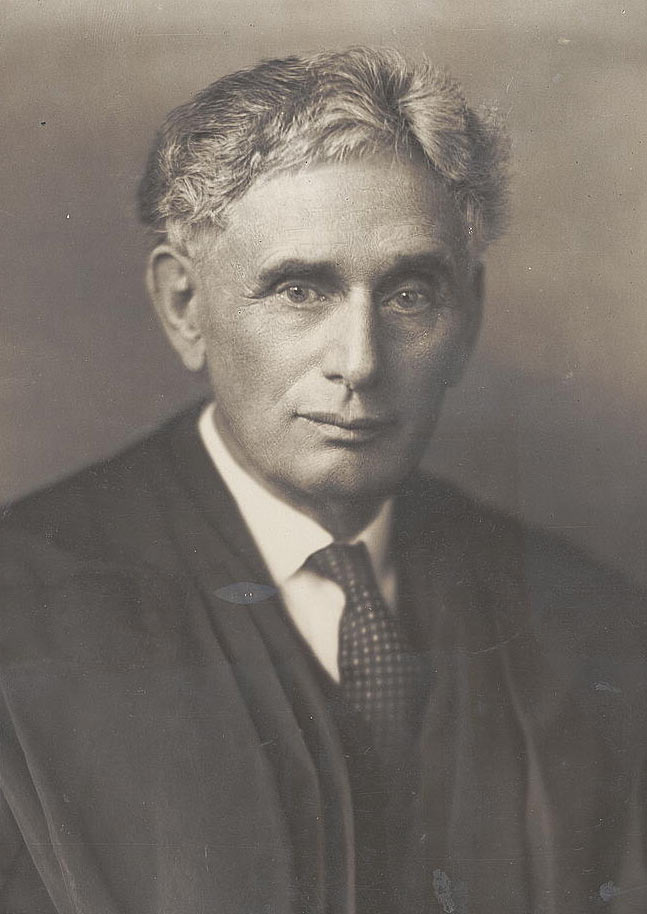
Louis Brandeis (1856–1941)

- Brandeis, Moses Abraham (1765–1819), deutscher Rabbiner
- Brandeis, Philippe (* 1959), französischer Organist
- Brandeis, Werner (1942–1988), deutscher Pädiater, Onkologe und Hochschullehrer
- Brandeisz, Elza (1907–2018), ungarische Tänzerin, Gymnastiklehrerin und Supercentenarian
- Brandeisz, Maximilian (1894–1996), österreichischer Politiker (SDAP), Mitglied des Bundesrates
- Brandejs, Alexandr (1848–1901), tschechischer Grundbesitzer, Unternehmer und Mäzen
- Brandeker, Alexis (* 1974), schwedischer Astronom und Asteroidenentdecker
- Brändel, Ernst (1883–1947), Kreisleiter der NSDAP in Uelzen und Verden
- Brändel, Fritz (1869–1945), deutscher Landschaftsmaler
- Brandel, Josef (1901–1964), deutscher Kommunalpolitiker (CDU), Oberbürgermeister der Stadt Freiburg im Breisgau (1956–1962)
- Brandel, Kuno (1907–1983), deutscher Gewerkschafter, Journalist und Antifaschist
- Brandel, Marc (1919–1994), englischer Schriftsteller und Fernsehproduzent
- Brändel, Peter (1943–2022), deutscher Fußballspieler
- Brandel, Sven (1898–1964), schwedischer Pianist
- Brandelius, Gustaf (1833–1884), schwedischer Landschafts- und Genremaler der Düsseldorfer Schule
- Brandell, Josephine (1891–1977), englische Musicaldarstellerin und Schauspielerin
- Brändén, Carl-Ivar (1934–2004), schwedischer Strukturbiologe und Mathematiker
- Branden, Johann Matthäus van den (1716–1788), deutscher Bildhauer und Stuckateur
- Branden, Nathaniel (1930–2014), US-amerikanischer Psychotherapeut und Autor
- Brandenberg, Anton Aloys (1853–1942), Schweizer Bildhauer
- Brandenberg, Gerold (1733–1818), Stiftsbibliothekar des Klosters St. Gallen
- Brandenberg, Johannes (1661–1729), Schweizer Maler des Barock
- Brandenberg, Paul (1928–2014), Schweizer Politiker (CVP), Landammann von Schwyz
- Brandenberg, Theresia (1763–1845), Schweizer Glockengiesserin
- Brandenberg, Wilhelm (1889–1975), deutscher Maler der Düsseldorfer Schule und der Neuen Sachlichkeit
- Brandenberger, Erich (1892–1955), deutscher General der Panzertruppe im Zweiten Weltkrieg
- Brandenberger, Ernst (1906–1966), Schweizer Geologe, Mineraloge und Materialwissenschaftler
- Brandenberger, Hans (1912–2003), Schweizer Steinbildhauer und Bronzeplastiker
- Brandenberger, Hans (1921–2020), Schweizer Toxikologe
- Brandenberger, Heinrich (1896–1964), Schweizer Maschinenbauingenieur
- Brandenberger, Jacques E. (1872–1954), Schweizer Chemiker und Cellophan-Erfinder
- Brandenberger, Robert (* 1954), US-amerikanischer Physiker
- Brandenborg, Pernille (* 1997), dänisch-färöische Handballspielerin
- Brandenburg, Achatius von (* 1516), Scholasticus in Mainz und Konsistorialrat in der Mark Brandenburg
- Brandenburg, Albert (1835–1886), Bürgermeister der Stadt Bordeaux (1878–1884)
- Brandenburg, Arnold (1783–1870), deutscher Jurist, Kommunalpolitiker und Lokalhistoriker in Stralsund
- Brandenburg, Carl (1834–1902), deutscher Politiker und Jurist, Abgeordneter Preußischen Abgeordnetenhauses, MdR
- Brandenburg, Chet (1897–1974), US-amerikanischer Schauspieler und Stuntman
- Brandenburg, Daan (* 1987), niederländischer Schachspieler
- Brandenburg, Erasmus († 1499), Domherr zu Wurzen, Propst zu Berlin und Pfarrer in Cottbus
- Brandenburg, Erich (1868–1946), deutscher Historiker und Genealoge
- Brandenburg, Ernst (1882–1952), deutscher Gewerkschafter und Politiker (SPD), MdL
- Brandenburg, Ernst (1883–1952), deutscher Offizier und Ministerialbeamter
- Brandenburg, Ernst (1901–1962), deutscher Phytomediziner
- Brandenburg, Frida (* 2008), deutsche Kinderdarstellerin
- Brandenburg, Friedrich von (1819–1892), preußischer General der Kavallerie
- Brandenburg, Friedrich Wilhelm von (1792–1850), preußischer General der Kavallerie und StaatsmannFriedrich Wilhelm von Brandenburg (1792–1850)

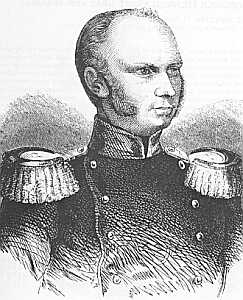
Friedrich Wilhelm von Brandenburg (1792–1850)

- Brandenburg, Hans (1885–1968), deutscher Schriftsteller
- Brandenburg, Hans (1895–1990), deutscher evangelischer Theologe und Autor christlicher Bücher
- Brandenburg, Hans-Jörn (* 1957), deutscher Musiker und Komponist
- Brandenburg, Helmuth (1928–2012), deutscher Komponist, Dirigent, Saxophonist, Arrangeur
- Brandenburg, Hermann (* 1959), deutscher Gerontologe
- Brandenburg, Hubertus (1923–2009), deutscher katholischer Bischof von Stockholm
- Brandenburg, Hugo (1929–2022), deutscher Christlicher Archäologe
- Brandenburg, Inge (1929–1999), deutsche Jazz-Sängerin und Schauspielerin
- Brandenburg, Jens (* 1986), deutscher Politiker (FDP), MdB
- Brandenburg, Joachim Friedrich Karl (1774–1844), deutscher Jurist und Bürgermeister von Rostock
- Brandenburg, Johann Christian (1769–1856), deutscher Jurist
- Brandenburg, Johann Peter (1905–1977), deutscher Politiker (FDP/DVP), MdL
- Brandenburg, John E. (* 1953), US-amerikanischer Plasmaphysiker und Autor
- Brandenburg, John N. (1929–2020), US-amerikanischer Offizier, Generalleutnant der US-Army
- Brandenburg, Julie von (1793–1848), illegitime Tochter des preußischen Königs Friedrich Wilhelm II., durch Heirat Herzogin von Anhalt-Köthen
- Brandenburg, Karlheinz (* 1954), deutscher Elektrotechniker, einer der Väter des MP3-AudiocodecsKarlheinz Brandenburg (* 1954)

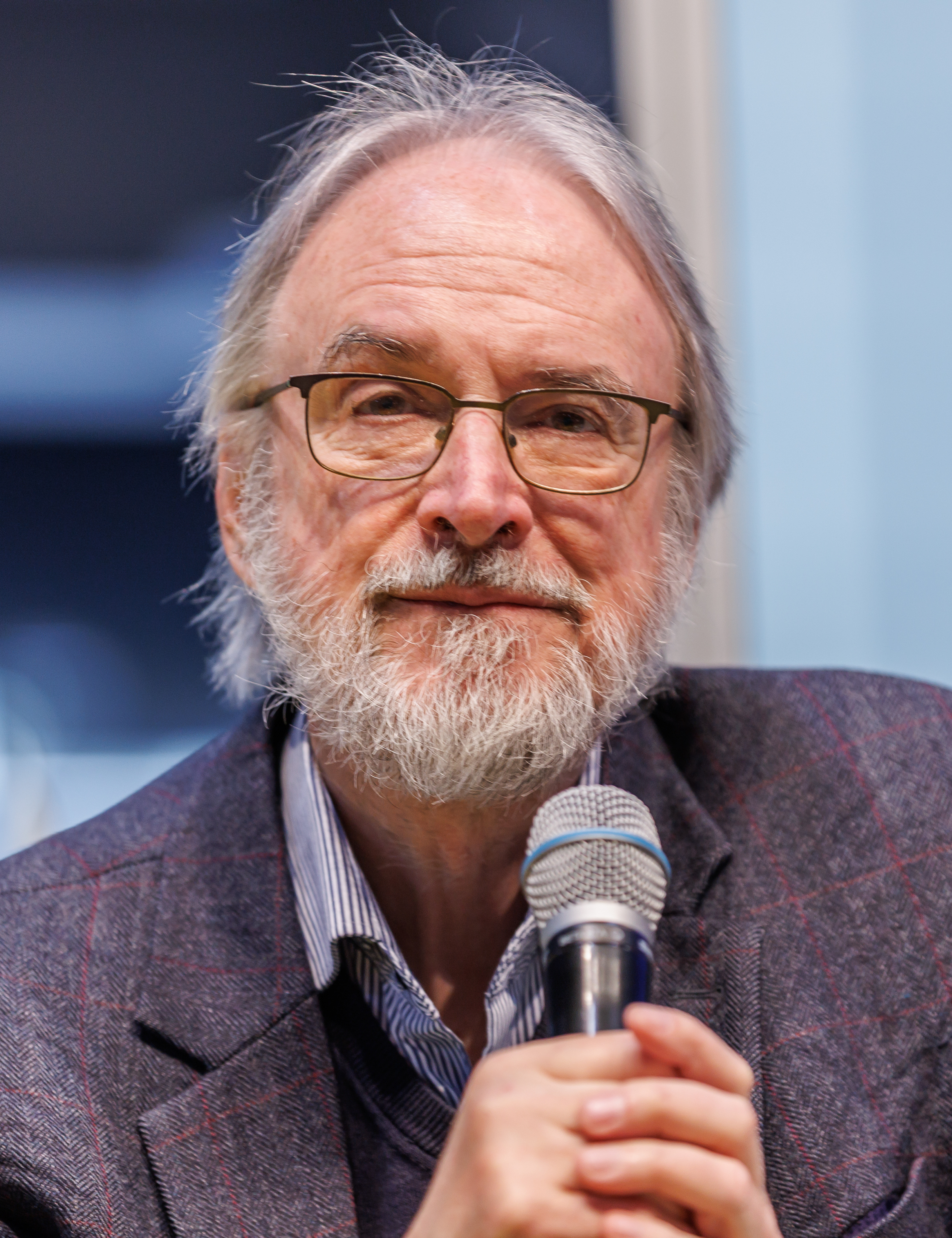
Karlheinz Brandenburg (* 1954)

- Brandenburg, Leo (1895–1946), deutscher Reichsgerichtsrat
- Brandenburg, Marc (* 1965), deutscher Zeichner
- Brandenburg, Mario (* 1983), deutscher Wirtschaftsinformatiker und Politiker (FDP), MdBMario Brandenburg (* 1983)

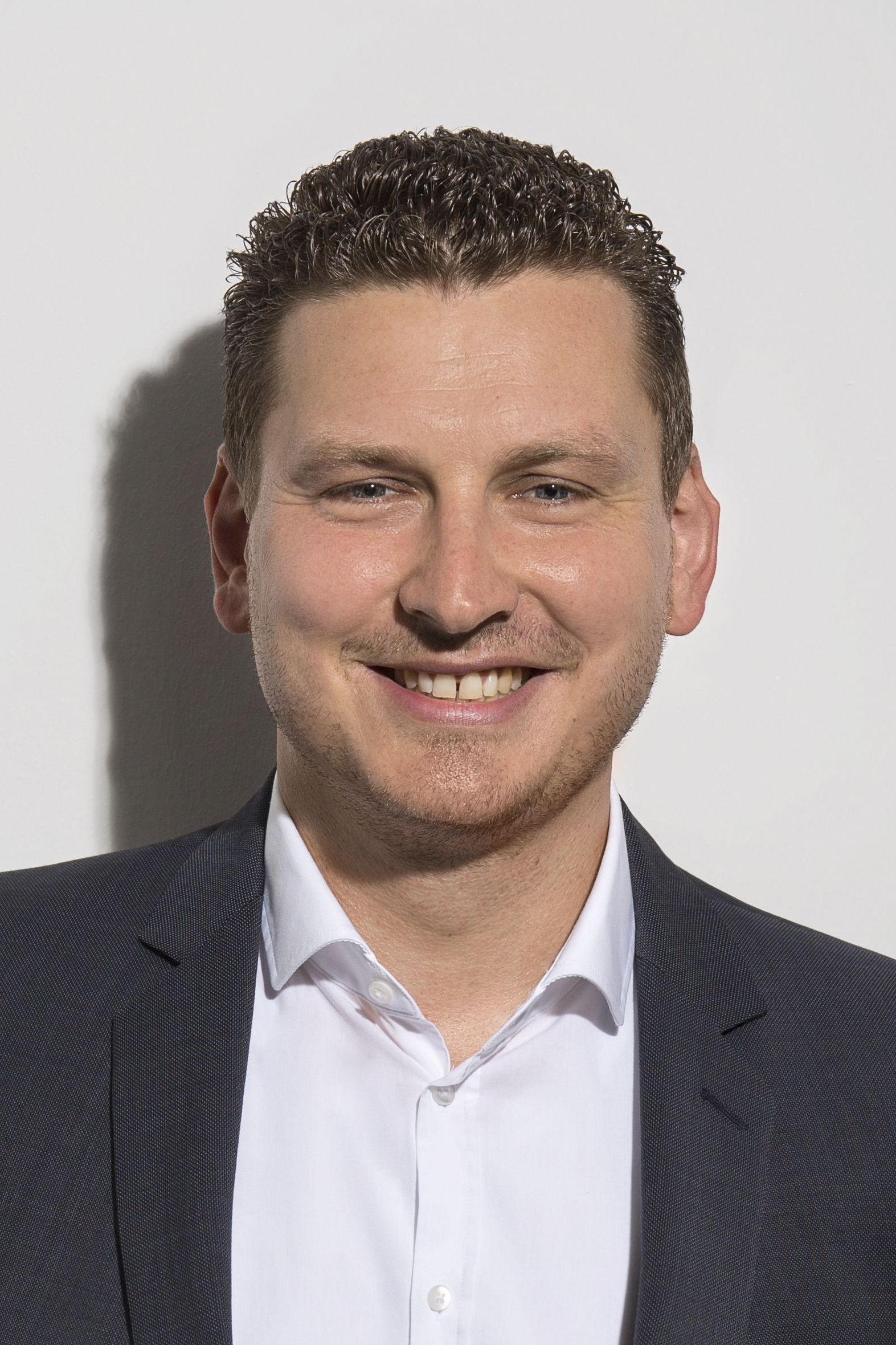
Mario Brandenburg (* 1983)

- Brandenburg, Martin (1870–1919), deutscher Maler, Zeichner und Graphiker des Impressionismus und des Symbolismus
- Brandenburg, Michael Christoph († 1766), deutscher evangelisch-lutherischer Geistlicher, Dichter und Librettist
- Brandenburg, Michaela (* 1997), deutsche Fußballspielerin
- Brandenburg, Nero (1941–2022), deutscher Moderator, Sänger, Entertainer, Schauspieler und Drehbuchautor
- Brandenburg, Nico (* 1970), deutscher Jazzmusiker (E-Bass, Kontrabass)
- Brandenburg, Nikolai (1839–1903), russischer Generalleutnant und Archäologe
- Brandenburg, Otto (1923–2010), deutscher Eishockeyspieler und -trainer
- Brandenburg, Otto (1934–2007), dänischer Schauspieler und Sänger
- Brandenburg, Paola (* 1984), deutsche Theater- und Filmschauspielerin
- Brandenburg, Paul (1866–1925), deutscher Landschafts- und Genremaler der Düsseldorfer Schule
- Brandenburg, Paul (1930–2022), deutscher Bildhauer
- Brandenburg, Paul (* 1978), deutscher Autor und Unternehmer
- Brandenburg, Sanwel († 1791), deutscher Rabbiner
- Brandenburg, Sieghard (1938–2015), deutscher Musikwissenschaftler
- Brandenburg, Stefan (* 1971), deutscher Journalist und Chefredakteur
- Brandenburg, Ulla von (* 1974), deutsche Malerin, Grafikerin, Installations- und Videokünstlerin
- Brandenburg, Ulrich (* 1950), deutscher Diplomat
- Brandenburg, Ulrike (1954–2010), deutsche Ärztin und Sexualwissenschaftlerin
- Brandenburg, Wilhelm (1824–1901), deutscher Landschaftsmaler der Düsseldorfer Schule
- Brandenburg, Wilhelm von (1819–1892), preußischer General der Kavallerie und Diplomat
- Brandenburg, Will (* 1987), US-amerikanischer Skirennläufer
- Brandenburg, Winfried (* 1939), deutscher Jurist und Kommunalpolitiker
- Brandenburg-Bayreuth, Sophie Charlotte von (1713–1747), deutsche Adelige
- Brandenburg-Polster, Dora (1884–1958), deutsche Illustratorin, Malerin und Grafikerin
- Brandenburger, Egon (* 1928), deutscher evangelischer Theologe (Neutestamentler) und Hochschullehrer
- Brandenburger, Heinz-Wilhelm (1951–1990), deutscher Historiker und Gymnasiallehrer
- Brandenburger, Jessica Penny (* 1992), Schweizer Politikerin (SP)
- Brandenburger, Kaja, deutsche Theaterpädagogin und Kulturwissenschaftlerin
- Brandenburger, Maren (* 1968), deutsche Beamtin
- Brandenburger, Nico (* 1995), deutscher Fußballspieler
- Brandenfels, Hanna (* 1869), deutsche Schriftstellerin
- Brandenstein, Adam Friedrich von (1660–1728), sächsischer Generalmajor
- Brandenstein, August Georg von (1755–1836), Mecklenburg-Schweriner Geheimrats-Präsident
- Brandenstein, Béla von (1901–1989), ungarisch-deutscher Philosoph
- Brandenstein, Carl von (1875–1946), deutscher Politiker (SPD)
- Brandenstein, Daniel (* 1943), US-amerikanischer Astronaut
- Brandenstein, Eduard von (1803–1888), deutscher Rittergutsbesitzer und Politiker, MdL
- Brandenstein, Friedrich von (1786–1857), preußischer Generalleutnant
- Brandenstein, Georg von (1827–1897), Großherzoglich Mecklenburgischer General der Kavallerie und Chef des Militärkabinetts
- Brandenstein, Gerd von (1942–2023), deutscher Manager
- Brandenstein, Gustav von (1830–1905), württembergischer General der Infanterie
- Brandenstein, Hans von (1849–1938), deutscher Verwaltungsbeamter
- Brandenstein, Hans von (1870–1950), deutscher Offizier, Generalleutnant der Reichswehr
- Brandenstein, Heinrich August Christian von (1787–1851), deutscher Kammerherr, Generalmajor, Stadtkommandant von Braunschweig
- Brandenstein, Hermann von (1821–1891), sächsischer Generalleutnant und Diplomat
- Brandenstein, Hermann von (1868–1942), deutscher General der Infanterie
- Brandenstein, Joachim von (1790–1857), preußischer Generalmajor
- Brandenstein, Joachim von (1864–1941), deutscher Jurist, Verwaltungsbeamter, Gutsbesitzer und Politiker (DNVP)
- Brandenstein, Joel (* 1984), deutscher PopsängerJoel Brandenstein (* 1984)

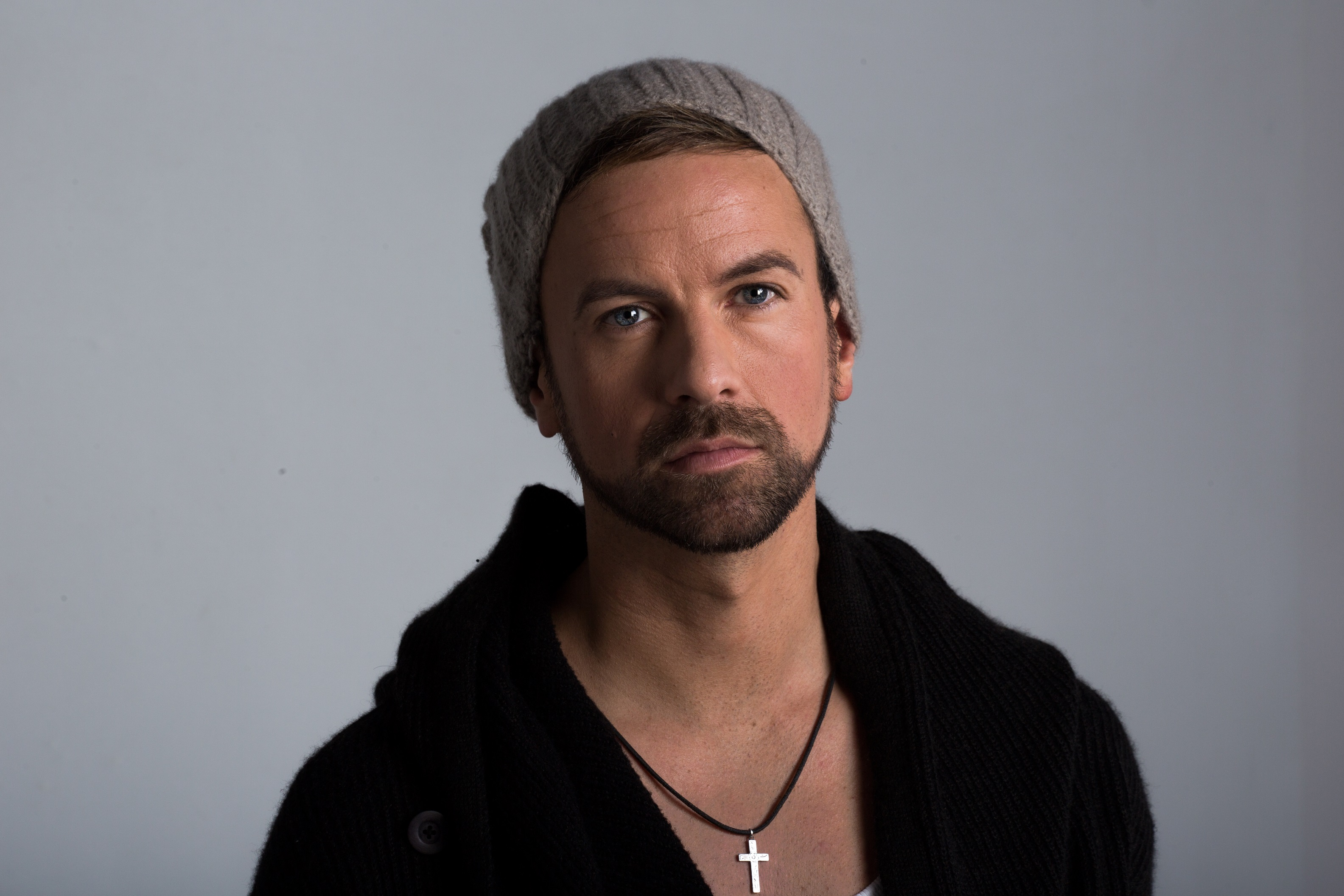
Joel Brandenstein (* 1984)

- Brandenstein, Johann Adam (1657–1726), deutscher Orgelbauer
- Brandenstein, Johann Konrad (1695–1757), deutscher Orgelbauer
- Brandenstein, Jürgen (* 1956), deutscher Arzt und Sanitätsoffizier im Generalsrang
- Brandenstein, Karl August von (1792–1863), preußischer Generalleutnant, Kommandeur der 5. Division
- Brandenstein, Karl Ludwig Friedrich Josef von (1760–1847), oldenburgischer Staatsminister
- Brandenstein, Karl von (1831–1886), preußischer Generalleutnant
- Brandenstein, Manuela (1957–2004), deutsche Schauspielerin, Drehbuchautorin und Synchronsprecherin
- Brandenstein, Otto Freiherr von (1865–1945), deutscher Generalleutnant
- Brandenstein, Patrizia von (* 1939), US-amerikanische Filmarchitektin und Kostümbildnerin
- Brandenstein, Philipp von (* 1976), deutscher Publizist und Hochschuldozent
- Brandenstein, Rudolf Freiherr von (1871–1957), deutscher Verbandsfunktionär
- Brandenstein, Wilhelm (1898–1967), österreichischer Sprachwissenschaftler
- Brandenstein, Wilhelm Carl August von († 1756), deutscher Hofbeamter in Sachsen-Gotha-Altenburg und Rittergutsbesitzer
- Brandenstein, Wilhelm von (1819–1894), deutscher Richter und Parlamentarier
- Brandenstein, Wolfgang (1929–2021), deutscher Rundfunkmoderator, Fernsehunterhalter und Schlagertexter
- Brandenstein-Zeppelin, Albrecht von (* 1950), deutscher Jurist und Unternehmer
- Brandenstein-Zeppelin, Constantin von (* 1953), deutscher Unternehmensberater, Präsident des Malteser HilfsdienstesConstantin von Brandenstein-Zeppelin (* 1953)

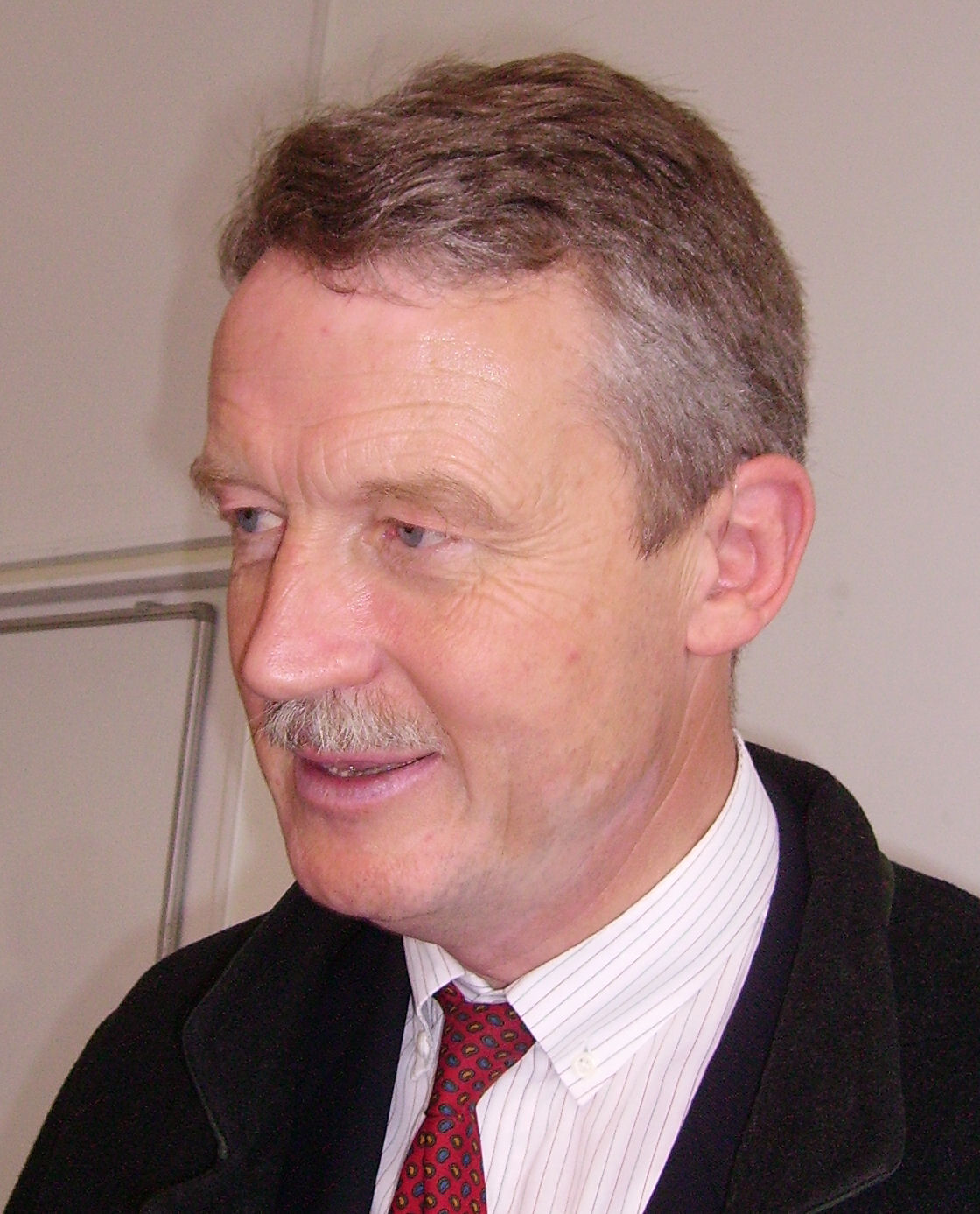
Constantin von Brandenstein-Zeppelin (* 1953)

- Brander, Felix (1846–1924), Schweizer Maler
- Brander, Georg Friedrich (1713–1783), deutscher Präzisionsmechaniker und Mathematiker
- Brander, Heribert (1926–2023), deutscher Geistlicher, Generalvikar des Bistums Würzburg
- Brander, James (* 1953), kanadischer Wirtschaftswissenschaftler
- Brander, John (1817–1877), schottischer Kaufmann und Reeder
- Brander, Vitus (1880–1969), deutscher katholischer Theologe und Kirchenhistoriker
- Brandes, Albert (1882–1966), deutscher Justizoberinspektor und Politiker
- Brandes, Alwin (1866–1949), deutscher Politiker (SPD), MdR und Gewerkschaftsführer
- Brandes, August (1872–1948), deutscher Freskenmaler, Restaurator und Lehrer für Dekorationsmalerei
- Brandes, August (1903–1989), deutscher Radrennfahrer
- Brandes, August Heinrich Werner (1798–1858), deutscher Lehrer
- Brandes, Bruno (1910–1985), deutscher Jurist und Politiker (CDU), MdL, MdB
- Brandes, Christian (* 1971), deutscher Politiker (Partei Rechtsstaatlicher Offensive), MdHB
- Brandes, Christian (* 1981), deutscher Autor und BloggerChristian Brandes (* 1981)

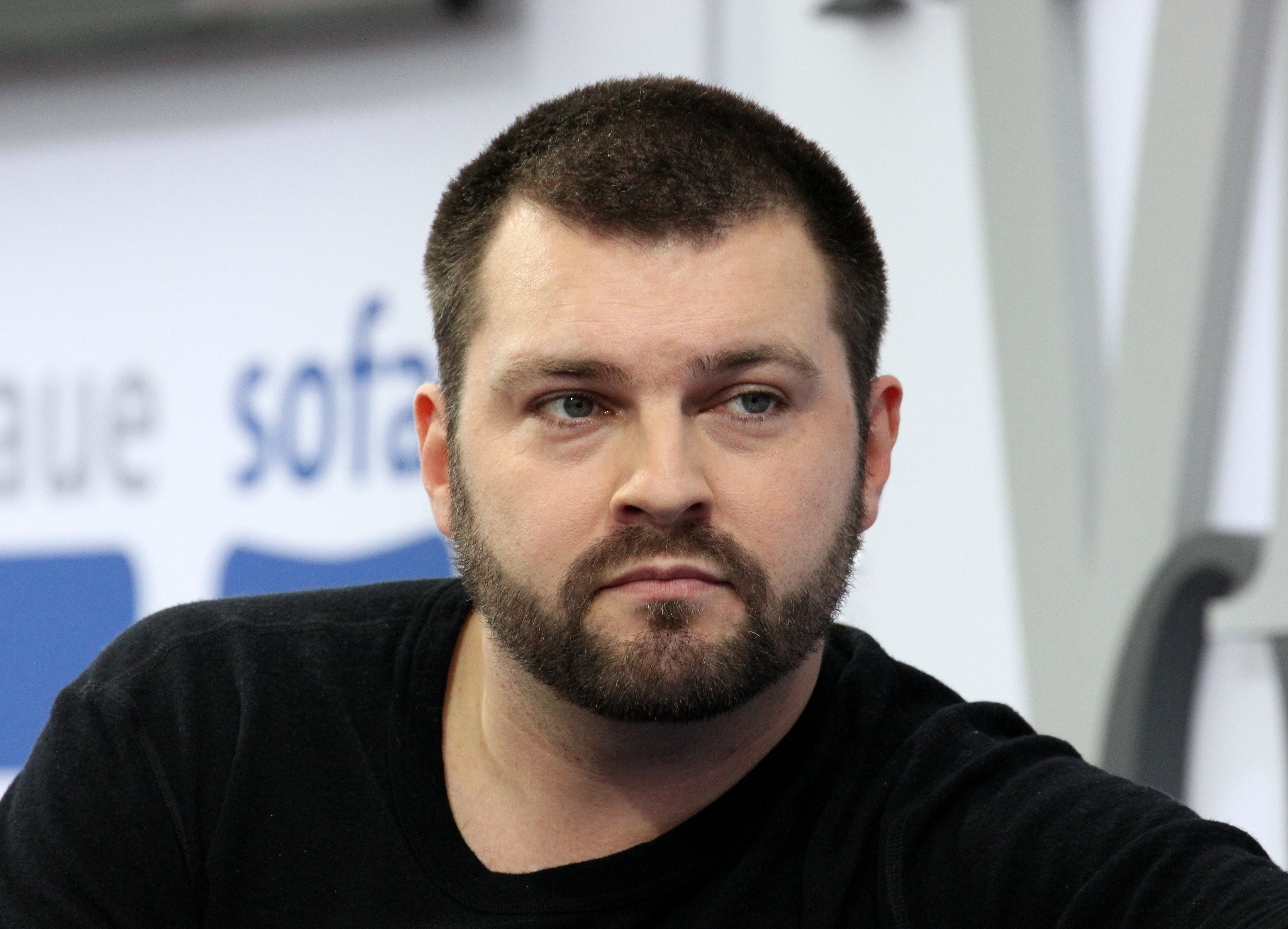
Christian Brandes (* 1981)

- Brandes, David (* 1968), deutscher Sänger, Produzent und Komponist
- Brandes, Detlef (* 1941), deutscher Historiker
- Brandes, Dieter (* 1941), deutscher Manager
- Brandes, Dieter (1946–1966), deutsches Todesopfer der Berliner Mauer
- Brandes, Dietmar (* 1948), deutscher Bibliotheksdirektor, Botaniker, Geobotaniker und Chemiker
- Brandes, Dirk (* 1974), deutscher Politiker (AfD), MdB
- Brandes, Edvard (1847–1931), dänischer Kulturpolitiker und Schriftsteller
- Brandes, Ernst (1758–1810), deutscher Jurist
- Brandes, Ernst (1862–1935), deutscher Jurist und Landwirt; Agrarpolitiker in der Weimarer Republik
- Brandes, Esther Charlotte (1742–1786), deutsche Theaterschauspielerin
- Brandes, Eva (* 1938), deutsche Politikerin (GAL, MdHB), Pädagogin und Hochschullehrerin
- Brandes, Fabian, deutscher Pokerspieler
- Brandes, Friedrich (1825–1914), deutscher reformierter Theologe
- Brandes, Friedrich (1864–1940), deutscher Dirigent
- Brandes, Friedrich (1895–1946), deutscher Politiker (SPD)
- Brandes, Georg (1836–1901), deutscher Opernsänger (Bariton), Theaterregisseur und -intendant
- Brandes, Georg (1842–1927), dänischer SchriftstellerGeorg Brandes (1842–1927)

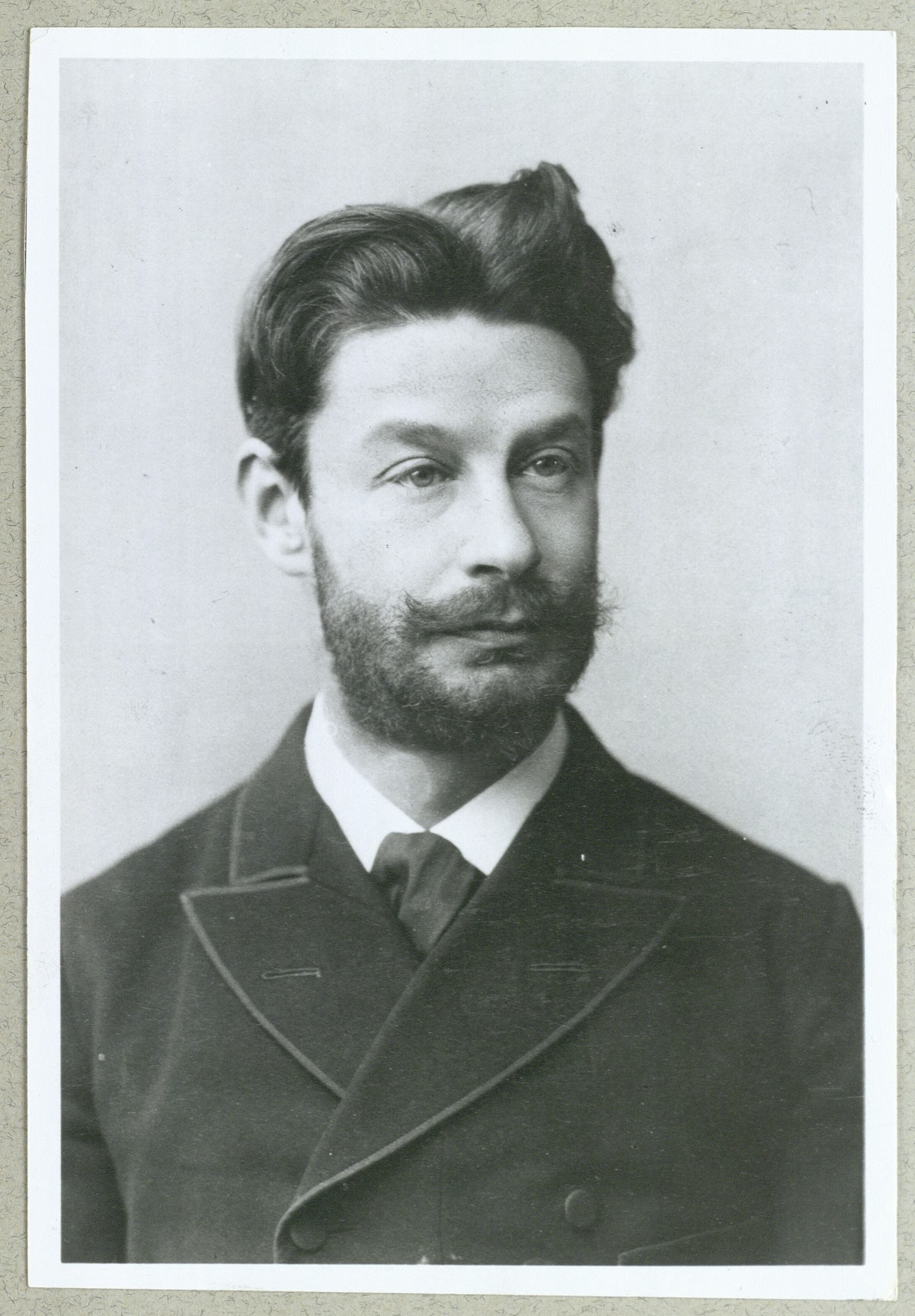
Georg Brandes (1842–1927)

- Brandes, Georg Friedrich († 1791), Hannoverscher Jurist, Kunst- und Büchersammler
- Brandes, Gerhard (1902–1999), deutscher Politiker (SPD), MdHB, Hamburger Senator
- Brandes, Gerhard (1923–2013), deutscher Bildhauer
- Brandes, Gustav (1821–1880), praktischer Chirurg und Stadtphysikus zu Hannover, Leiter des Städtischen Krankenhauses in Linden
- Brandes, Gustav (1862–1941), deutscher Zoologe
- Brandes, Hans (1922–1971), deutscher Waffenhändler
- Brandes, Heinrich (1803–1868), deutscher Maler, Hochschullehrer und Galerieinspektor
- Brandes, Heinrich (1911–1962), deutscher Offizier, Oberst der Nationalen Volksarmee der Deutschen Demokratischen Republik
- Brandes, Heinrich Bernhard Christian (1819–1884), deutscher Historiker
- Brandes, Heinrich Karl (1798–1874), deutscher Gymnasiallehrer und Reiseschriftsteller
- Brandes, Heinrich Wilhelm (1777–1834), deutscher Physiker, Meteorologe und Astronom
- Brandes, Helmut (* 1932), deutscher Jurist, Richter am Bundesgerichtshof
- Brandes, Hennig (* 1958), deutscher Politiker (CDU), MdL
- Brandes, Hubertus (* 1989), deutscher Handballspieler
- Brandes, Ilse (1897–1997), deutsche Politikerin der CDU
- Brandes, Ina (* 1977), deutsche Politikerin (CDU), Wissenschaftsministerin der Landes NRWIna Brandes (* 1977)

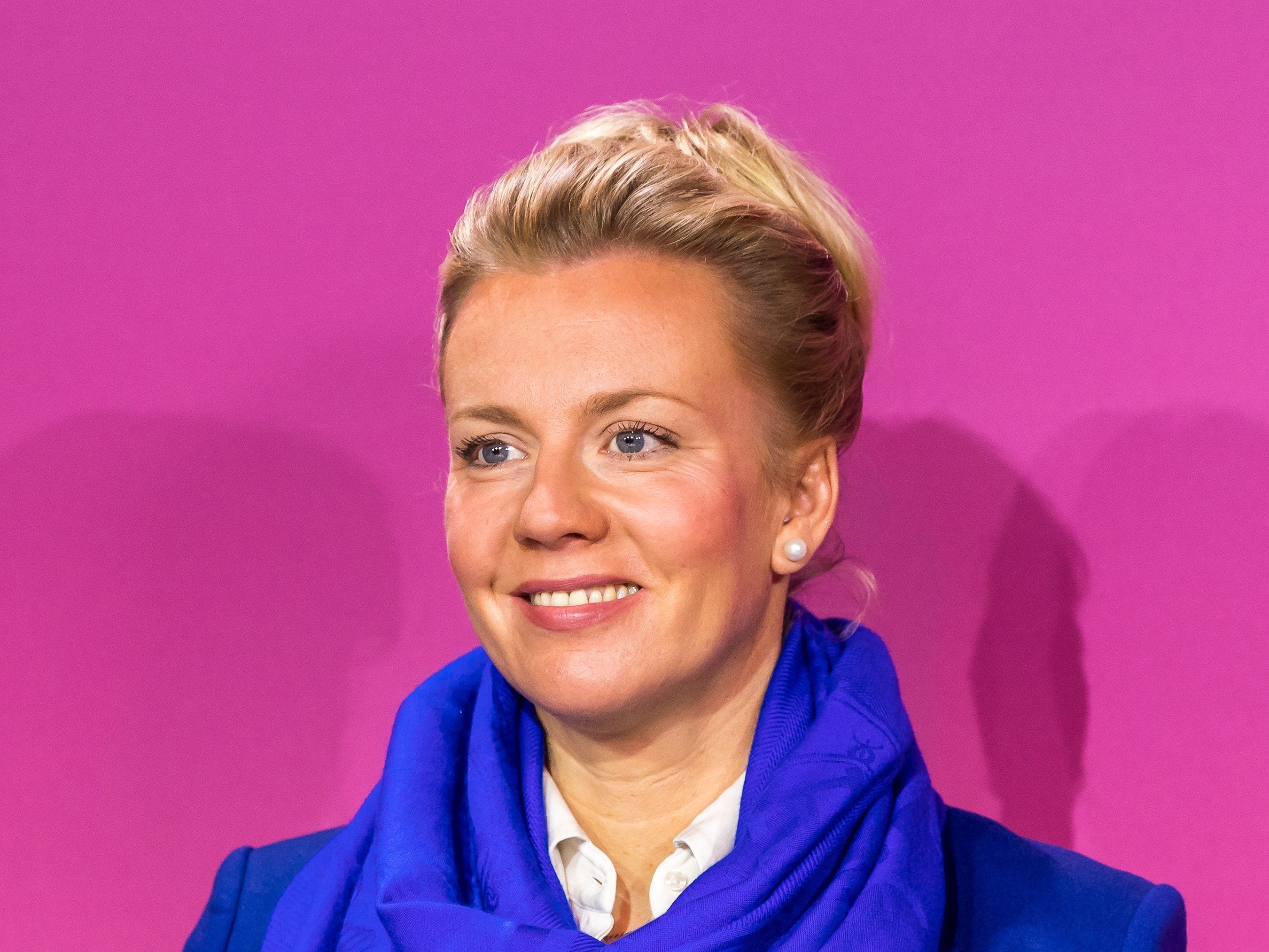
Ina Brandes (* 1977)

- Brandes, Irma (1905–1995), deutsche Journalistin und Schriftstellerin
- Brandes, Iwan (1882–1935), deutscher Marineoffizier, zuletzt Konteradmiral
- Brandes, Johann (1503–1577), Bürgermeister von Danzig
- Brandes, Johann Christian (1735–1799), deutscher Schauspieler und Dramatiker
- Brandes, Johann Martin (1617–1667), deutscher Jurist und Hochschullehrer
- Brandes, Johannes (1467–1531), deutscher römisch-katholischer Geistlicher und Domdekan in Lübeck
- Brandes, Klaus (* 1936), deutscher Bauingenieur und Lehrbeauftragter
- Brandes, Klaus-Peter (* 1950), deutscher Diplomat
- Brandes, Kort, Bürgermeister von Celle
- Brandes, Lothar (1926–2011), deutscher Maler
- Brandes, Mark A. (1929–2011), deutscher Vorderasiatischer Archäologe
- Brandès, Marthe (1862–1930), französische Schauspielerin
- Brandes, Matthias (* 1950), deutscher Maler
- Brandes, Max (1881–1976), deutscher Chirurg und Orthopäde
- Brandes, Orlando (* 1946), brasilianischer Geistlicher, römisch-katholischer Erzbischof von Aparecida
- Brandes, Oskar (1906–1959), deutscher Politiker (SPD), MdBB
- Brandes, Paul (* 1873), deutscher Architekt
- Brandes, Ralf P. (* 1969), deutscher Physiologe
- Brandes, Reinhold (1928–1972), deutscher Schauspieler, Drehbuchautor, Schriftsteller, Gagschreiber und Kabarettist
- Brandes, Robert (1899–1987), deutscher Politiker (NSDAP), Oberbürgermeister von Köln
- Brandes, Rudolph (1795–1842), deutscher Apotheker und Naturwissenschaftler
- Brandes, Sebastian (* 1983), deutscher Schauspieler
- Brandes, Theodericus († 1500), deutscher Jurist und Ratssekretär der Hansestadt Lübeck
- Brandes, Tobias (1966–2017), deutscher Physiker und Hochschullehrer
- Brandes, Uta (* 1949), deutsche Design-Expertin, -Theoretikerin und -Autorin
- Brandes, Vera (* 1956), deutsche Musikproduzentin und -Wirkungsforscherin
- Brandes, Werner (1889–1968), deutscher Kameramann
- Brandes, Wilhelm (1834–1916), deutscher Apotheker, Botaniker und Sachbuchautor
- Brandes, Wilhelm (1839–1907), dänischer Bankdirektor und Kunstsammler
- Brandes, Wilhelm (1854–1928), deutscher Schriftsteller und Altphilologe
- Brandes, Wilhelm (1874–1944), deutscher Gewerkschafter und Politiker (SPD), MdL
- Brandes, Wilhelm (1936–2023), deutscher Agrarwissenschaftler
- Brandes, Wilhelmine (* 1869), deutsche Theaterschauspielerin
- Brandes, Will (1928–1990), deutscher Schlagersänger
- Brandes, Willy (1876–1946), deutscher Maler
- Brandes, Winnie, deutsche Synchronsprecherin
- Brandes, Wolfram (* 1954), deutscher Byzantinist
- Brandes-Steggewentz, Giesela (* 1949), deutsche Politikerin (SPD, Linke)
- Brandestini, Julika (* 1980), deutsche literarische Übersetzerin
- Brandewie, Ernest (1931–2021), US-amerikanischer Ethnologe
- Brandewyne, Rebecca (* 1955), amerikanische Schriftstellerin

### Brandf
- Brandfellner, David (* 1992), österreichischer Handballspieler
- Brandford, Jay (* 1959), US-amerikanischer Jazzmusiker (Alt- und Baritonsaxophon, Flöte, Komposition, Arrangement)

### Brandh
- Brandhofer, Alois (* 1951), österreichischer Klarinettist und Hochschullehrer
- Brandhoff, Ekkehard (* 1957), deutscher Schauspieler, Moderator und Heilpraktiker
- Brandhoff, Nina (* 1974), deutsche Filmschauspielerin und Autorin
- Brandhoff, Ulrich (* 1985), deutscher Schauspieler
- Brandhorst, Andreas (* 1956), deutscher Science-Fiction-Autor und Übersetzer
- Brandhorst, Anette (1936–1999), deutsche Kunstsammlerin
- Brandhorst, Mario (* 1973), deutscher Philosoph
- Brandhorst, Markus (* 1970), deutscher Fitnesstrainer und ehemaliger deutscher Meister im Bodybuilding (DBFV/IFBB)
- Brandhorst, Udo (* 1939), deutscher Kunstsammler und Mäzen
- Brandhuber, Camillo (1860–1931), Pfarrer und Abgeordneter
- Brandhuber, Jerzy Adam (1897–1981), polnischer Maler und Überlebender des Konzentrationslagers Auschwitz
- Brandhuber, Sara (* 1988), deutsche Liedermacherin und Kabarettistin
- Brandhuber, Simon (* 1991), deutscher Gewichtheber
- Brandhuber, Wolfgang († 1529), Reformator der oberösterreichischen Täuferbewegung

### Brandi
- Brandi, Alberto (* 1951), italienischer Chemiker und Hochschullehrer
- Brandi, Albrecht (1914–1966), deutscher Marineoffizier, zuletzt Fregattenkapitän und U-Boot-Kommandant im Zweiten WeltkriegAlbrecht Brandi (1914–1966)

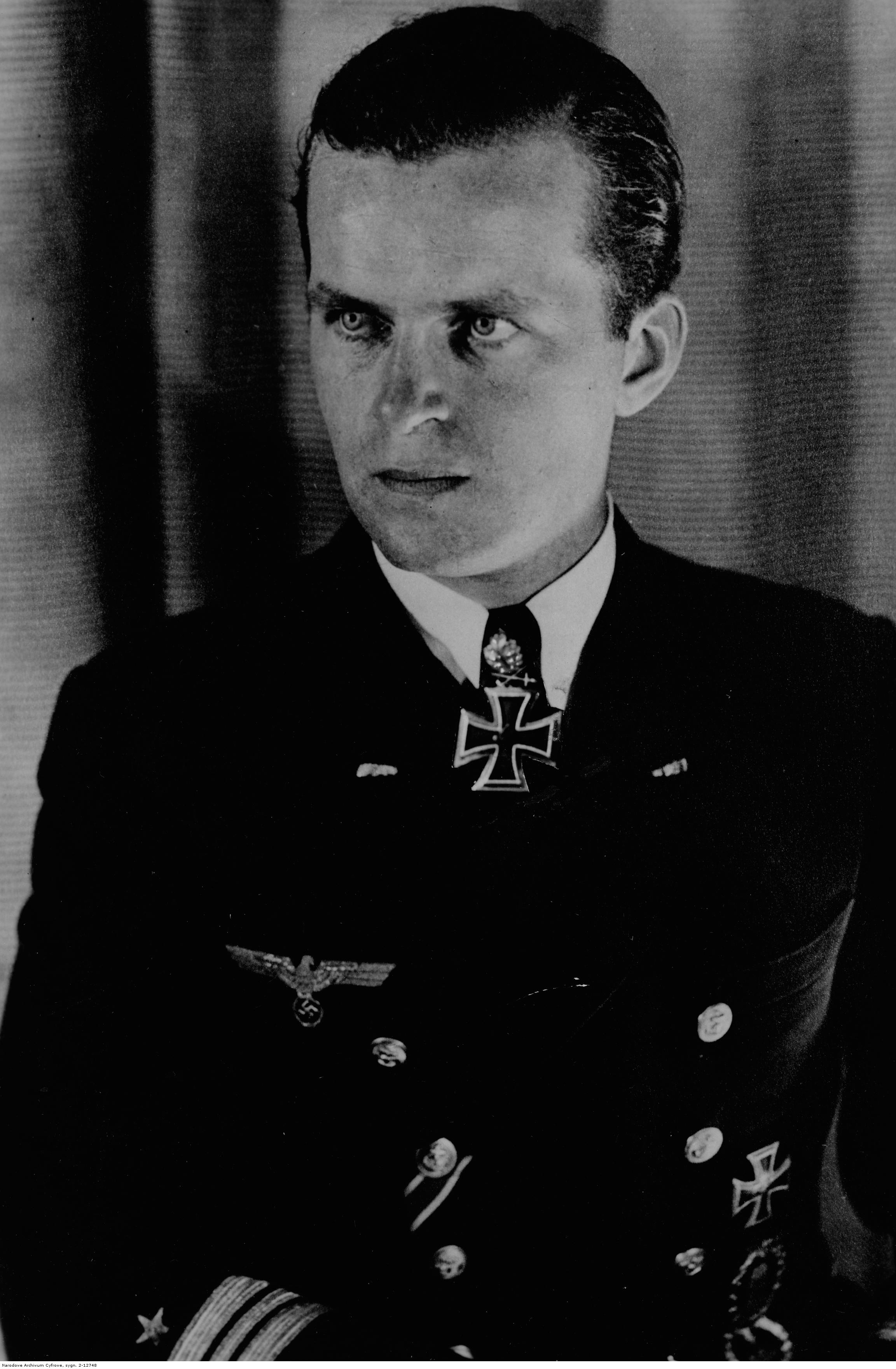
Albrecht Brandi (1914–1966)

- Brandi, Bettina (1953–2019), deutsche Theaterwissenschaftlerin
- Brandi, Cesare (1906–1988), italienischer Kunsthistoriker, Kunstkritiker und Initiator der wissenschaftlich fundierten Restaurierung
- Brandi, Charlotte (* 1985), Musikerin
- Brandi, Cristian (* 1970), italienischer Tennisspieler
- Brandi, Diez (1901–1985), deutscher Architekt
- Brandi, Ernst (1875–1937), deutscher Ingenieur, Manager und Verbandsfunktionär
- Brandi, Giacinto (1621–1691), italienischer Maler
- Brandi, Hermann (1837–1914), Gymnasiallehrer und Schulreformer
- Brandi, Jenő (1913–1980), ungarischer Wasserballspieler
- Brandi, Jochen (1933–2005), deutscher Architekt und Stadtplaner in Göttingen
- Brandi, Karl (1868–1946), deutscher Historiker
- Brandi, Kristina (* 1977), puerto-ricanische Tennisspielerin
- Brandi, Sabine (* 1953), deutsche Journalistin und Moderatorin
- Brandi, Ulrike (* 1957), deutsche Lichtplanerin
- Brandi, Walter (1928–1996), italienischer Schauspieler und Filmproduzent
- Brandić, Ivona (* 1977), österreichische Informatikerin
- Brandicourt, Olivier (* 1956), französischer Manager, Vorstandsvorsitzender von Sanofi
- Brandin, Louis (1874–1940), französischer Romanist und Mediävist
- Brandin, Maria (* 1963), schwedische Ruderin
- Brandin, Philipp († 1594), niederländischer Architekt, Baumeister und Bildhauer
- Brandin, Ruth (1940–2024), deutsche Schlagersängerin
- Brandin, Walter (1920–1995), deutscher Liedtexter, Drehbuchautor und Übersetzer
- Branding, Heinz Theo (1928–2013), deutscher Schauspieler und Synchronsprecher
- Brandini, Ciuto († 1345), italienischer Arbeitführer
- Brandini, Tommaso, italienischer Bildhauer des Barock
- Brandis Lindström, Sylvia (* 1959), deutsch-schwedische Pferdetrainerin und Schriftstellerin
- Brandis, Alexander (1784–1869), Stadtdirektor und Bürgermeister der Stadt Paderborn
- Brandis, Anton von (1832–1907), österreichischer Politiker, Landtagsabgeordneter
- Brandis, August von (1798–1878), hannoverscher Offizier und Oberpostdirektor des Königreichs Hannover
- Brandis, August von (1859–1947), deutscher Kunstmaler, Zeichner und Professor
- Brandis, Benno (* 2006), deutscher Skirennläufer
- Brandis, Bernhard (1875–1935), deutscher Jurist und Reichsgerichtsrat (1929–1935)
- Brandis, Carl von (1827–1903), deutscher Landdrost, Begründer der Stadt Johannesburg im heutigen Südafrika
- Brandis, Christian August (1790–1867), preußischer Gesandtschaftssekretär
- Brandis, Christoph († 1658), deutscher Bürgermeister und Geschichtsschreiber
- Brandis, Clemens von (1798–1863), österreichischer Schriftsteller, Historiker, Politiker und Gouverneur von Tirol
- Brandis, Cordt von (1874–1945), deutscher Generalleutnant
- Brandis, Cordt von (1888–1972), deutscher Offizier, Verfasser mehrerer Bücher autobiographischen InhaltsCordt von Brandis (1888–1972)

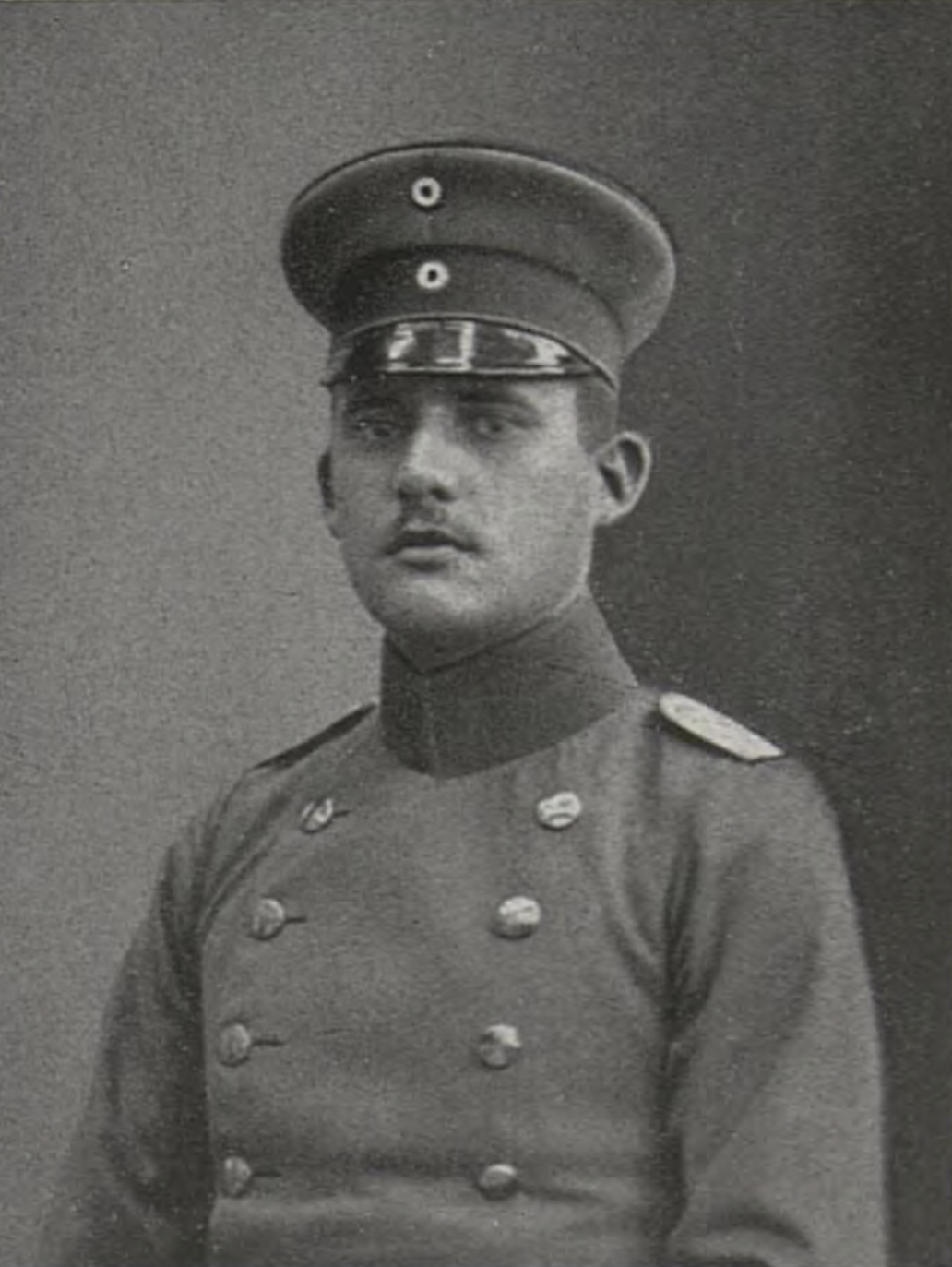
Cordt von Brandis (1888–1972)

- Brandis, Dietrich (1824–1907), deutscher Botaniker und Forstmann
- Brandis, Eberhard von († 1379), Abt der Reichenau (1343–1379)
- Brandis, Eberhard von (1795–1884), Offizier und Kriegsminister des Königreichs Hannover
- Brandis, Eberhard von (1868–1933), deutscher Oberförster und Abgeordneter des Provinziallandtages der Provinz Hessen-Nassau
- Brandis, Ernst (1880–1945), deutscher Jurist, Reichsgerichtsrat
- Brandis, Franz Adam von (* 1639), tirolerischer Adliger, Historiker, Dichter und Chronist
- Brandis, Franz von (1792–1870), deutscher Forstmann und Politiker; Landtagsabgeordneter im Großherzogtum Hessen
- Brandis, Friedrich (1775–1854), deutscher lutherischer Theologe
- Brandis, Georg Freiherr von (1948–2021), deutscher Offizier, zuletzt Generalmajor
- Brandis, Georg von (1847–1904), deutscher Rittergutsbesitzer, Verwaltungs- und Hofbeamter
- Brandis, Heinrich (1821–1900), österreichischer Politiker, Landtagsabgeordneter
- Brandis, Heinrich Anton Rudolph (1821–1875), deutscher Jurist
- Brandis, Helmut (* 1904), deutscher Aufnahmeleiter, Drehbuchautor, Synchronautor und Synchronregisseur bei der DEFA
- Brandis, Henning (1454–1529), deutscher Kommunalpolitiker, Hildesheimer Bürgermeister und Geschichtsschreiber
- Brandis, Henning (1916–2004), deutscher Mikrobiologe
- Brandis, Hermann (1612–1676), deutscher Sälzer und Historiker, Bürgermeister in Werl
- Brandis, Hermann Friedrich (1809–1893), deutscher Jurist, Mitglied der Landesregierung von Sachsen-Meiningen und Richter am Oberappellationsgericht der vier Freien Städte
- Brandis, Jakob Andrä von (1569–1629), Landeshauptmann von Tirol (1610–1628), Burggraf von Tirol und Historiker
- Brandis, Joachim der Ältere (1516–1597), mehrfach gewählter Bürgermeister der Stadt Hildesheim
- Brandis, Joachim der Jüngere (1553–1615), Stadtchronist und Bürgermeister von Hildesheim
- Brandis, Joachim Dietrich (1762–1845), deutscher Arzt und Apotheker
- Brandis, Johann Friedrich (1760–1790), deutscher Jurist und Hochschullehrer
- Brandis, Johannes von (1456–1512), Mitglied des Geschlechts der Freiherren von Brandis
- Brandis, Jonathan (1976–2003), US-amerikanischer SchauspielerJonathan Brandis (1976–2003)

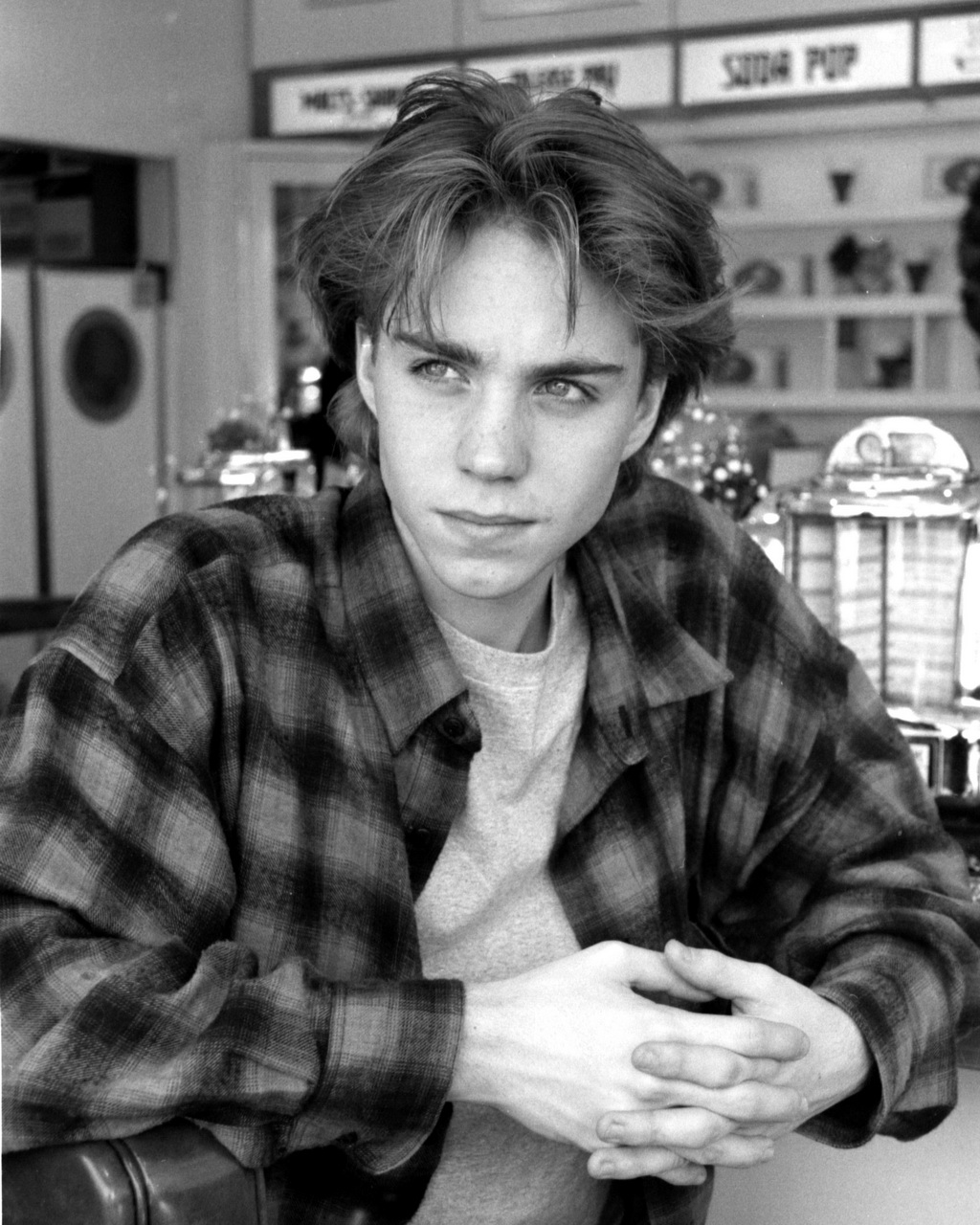
Jonathan Brandis (1976–2003)

- Brandis, Karl Georg (1855–1931), deutscher Bibliothekar
- Brandis, Katharina (1841–1928), deutsche Malerin
- Brandis, Katja (* 1970), deutsche Journalistin und Schriftstellerin
- Brandis, Lata von (1895–1981), tschechische Rennreiterin
- Brandis, Leonie (* 1977), deutsche Schauspielerin
- Brandis, Lucas, deutscher Buchdrucker in Lübeck
- Brandis, Ludwig von († 1507), Mitglied des Geschlechts der Freiherren von Brandis
- Brandis, Marcus, deutscher Buchdrucker
- Brandis, Marie (1866–1906), österreichische Opernsängerin (Sopran)
- Brandis, Matthäus, deutscher Buchdrucker
- Brandis, Moritz, deutscher Buchdrucker
- Brandis, Ortlieb von (1430–1491), Bischof von Chur
- Brandis, Otto (1856–1917), deutscher Richter
- Brandis, Otto zu (1848–1929), österreich-ungarischer Diplomat
- Brandis, Peter (* 1959), deutscher Jurist, Richter am Bundesfinanzhof
- Brandis, Sigmund II. von († 1507), Mitglied des Geschlechts der Freiherren von Brandis
- Brandis, Thomas (1935–2017), deutscher Violinist
- Brandis, Tile (1511–1566), Stadtchronist und mehrfach gewählter Bürgermeister der Stadt Hildesheim
- Brandis, Tilo (1935–2022), deutscher Bibliothekar und Mediaevist
- Brandis, Ulrich von (1425–1486), Mitglied des Geschlechts der Freiherren von Brandis
- Brandis, Veit Benno von (1606–1667), Tiroler Politiker, Obersterblandsilberkämmerer, Wirklicher Geheimer Rat, Landeshauptmann an der Etsch und Burggraf von Tirol
- Brandis, Wolfhart I. von († 1371), Freiherr von Brandis
- Brandis, Wolfhart IV. von († 1418), Freiherr von Brandis
- Brandišauskienė, Rėda (* 1982), litauische Politikerin und Juristin, Vizeministerin der Umwelt

### Brandl
- Brandl, Adelmunda (1906–1986), deutsche Oberin und Lehrerin, Rektorin der Perlacher Mädchengrundschule
- Brandl, Alfons (* 1966), deutscher Politiker (CSU), MdL Bayern
- Brandl, Alois (1855–1940), österreichisch-deutscher Amerikanist und Philologe
- Brandl, Alois (1864–1926), österreichischer Bäckermeister und Politiker (CS), Landtagsabgeordneter, Abgeordneter zum Nationalrat
- Brandl, Andreas (* 1937), deutscher Endurosportler
- Brandl, Bernd (* 1954), deutscher evangelischer Missionar, Theologe und Professor für Kirchen- und Missionsgeschichte
- Brandl, Bernd (* 1973), österreichischer Wirtschafts- und Sozialwissenschaftler
- Brandl, Christian (* 1970), deutscher Maler und Grafiker
- Brandl, David (* 1987), österreichischer Schwimmer
- Brandl, Eberhard (1916–1971), deutscher Architekt
- Brandl, Erhard (1923–1974), deutsch-tschechoslowakischer Prospektor und Erforscher der Kultur der Aborigines
- Brandl, Ernst (1919–1997), österreichischer Biochemiker und Hochschullehrer
- Brandl, Felix (1896–1963), deutscher Verwaltungsjurist, Landrat und Senatspräsident am Bayerischen Verwaltungsgerichtshof
- Brandl, Florian (* 1979), deutscher Jazzmusiker (Trompete, Komposition)
- Brandl, Franz (1875–1953), österreichischer Polizeipräsident und Schriftsteller
- Brandl, Franz (1902–1990), österreichischer Politiker (ÖVP), Abgeordneter zum Nationalrat
- Brandl, Franz (1926–2008), deutscher Bergmann, erster Träger des Bundesverdienstkreuzes
- Brandl, Franz (1928–2012), österreichischer Maler
- Brandl, Franz (* 1944), deutscher Barmeister und Sachbuchautor
- Brandl, Franz von (1833–1896), deutscher Baumeister
- Brandl, Friedrich (* 1946), deutscher Lyriker und Schriftsteller bayerischer Mundart
- Brandl, Gerhard (* 1958), österreichischer Galerist, Maler und Grafiker
- Brandl, Gottfried (1905–1988), österreichischer Politiker (ÖVP), Abgeordneter zum Landtag Steiermark, Mitglied des Bundesrates
- Brandl, Günter (* 1962), deutscher Fußballtrainer
- Brandl, Hans (1921–2006), österreichischer Politiker (SPÖ), Landtagsabgeordneter, Bürgermeister, Gewerkschafter
- Brandl, Harald (* 1968), deutscher Jurist, Richter am Bundesfinanzhof
- Brandl, Heinrich (1885–1951), deutscher Politiker (BVP), MdR
- Brandl, Heinz (* 1940), österreichischer Bauingenieur, Geotechnik und Hochschullehrer
- Brandl, Herbert (1959–2025), österreichischer Maler
- Brandl, Hermann (1874–1938), sudetendeutscher Lehrer und Heimatforscher
- Brandl, Joachim (* 1976), österreichischer Kabarettist, Autor und Fernsehmoderator
- Brandl, Johann (1835–1913), österreichischer Komponist
- Brandl, Johann Evangelist (1760–1837), deutscher Komponist und Geiger
- Brandl, John (1937–2008), US-amerikanischer Politiker und Politikwissenschaftler
- Brandl, Josef (1865–1938), jugoslawischer Orgelbauer
- Brandl, Josef (1900–1974), deutscher Kommunalpolitiker
- Brandl, Josef (1901–1991), deutscher Jurist und Geschäftsführer
- Brandl, Levi (* 2008), deutscher Schauspieler
- Brandl, Lorena (* 1997), deutsche Taekwondoin
- Brandl, Lorenz (1882–1955), deutscher Kommunalpolitiker
- Brandl, Lukas (* 1994), deutscher Schauspieler
- Brandl, Mark Staff (* 1955), US-amerikanisch-schweizerischer Künstler und Kunsthistoriker
- Brandl, Markus (* 1975), deutscher Schauspieler
- Brandl, Martin (* 1981), deutscher Politiker (CDU), MdL
- Brandl, Martina (* 1966), deutsche Kabarettistin, Schauspielerin und Buchautorin
- Brandl, Max (1935–2016), deutscher Politiker (SPD), MdL
- Brandl, Max (* 1938), deutscher Politiker (SPD), MdL
- Brandl, Maximilian (* 1988), deutscher Eishockeyspieler
- Brandl, Maximilian (* 1997), deutscher Mountainbiker
- Brandl, Michael (1854–1928), österreichischer Politiker, Abgeordneter zum Abgeordnetenhaus, Steiermärkischen Landtag und Provisorischen Nationalversammlung
- Brandl, Nadine (* 1990), österreichische Synchronschwimmerin
- Brandl, Peter (* 1988), österreichischer Fußballspieler und -trainer
- Brandl, Peter Johann (1668–1735), böhmischer Maler
- Brandl, Reinhard (* 1977), deutscher Politiker (CSU), MdBReinhard Brandl (* 1977)

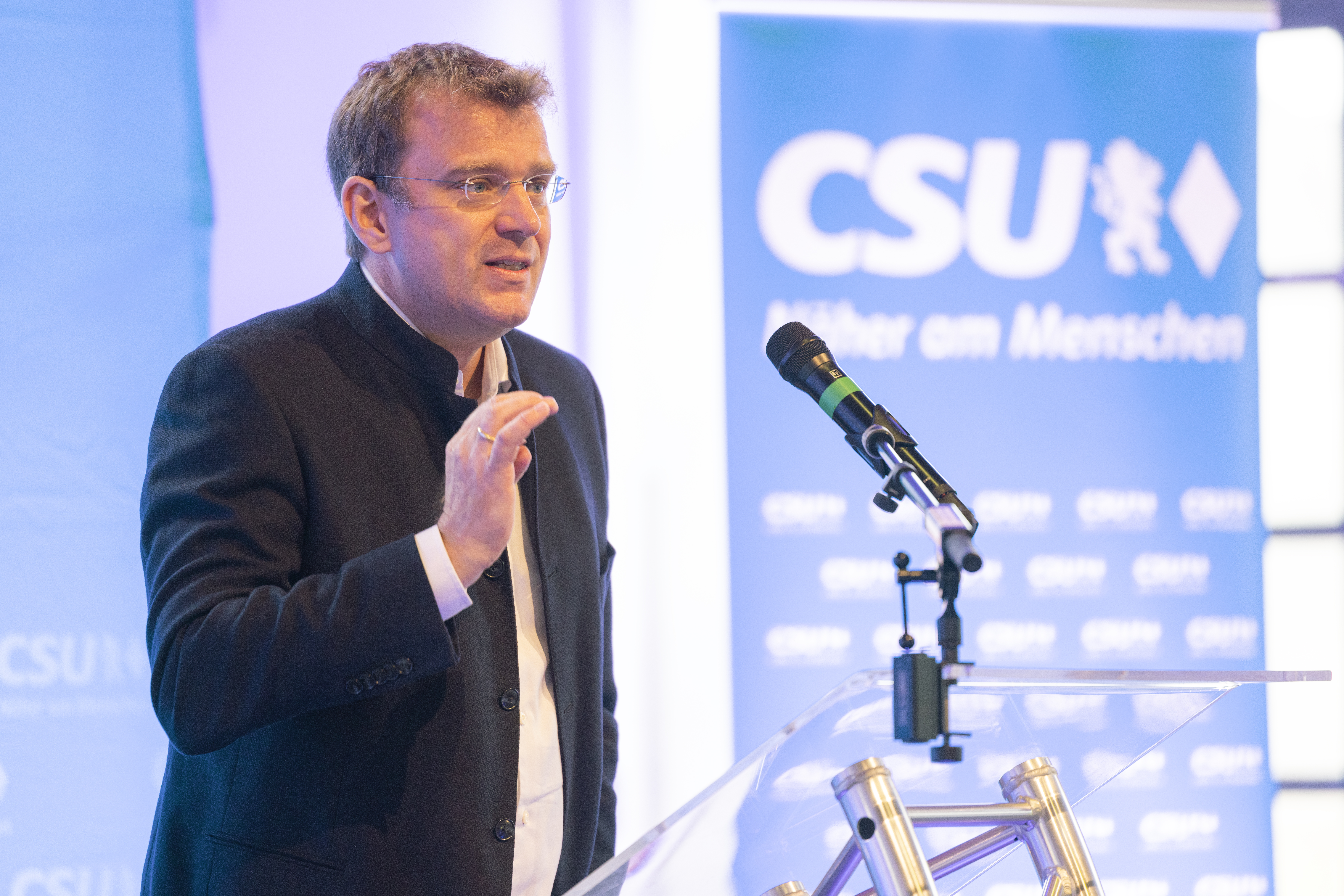
Reinhard Brandl (* 1977)

- Brandl, Roland (* 1956), deutscher Ökologe
- Brandl, Rudolf (1884–1957), deutscher Journalist, Übersetzer, Archivleiter und Bibliothekar
- Brandl, Rudolf Maria (1943–2018), deutscher Musikethnologe
- Brandl, Sabine (* 1977), deutsche Schriftstellerin
- Brandl, Stephan (* 1970), deutscher Koch
- Brandl, Therese (1909–1948), deutsche KZ-AufseherinTherese Brandl (1909–1948)

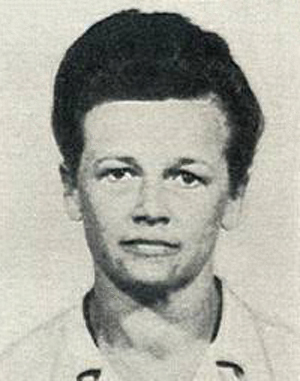
Therese Brandl (1909–1948)

- Brandl, Thomas (* 1969), deutscher Eishockeyspieler und -trainer
- Brandl, Thomas (* 1991), deutscher Eishockeyspieler
- Brandl, Uwe (* 1959), deutscher Politiker (CSU)
- Brandl, Vincenc (1834–1901), mährischer Landesarchivar, Historiker und Quelleneditor
- Brandl-Bredenbeck, Hans Peter (* 1959), deutscher Sportwissenschaftler
- Brändle, Alexander (1923–1984), deutscher Schriftsteller
- Brändle, Anton (1899–1953), deutscher Kommunalpolitiker und NSDAP-Mitglied
- Brändle, August (1881–1931), deutscher Politiker
- Brändle, Bine (* 1975), deutsche Designerin, Kinder- und Sachbuchautorin
- Brändle, Daniel (* 1992), liechtensteinischer Fussballspieler
- Brändle, Jonas (* 2000), deutscher Fußballspieler
- Brändle, Karl (1920–2014), Schweizer Bergbahnpionier
- Brändle, Matthias (* 1989), österreichischer RadrennfahrerMatthias Brändle (* 1989)

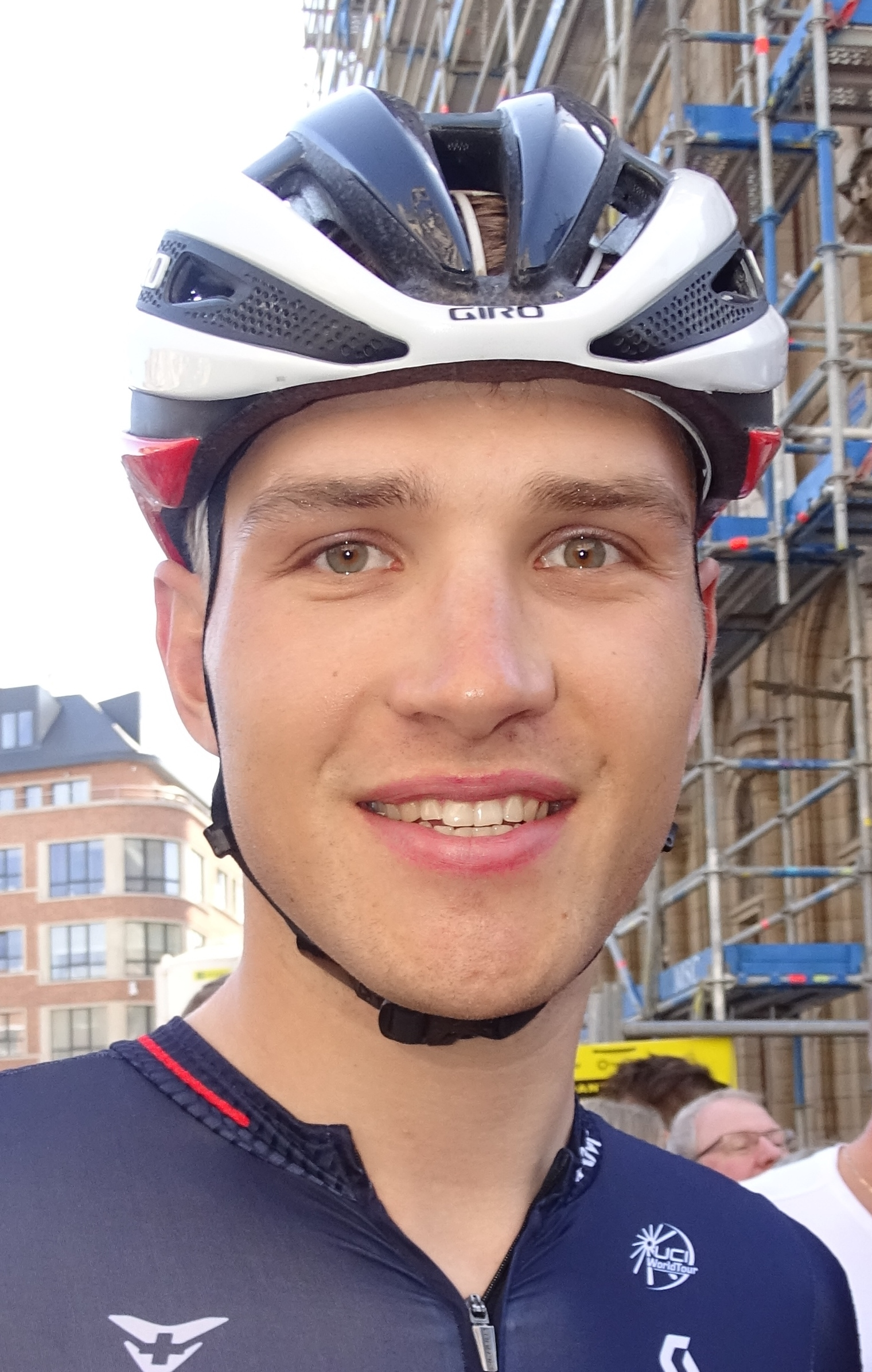
Matthias Brändle (* 1989)

- Brändle, Naemi (* 2001), Schweizer Slalom-Kanutin
- Brändle, Paul (* 1992), deutscher Jazzmusiker (Gitarre)
- Brändle, Pola (* 1980), deutsche Künstlerin and Fotografin
- Brändle, Rea (1953–2019), Schweizer Schriftstellerin und Journalistin
- Brändle, Reinhold († 1977), deutscher Polizist, Mordopfer der RAF
- Brändle, Rudolf (* 1939), Schweizer evangelisch-reformierter Theologe, Pfarrer, Neutestamentler und Kirchengeschichtler
- Brändle, Werner (1941–2022), deutscher evangelischer Theologe
- Brändlein, Fritz (1891–1979), deutscher Politiker (KPD)
- Brandler, Anneliese (* 1904), deutsche Schachspielerin
- Brandler, Heinrich (1881–1967), deutscher kommunistischer Politiker
- Brandler, Lothar (1936–2016), deutscher Bergsteiger und Bergfilmer
- Brandler-Pracht, Karl (1864–1939), österreichischer Schauspieler, Autor und Astrologe
- Brandlhofer, Michaela (* 1965), österreichische Politikerin (FPÖ), Landtagsabgeordnete
- Brandlhuber, Arno (* 1964), deutscher Architekt und Hochschullehrer
- Brändli, Anuk (* 2003), Schweizer Skirennläuferin
- Brändli, Barbara (1932–2011), Schweizer Fotografin
- Brändli, Benjamin (1817–1855), Schweizer Politiker
- Brändli, Christoffel (* 1943), Schweizer Politiker und Ständerat (SVP)
- Brändli, Ferdinand (1828–1878), Schweizer Politiker
- Brändli, Hans (1896–1974), Schweizer Pfarrer und Autor
- Brändli, Heinrich (1900–1981), Schweizer Politiker (BGB)
- Brändli, Heinrich (1938–2018), Schweizer Ingenieur und Hochschullehrer
- Brändli, Jürg (* 1971), Schweizer Schriftsteller, Drehbuchautor und Journalist
- Brändli, Nicole (* 1979), Schweizer Radrennfahrerin
- Brändli, Reto (* 1991), Schweizer Koch
- Brändli, Shannon (* 2003), Schweizer Unihockeyspielerin
- Brändli, Simone (* 1980), Schweizer Triathletin
- Brandlmayr, Martin (* 1971), österreichischer Musiker
- Brandlmeier, Thomas (* 1950), deutscher Filmwissenschaftler

### Brandm
- Brandmaier, Rudolf (* 1927), deutscher Fußballspieler
- Brandmair, Andreas (1905–2004), deutscher Pädagoge
- Brandmair, Claudia (1975–2017), österreichische Modedesignerin
- Brandmair, Claus (* 1953), deutscher Fußballspieler
- Brandmann, Franziska (* 1994), deutsche Politikerin (FDP), seit 2021 JuLi-BundesvorsitzendeFranziska Brandmann (* 1994)

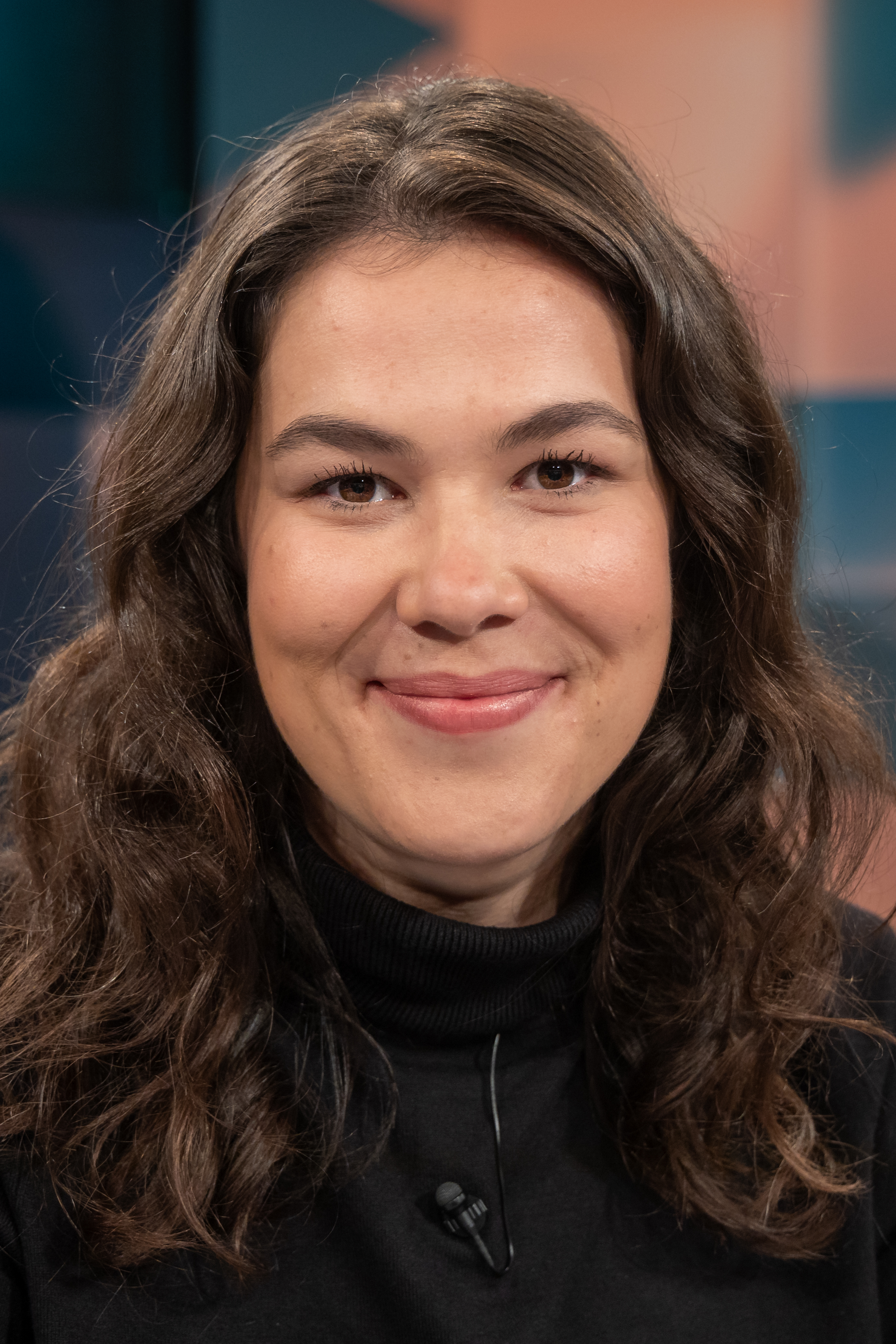
Franziska Brandmann (* 1994)

- Brandmann, Israel (1901–1993), ukrainisch-israelischer Komponist, Dirigent und Geiger
- Brandmayer, Balthasar (1892–1960), deutscher Soldat
- Brandmayer, Dolf (1913–2000), deutscher Sänger, Komponist und Orchesterleiter
- Brandmayr, Franz Xaver (* 1956), römisch-katholischer Geistlicher, Rektor des päpstlichen Priesterkollegs Santa Maria dell’Anima
- Brandmayr, Josef (* 1950), österreichischer Politiker (ÖVP), Landtagsabgeordneter
- Brandmeier, Franziska (* 1993), deutsche Schauspielerin
- Brandmeier, Monika (* 1959), deutsche Bildhauerin
- Brandmeier, Thomas (* 1961), deutscher Ingenieur und Professor für Elektrotechnik und Fahrzeugkommunikation
- Brandmüller, Gregor (1661–1691), Schweizer Maler
- Brandmüller, Johannes (1593–1664), Schweizer evangelischer Geistlicher
- Brandmüller, Josef (1921–1996), deutscher Physiker
- Brandmüller, Michael (1793–1852), österreichischer Maler, Miniaturmaler und Lithograf
- Brandmüller, Theo (1948–2012), deutscher Komponist und Organist (Neue Musik)
- Brandmüller, Walter (* 1929), deutscher römisch-katholischer Geistlicher, Prälat, Hochschullehrer, Kirchenhistoriker, Erzbischof, Kardinal

### Brandn
- Brandner von Wolfszahn, Adam (1857–1940), österreichischer Feldmarschalleutnant
- Brandner, Alexander (* 1992), österreichischer Nordischer Kombinierer
- Brandner, Alexandra, deutsche Theaterschneiderin, Gewandmeisterin und Kostümbildnerin
- Brandner, Christoph (* 1975), österreichischer Eishockeyspieler
- Brandner, Enzo (* 1967), österreichischer Kameramann
- Brandner, Ernst (1921–2015), deutscher Komponist, Musiker und Filmkomponist
- Brandner, Ferdinand (1903–1986), österreichischer Motoren-Konstrukteur
- Brandner, Franz (1821–1896), österreichischer katholischer Geistlicher und Hochschullehrer
- Brandner, Hans, Pianist und Musikwissenschaftler
- Brandner, Hans (* 1949), deutscher Rennrodler
- Brandner, Johann (1902–1991), deutscher Politiker (CSU), MdL (Bayern)
- Brandner, Josef (1932–2010), deutscher römisch-katholischer Theologe
- Brandner, Judith (* 1963), österreichische Journalistin und Publizistin
- Brandner, Klaus (* 1949), deutscher Politiker (SPD), MdB
- Brandner, Klaus (* 1965), österreichischer Künstler
- Brandner, Klaus (* 1990), deutscher Skirennläufer
- Brandner, Michael (* 1951), deutscher Theater- und FilmschauspielerMichael Brandner (* 1951)

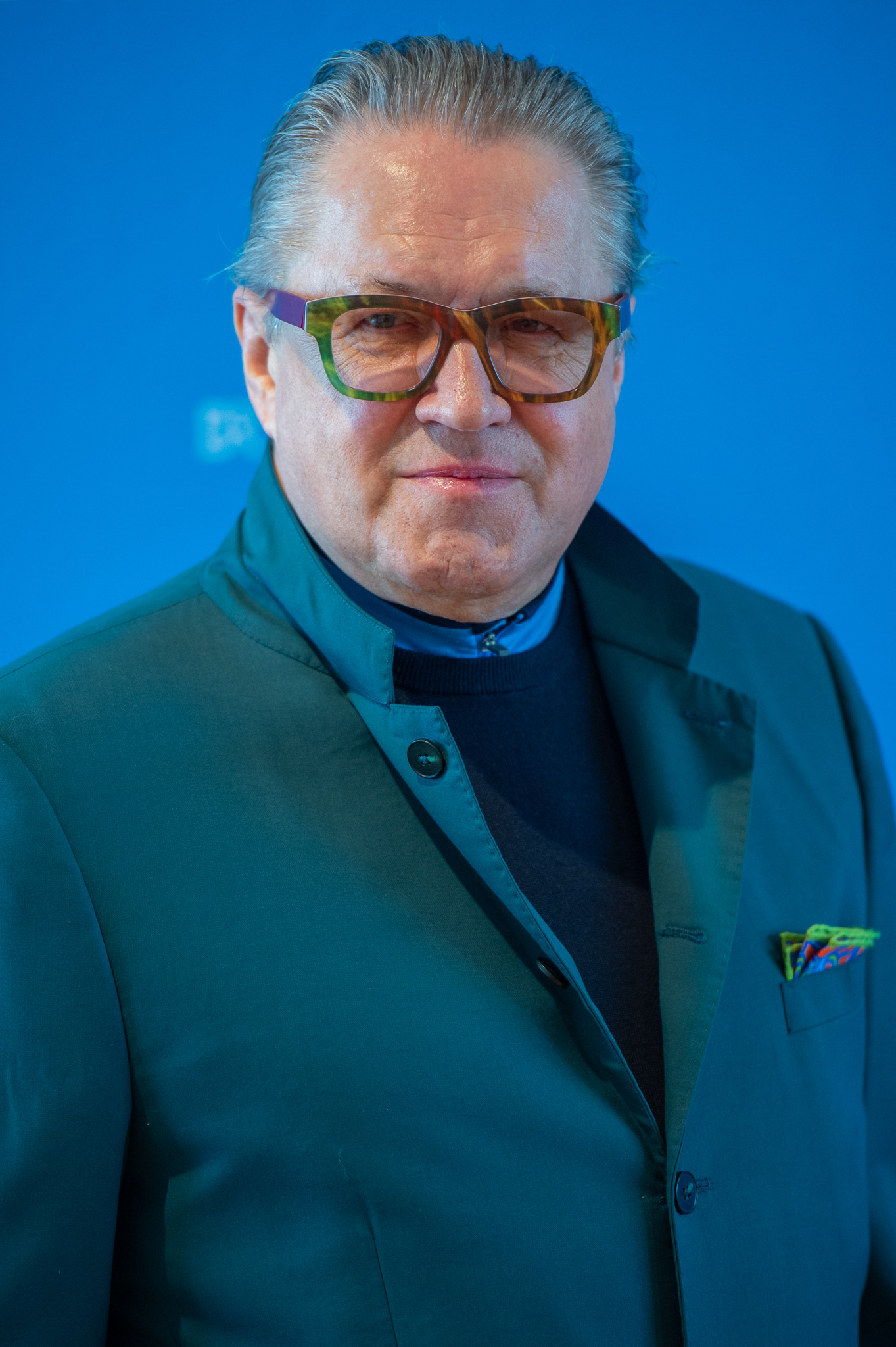
Michael Brandner (* 1951)

- Brandner, Michael (* 1995), österreichischer Fußballspieler
- Brandner, Rainer (* 1944), österreichischer Geologe und Paläontologe
- Brandner, Reinhard (* 1938), österreichischer Künstler
- Brandner, Sarah (* 1988), deutsches Model und Schauspielerin
- Brandner, Sebastian (* 1983), österreichischer Fußballspieler
- Brandner, Stephan (* 1966), deutscher Politiker (AfD), MdB, MdL
- Brandner, Tobias (* 1965), Schweizer Theologe und Gefängnisseelsorger
- Brandner, Uwe (1941–2018), deutscher Filmregisseur, Drehbuchautor, Filmproduzent, Filmkomponist, Schauspieler und Schriftsteller
- Brandner, Walter (1920–1998), deutscher Politiker (NPD)
- Brandner, Walter (* 1941), österreichischer Betriebswirt
- Brandner, Willi (1909–1944), deutscher Politiker (NSDAP), SS-Brigadeführer, MdR

### Brando
- Brando, Cheyenne (1970–1995), tahitianisches Model und Tochter von Marlon Brando
- Brando, Christian (1958–2008), US-amerikanischer Schauspieler
- Brando, Jocelyn (1919–2005), US-amerikanische Schauspielerin
- Brando, Marlon (1924–2004), US-amerikanischer SchauspielerMarlon Brando (1924–2004)

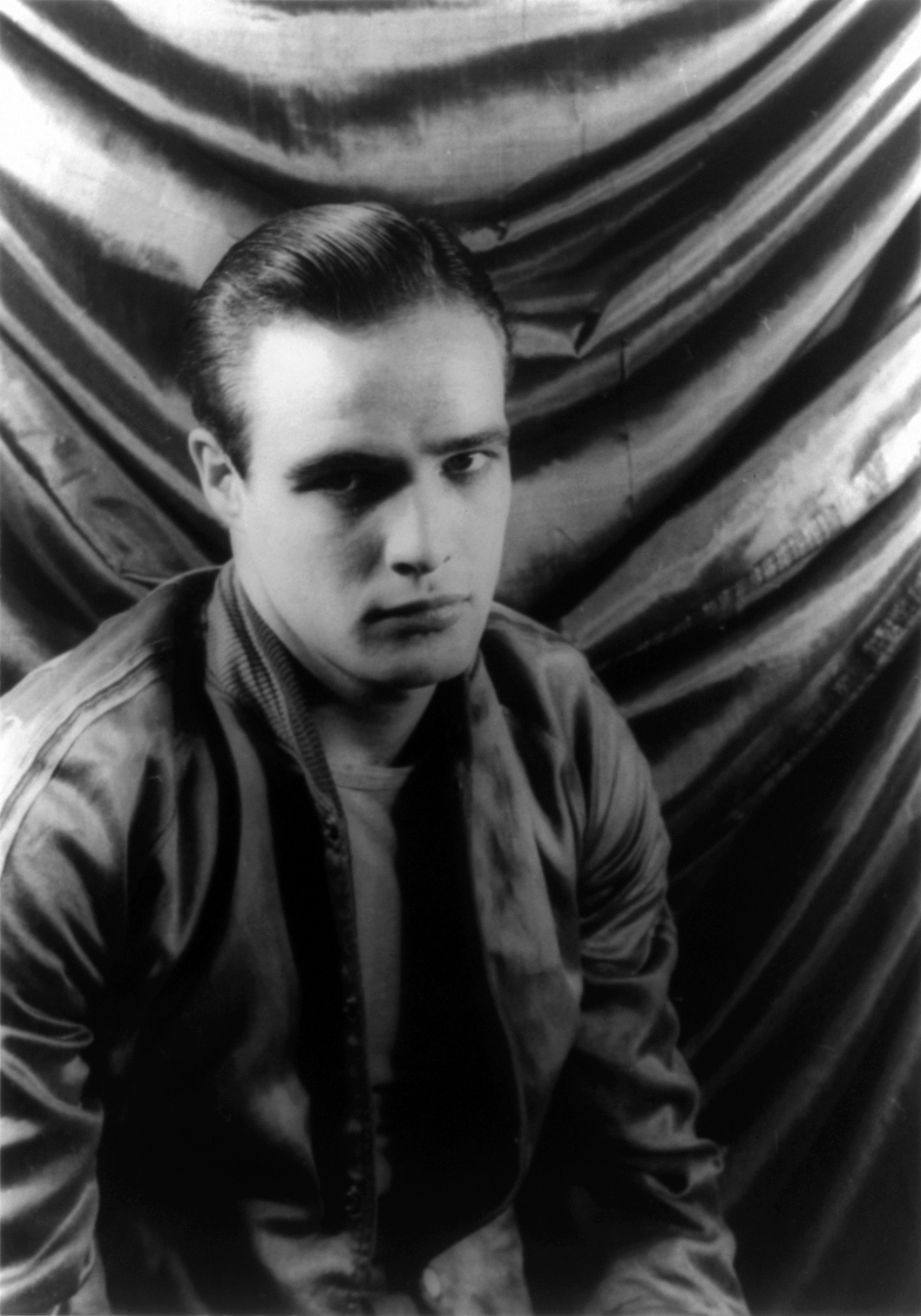
Marlon Brando (1924–2004)

- Brando, Paul (1894–1978), deutscher Politiker (SPD), MdHB
- Brandoburová, Katarína (1958–2005), slowakische paralympische Athletin und Sportfunktionärin
- Brandoin, Michel-Vincent (* 1733), Schweizer Landschaftsmaler und Radierer
- Brandoli, Anna (* 1945), italienische Comiczeichnerin
- Brandolini, Andreas (* 1951), deutscher Architekt und Designer
- Brandolini, Luca (* 1933), italienischer Ordensgeistlicher, Altbischof von Sora-Aquino-Pontecorvo
- Brandom, Robert (* 1950), US-amerikanischer Philosoph und Hochschullehrer
- Brandon, deutscher DJ und Produzent
- Brandon, Alexander (* 1974), US-amerikanischer Musiker
- Brandon, Anne, Baroness Grey of Powys († 1558), englische Adlige
- Brandon, Charles († 1551), englischer Ritter und Politiker
- Brandon, Charles, 1. Duke of Suffolk (1484–1545), englischer AdligerCharles Brandon, 1. Duke of Suffolk (1484–1545)

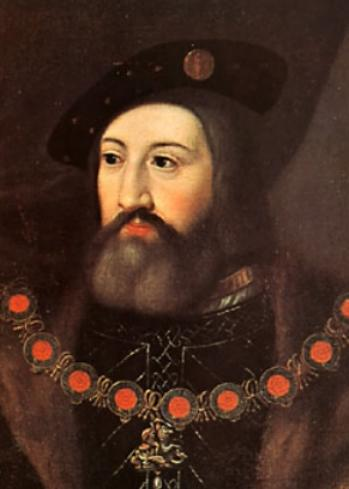
Charles Brandon, 1. Duke of Suffolk (1484–1545)

- Brandon, Charles, 3. Duke of Suffolk (1537–1551), englischer Adeliger
- Brandon, Clark (* 1958), US-amerikanischer Schauspieler
- Brandon, David (* 1951), irischer Schauspieler
- Brandon, Édouard (1831–1897), französischer Genremaler portugiesischer Herkunft
- Brandon, Eleanor († 1547), englische Adelige
- Brandon, Eric (1920–1982), britischer Autorennfahrer
- Brandon, Frances (1517–1559), älteste Tochter von Mary Tudor, Königswitwe von Frankreich
- Brandon, Gerard (1788–1850), US-amerikanischer Politiker
- Brandon, Gregg (* 1956), US-amerikanischer American-Football-Trainer und -Spieler
- Brandon, Henry (1912–1990), deutschamerikanischer Schauspieler
- Brandon, Henry (1916–1993), britischer Journalist
- Brandon, Henry, 1. Earl of Lincoln (1523–1534), englischer Adeliger
- Brandon, Henry, 2. Duke of Suffolk (1535–1551), englischer Adeliger
- Brandon, Henry, Baron Brandon of Oakbrook (1920–1999), britischer Richter und Jurist
- Brandon, Jamie (* 1998), schottischer Fußballspieler
- Brandon, Lauren (* 1985), US-amerikanische Triathletin
- Brandon, Maryann, US-amerikanische Filmeditorin
- Brandon, Michael (* 1945), US-amerikanischer Fernsehschauspieler und Regisseur
- Brandon, Michael (* 1965), US-amerikanischer Pornodarsteller und Filmregisseur
- Brandon, Oscar (* 1971), surinamischer Badmintonspieler
- Brandon, Ricardo (1946–2016), uruguayischer Fußballspieler
- Brandon, Sy (* 1945), US-amerikanischer Komponist und Musikpädagoge
- Brandon, Terrell (* 1970), US-amerikanischer Basketballspieler
- Brandon, Thomas († 1510), englischer Diplomat und Höfling unter Heinrich VII.
- Brandon, William († 1485), Bannerträger Heinrichs VII.
- Brandon, William Lindsay († 1890), General der Konföderierten Staaten von Amerika im Amerikanischen Bürgerkrieg
- Brandon, William W. (1868–1934), US-amerikanischer Politiker
- Brandorff, Walter (1943–1996), österreichischer Schriftsteller

### Brandq
- Brandqvist, Emil (* 1981), schwedischer Jazz-Schlagzeuger und Komponist

### Brandr
- Brandreth, Jeremiah (1785–1817), britischer Aufständischer
- Brandrup, Johannes (* 1967), deutscher SchauspielerJohannes Brandrup (* 1967)

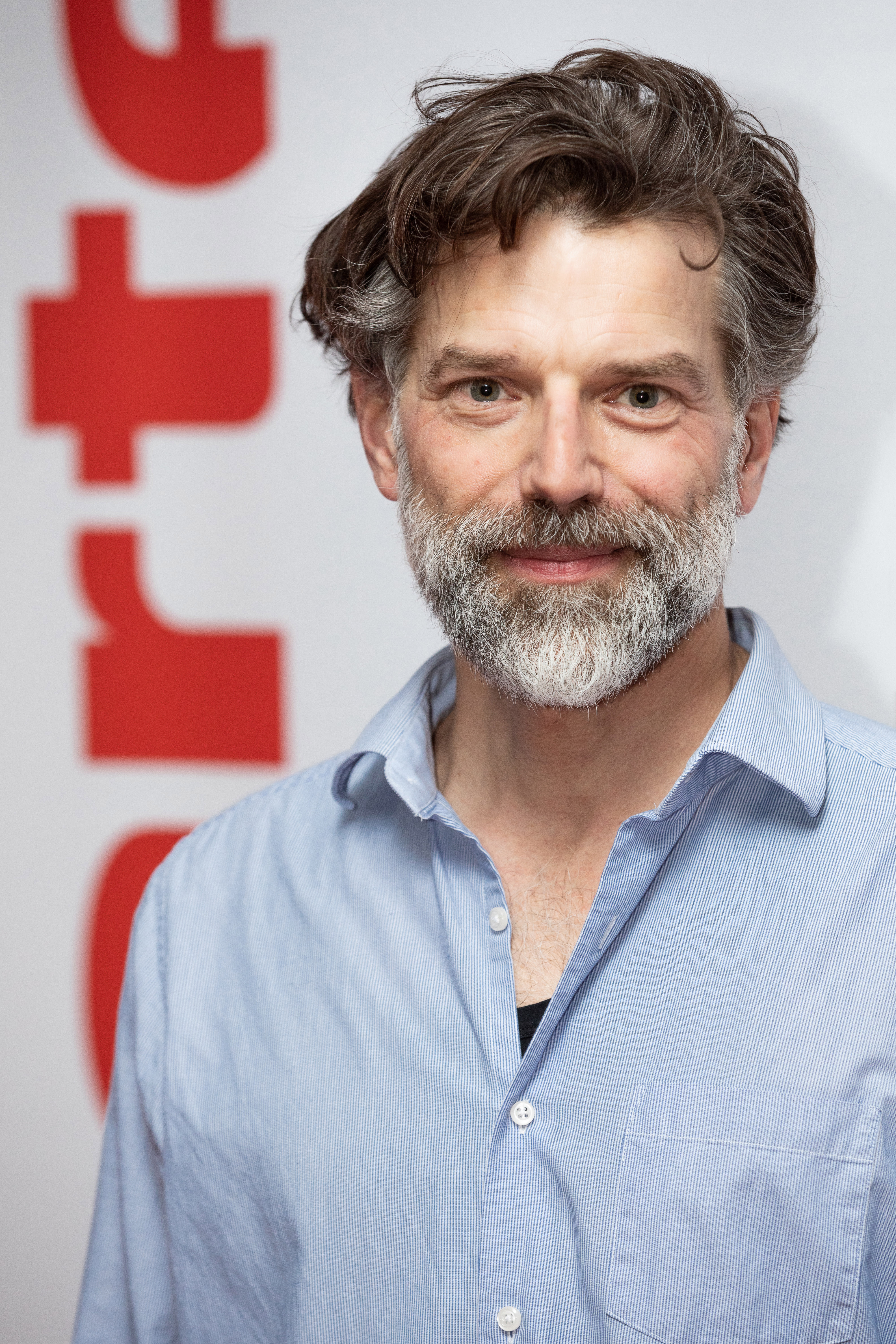
Johannes Brandrup (* 1967)

- Brandrup, Marie (1844–1907), deutsche Schriftstellerin

### Brands
- Brands, Daniel (* 1987), deutscher Tennisspieler
- Brands, Eugène (1913–2002), niederländischer Maler und Mitglied der Künstlervereinigung CoBrA
- Brands, Frans (1940–2008), belgischer Radrennfahrer
- Brands, Friedrich (1892–1963), deutscher Politiker (DNVP)
- Brands, Gunnar (* 1956), deutscher Klassischer und Christlicher Archäologe
- Brands, H. W. (* 1953), US-amerikanischer Historiker, Hochschullehrer und Autor
- Brands, Hal (* 1983), US-amerikanischer Politikwissenschaftler
- Brands, Kevin (* 1988), niederländischer Fußballspieler
- Brands, Marcel (* 1962), niederländischer Fußballspieler und Fußballfunktionär
- Brands, Terry (* 1968), US-amerikanischer Ringer
- Brands, Thomas (* 1968), US-amerikanischer Ringer
- Brands, X (1927–2000), US-amerikanischer Schauspieler und Stuntman
- Brandsch, Gottlieb (1872–1959), siebenbürgischer evangelischer Pfarrer und Volksliedsammler
- Brandsch, Ingmar (* 1936), rumäniendeutscher Politiker (DFDR)
- Brandsch, Rudolf (1880–1953), siebenbürgisch-sächsischer Politiker
- Brandscheidt, Renate (* 1952), deutsche katholische Theologin und Professorin für Altes Testament
- Brandschwert, Sönke (* 1965), deutscher Krimi-Autor
- Brandsdal, Eirik (* 1986), norwegischer Skilangläufer
- Brandsegg, Odd (* 1948), schwedischer Skispringer
- Brandsen, Ted (* 1959), niederländischer Balletttänzer und Choreograph
- Brandseph, Friedrich (1826–1915), deutscher Silhouetteur, Maler, Lithograph und Fotograf
- Brandseph, Hermann (1857–1907), deutscher Porträtist sowie Landschafts- und Architekturfotograf
- Brandsma, Bert (* 1965), niederländischer Saxophonist und Klarinettist
- Brandsma, Ellen (* 1968), Schweizer Moderatorin und Modell
- Brandsma, Gorgon Gregory (1874–1935), niederländischer römisch-katholischer Ordensgeistlicher und Apostolischer Vikar von Kisumu
- Brandsma, Jacob (1898–1976), niederländischer Ruderer
- Brandsma, Johannes (1900–1973), niederländischer Ruderer
- Brandsma, Titus (1881–1942), niederländischer Theologe im Widerstand gegen den Nationalsozialismus, MärtyrerTitus Brandsma (1881–1942)

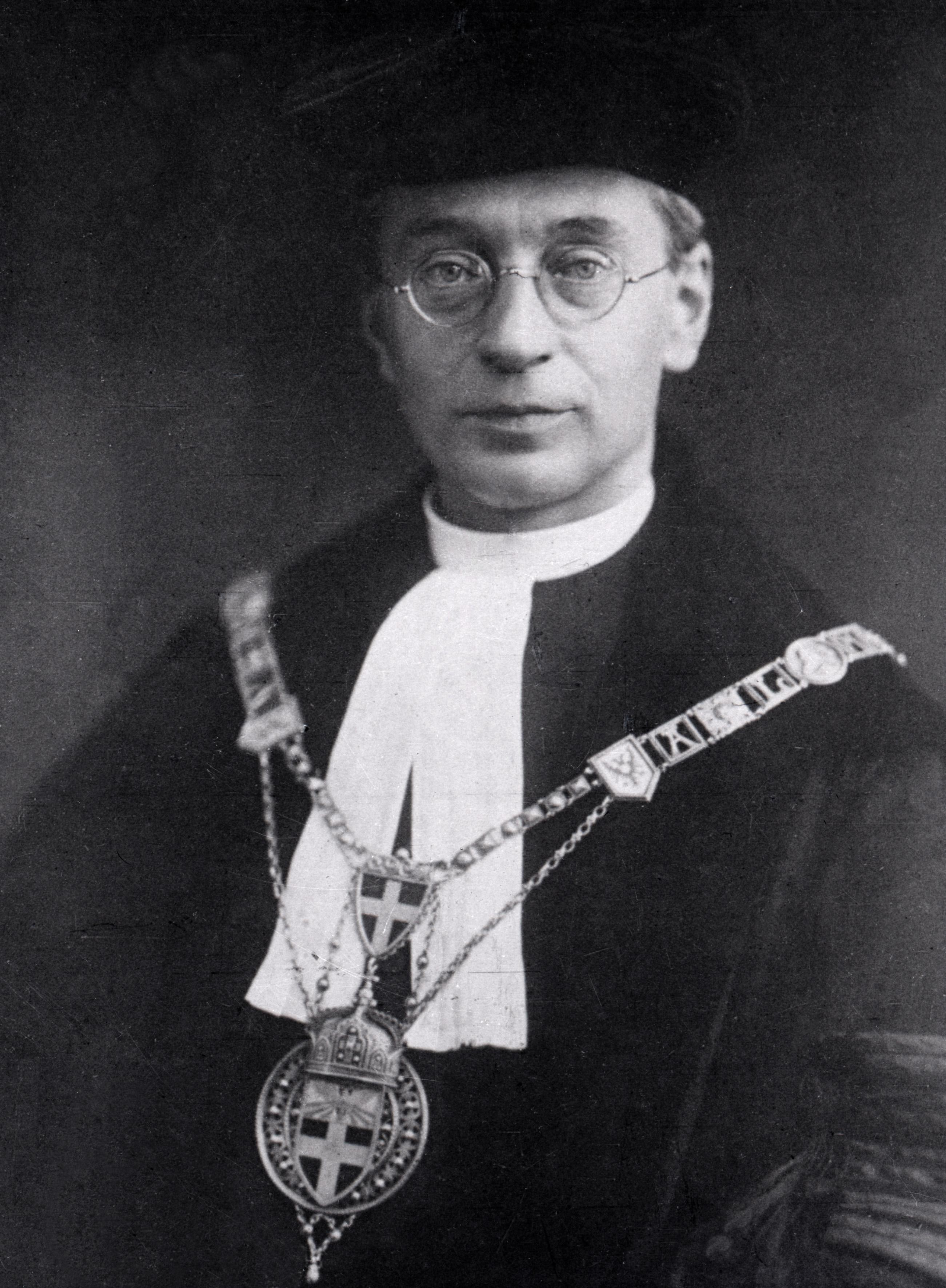
Titus Brandsma (1881–1942)

- Brandstädt, Andreas (* 1949), deutscher Mathematiker und Informatiker
- Brandstädter, Kurt (1902–1963), deutscher Brigadegeneral
- Brandstädter, Walter (1931–2023), deutscher Mediziner und Funktionär
- Brandstädter, Wulf (* 1937), deutscher Architekt
- Brandstaeter, Jürgen (* 1962), deutscher Handballspieler
- Brandstaetter, Franz (* 1980), österreichischer Visual Effects-Künstler, Supervisor und Hochschullehrer
- Brandstaetter, Roman (1906–1987), polnischer Schriftsteller
- Brandstaller, Trautl (1939–2024), österreichische Journalistin, Schriftstellerin und Fernsehredakteurin
- Brandstäter, Franz (1815–1883), deutscher Gymnasiallehrer
- Brandstäter, Hagen (* 1958), deutscher Rundfunkintendant
- Brandstäter, Sieghard (1933–1997), deutscher Ingenieur und Hochschullehrer
- Brandstätter, Anna, Maria (* 1977), österreichische Künstlerin
- Brandstätter, Christian (1943–2024), österreichischer Verleger
- Brandstätter, Gerhard (* 1953), italienischer Rechtsanwalt, Bankier und Honorar-Konsul der Bundesrepublik Deutschland
- Brandstätter, Helmut (* 1955), österreichischer Journalist und FernsehmacherHelmut Brandstätter (* 1955)

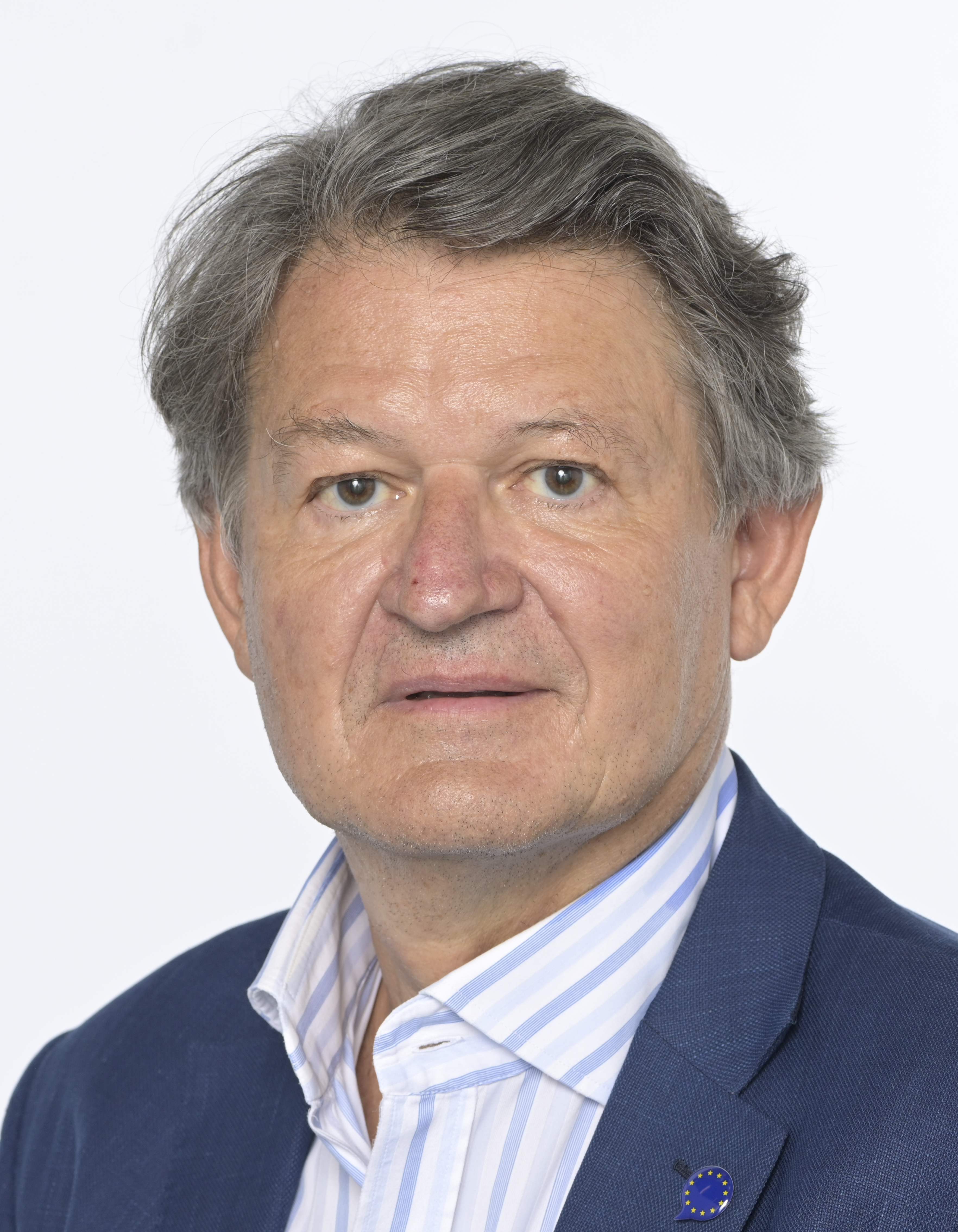
Helmut Brandstätter (* 1955)

- Brandstätter, Hermann (1930–2024), österreichischer Psychologe
- Brandstätter, Horst (1933–2015), deutscher Unternehmer
- Brandstätter, Horst (1950–2006), deutscher Autor, Galerist und Herausgeber
- Brandstätter, Jakob (1928–1987), österreichischer Politiker (ÖVP), Abgeordneter zum Nationalrat
- Brandstätter, Karl (* 1946), österreichischer bildender Künstler
- Brandstätter, Kevin (* 1996), österreichischer Fußballspieler
- Brandstätter, Kilian (* 1991), österreichischer Politiker (SPÖ), Landtagsabgeordneter
- Brandstätter, Klaus (1961–2014), österreichischer Historiker
- Brandstätter, Leopold (1915–1968), österreichischer Esoteriker und Gründer der Weltanschauungsgemeinschaft Welt-Spirale
- Brandstätter, Peter (1917–2015), österreichischer Maler
- Brandstätter, Reinhardt (1952–1992), österreichischer Mediziner, LGBT-Aktivist, Mitgründer der HOSI Wien, Gründer der Österreichischen Aids-Hilfe
- Brandstätter, Susanne, US-amerikanische Filmregisseurin
- Brandstetter, Alexander (* 1997), deutscher Volleyball- und Beachvolleyballspieler
- Brandstetter, Alois (* 1938), österreichischer Schriftsteller und PhilologeAlois Brandstetter (* 1938)

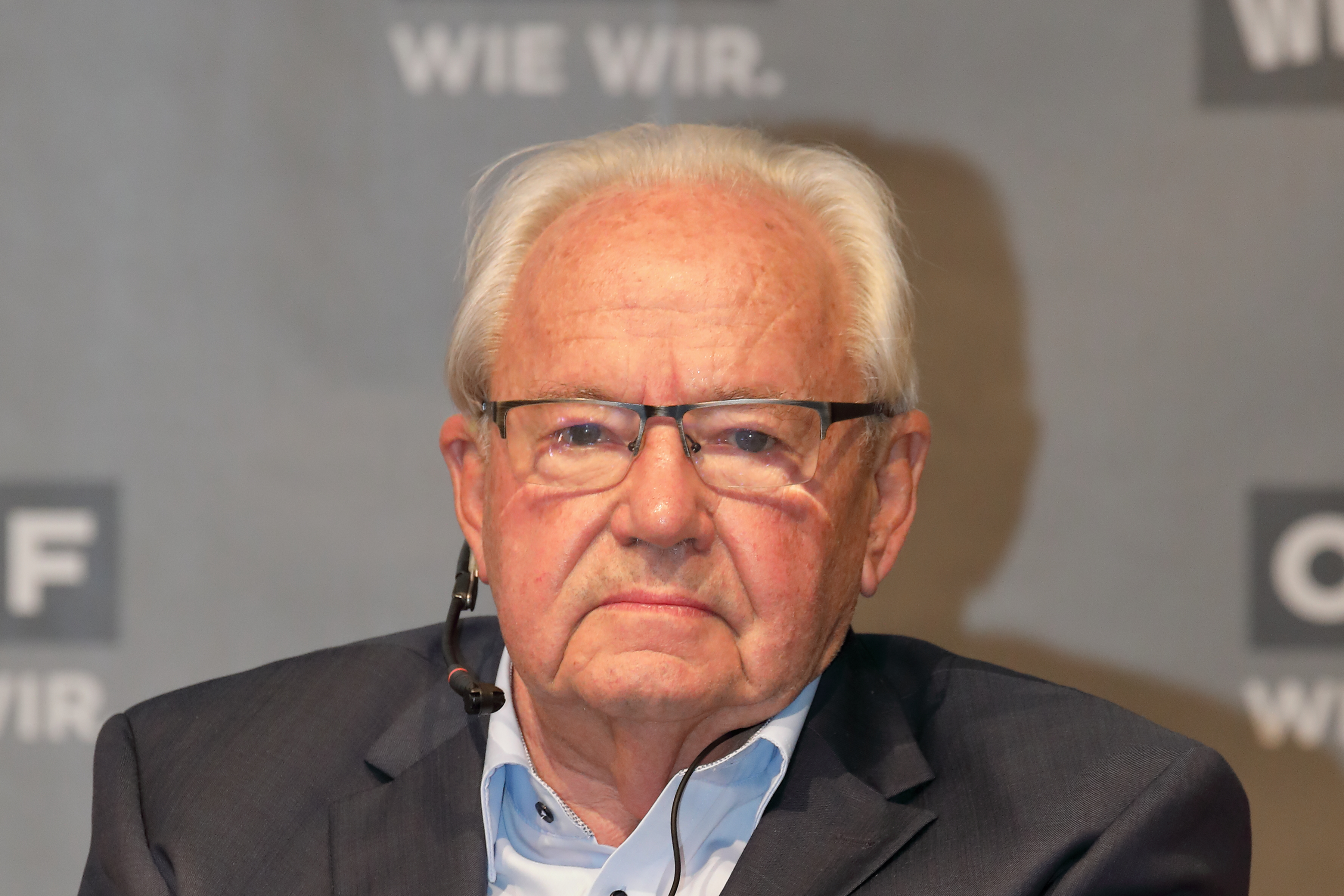
Alois Brandstetter (* 1938)

- Brandstetter, Andreas (* 1969), österreichischer Manager
- Brandstetter, Elmar (* 1908), deutscher Jurist
- Brandstetter, Friedrich (1803–1877), deutscher Kaufmann und Verlagsbuchhändler
- Brandstetter, Friedrich (1832–1900), österreichischer Politiker
- Brandstetter, Fritz (1891–1926), österreichischer Fußballspieler
- Brandstetter, Gabriele (* 1954), deutsche Theaterwissenschaftlerin, Literaturwissenschaftlerin und Tanzwissenschaftlerin
- Brandstetter, Hans (1854–1925), österreichischer Bildhauer und Holzschnitzer
- Brandstetter, Ingrid (* 1943), österreichische Künstlerin
- Brandstetter, Irina (* 1966), russisch-österreichische Volleyballspielerin und -trainerin
- Brandstetter, Johann (* 1959), deutscher Illustrator und Restaurator
- Brandstetter, Johanna (1849–1906), deutsche Mäzenatin
- Brandstetter, Josef (1890–1945), österreichischer Fußballspieler
- Brandstetter, Josef Leopold (1831–1924), Schweizer Arzt und Gelehrter
- Brandstetter, Ludwig (1787–1860), österreichischer Ledermeister und Politiker, Landtagsabgeordneter
- Brandstetter, Max (1901–1969), österreichischer Politiker (SDAP), Landtagsabgeordneter
- Brandstetter, Renward (1860–1942), schweizerischer Sprachwissenschaftler
- Brandstetter, Sigrid (* 1980), österreichische Sängerin, Schauspielerin und Autorin
- Brandstetter, Simon (* 1990), deutscher Fußballspieler

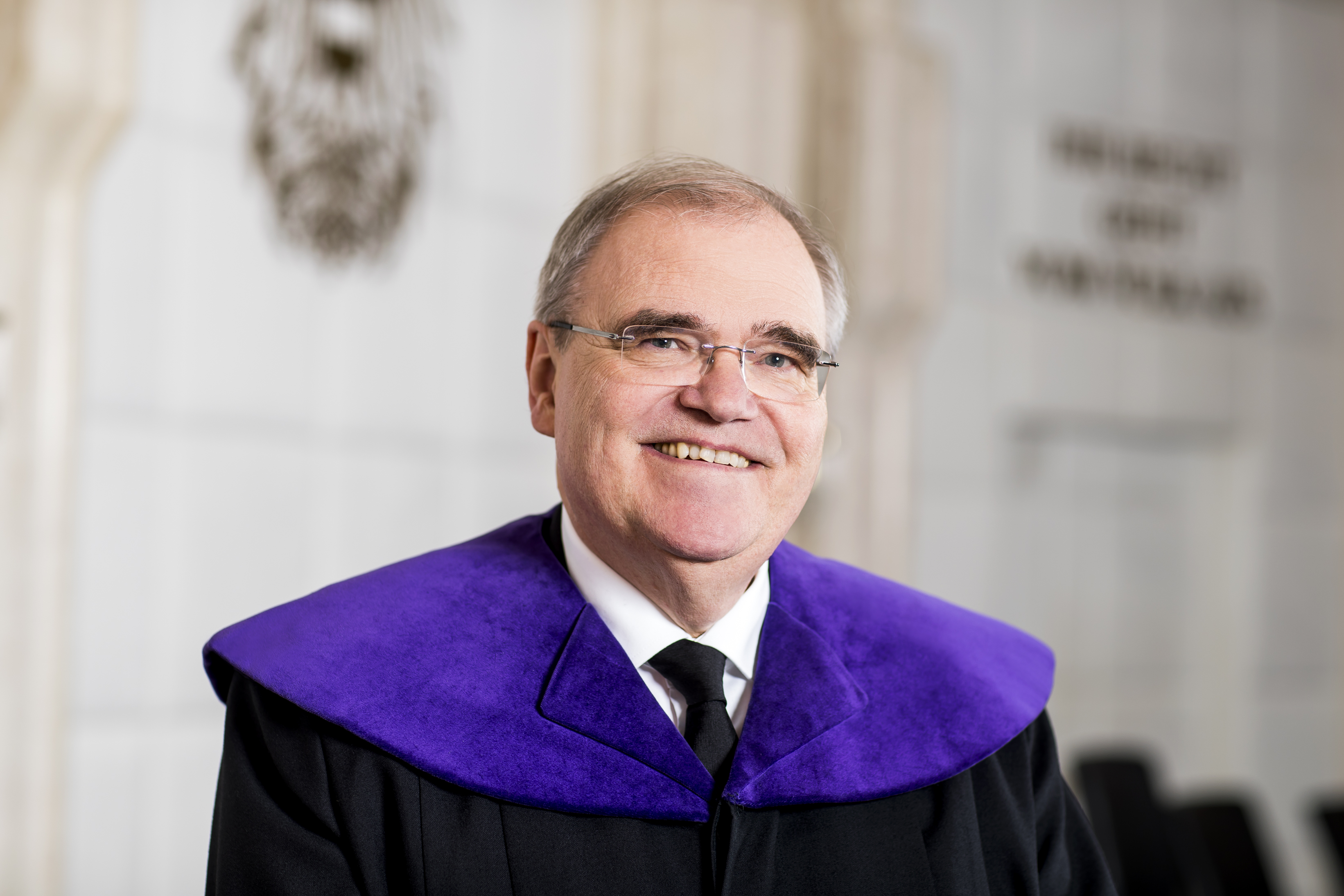
Wolfgang Brandstetter (* 1957)

- Brandstetter, Wolfgang (* 1957), österreichischer Rechtswissenschaftler und PolitikerWolfgang Brandstetter (* 1957)
- Brandstetter, Wolfgang (* 1985), österreichischer Drehbuchautor
- Brandstorp, Ulrikke (* 1995), norwegische Sängerin
- Brandstötter, Gerald (1959–2004), österreichischer Bildhauer
- Brandstötter, Henrike (* 1975), österreichische Politikerin (NEOS), Abgeordnete zum Nationalrat
- Brandstötter, Wilfried (* 1970), österreichischer Tubist
- Brändström, Charlotte (* 1959), schwedische Filmregisseurin
- Brändström, Elsa (1888–1948), schwedische Philanthropin
- Brändström, Simon (* 1982), schwedischer Pokerspieler

### Brandt

#### Brandt, A
- Brandt, Abia (* 1886), grönländischer Landesrat
- Brandt, Abigael Marie († 1714), Oberhofmeisterin des dänischen Thronfolgers
- Brandt, Achi (* 1938), israelischer Mathematiker
- Brandt, Ahasver von (1909–1977), deutscher Historiker und Archivar
- Brandt, Ahasverus von (1580–1654), preußischer Staatsmann
- Brandt, Alexander von (1873–1960), preußischer Landrat und deutscher Ministerialbeamter und Wirtschaftswissenschaftler
- Brandt, Alfred (1846–1899), deutscher Maschinenbau-Ingenieur, Erfinder der hydraulischen Drehbohrmaschine
- Brandt, Alfred (1895–1945), deutscher Landwirt und Landrat im Nationalsozialismus
- Brandt, Alice (1911–1986), österreichische Schauspielerin
- Brandt, André (1926–2008), Schweizer Politiker (FDP)
- Brandt, Andreas (1935–2016), deutscher Maler
- Brandt, Andreas (1937–2014), deutscher Architekt und Hochschullehrer
- Brandt, Andreas (* 1963), deutscher Cartoonist
- Brandt, Andreas von (* 1972), deutscher Diplomat
- Brandt, Andreas Wilhelm Heinrich (1879–1929), deutscher Pharmakologe
- Brandt, Andrej, deutscher Synchronsprecher
- Brandt, Angelika (* 1951), deutsche Marathonläuferin
- Brandt, Angelika (* 1961), deutsche Meeresbiologin
- Brandt, Anja (* 1990), deutsche Volleyballnationalspielerin
- Brandt, Anna (1933–2024), deutsche Mundartautorin
- Brandt, Anna (* 1974), deutsche Handballspielerin
- Brandt, Antonio (* 1930), italienischer Script Supervisor und Regieassistent
- Brandt, Arno (* 1955), deutscher Ökonom
- Brandt, Arthur (1887–1967), deutscher General
- Brandt, Arthur (1893–1989), deutscher Rechtsanwalt und Strafverteidiger
- Brandt, Astrid (1963–2019), deutsche Künstlerin, Zeichnerin
- Brandt, August (1866–1917), deutscher Theologe
- Brandt, August von (1834–1906), deutscher Kommunalpolitiker
- Brandt, Augusto (1892–1942), venezolanischer Komponist und Violinist
- Brandt, Austen Peter (* 1952), deutsch-britisch-nigerianischer evangelischer Pfarrer
- Brandt, Axel (* 1962), deutscher Maler

#### Brandt, B
- Brandt, Bernard (* 1960), Schweizer Freestyle-Skisportler
- Brandt, Bert (* 1940), deutscher Schauspieler, Regisseur, Drehbuchautor und Synchronsprecher
- Brandt, Betsy (* 1973), US-amerikanische SchauspielerinBetsy Brandt (* 1973)

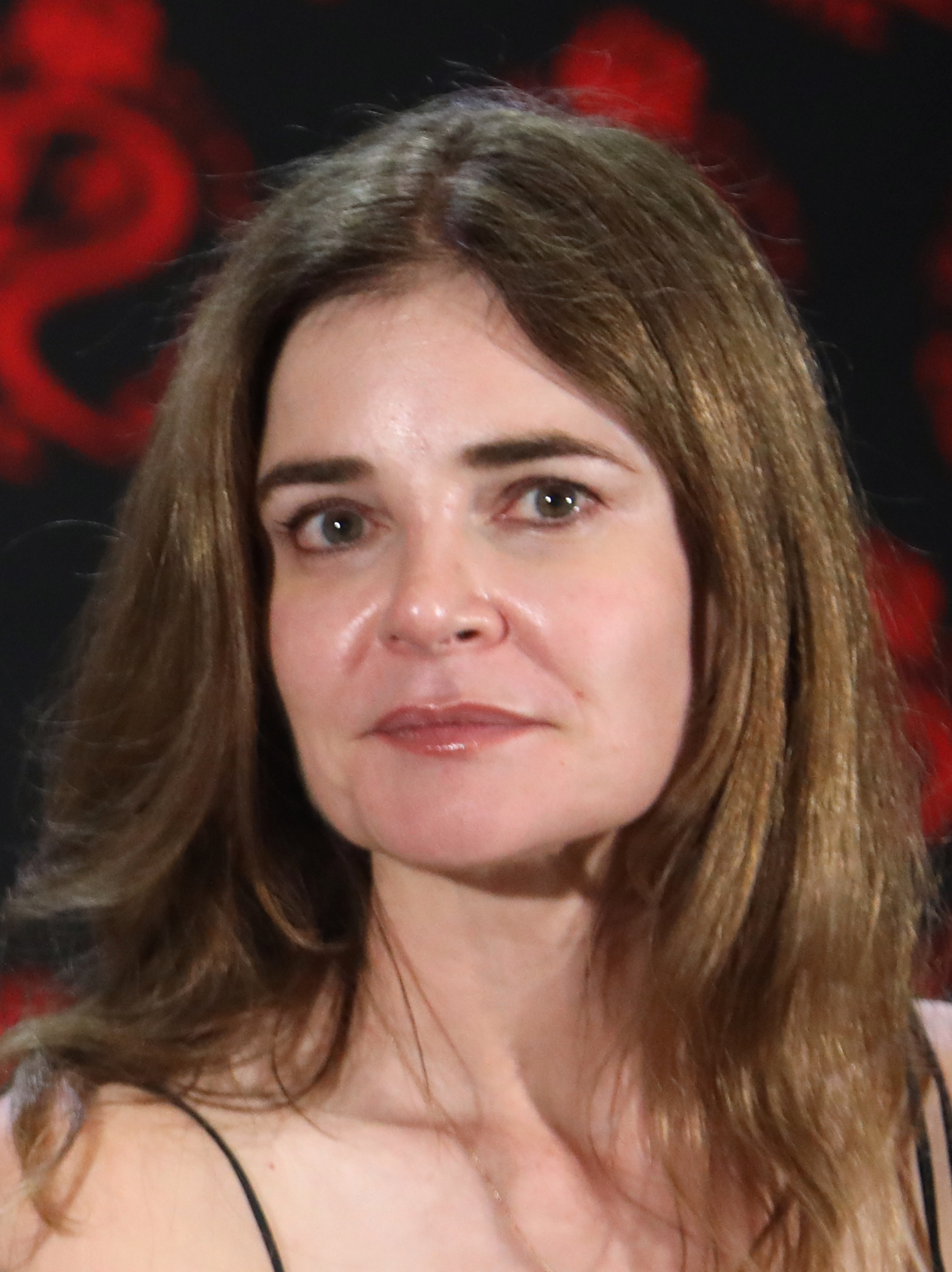
Betsy Brandt (* 1973)

- Brandt, Bill (1904–1983), deutsch-britischer Fotograf
- Brandt, Borris (* 1961), deutscher Autor, Fernseh- und Multimediaproduzent
- Brandt, Brigitta, deutsche Basketballspielerin
- Brandt, Burkhard (* 1957), deutscher Klinischer Chemiker

#### Brandt, C
- Brandt, Cäcilie (1814–1852), deutsche Malerin, Lithografin und Zeichnerin insbesondere von Porträts
- Brandt, Camille (1884–1971), Schweizer Politiker (SP)
- Brandt, Carl († 1893), deutscher Verleger in Culm
- Brandt, Carl (1886–1965), deutscher Unternehmer in der Lebensmittelindustrie
- Brandt, Carl Friedrich, deutscher Politiker und Verwaltungsjurist
- Brandt, Carl Ludwig (1831–1905), deutschamerikanischer Historien-, Porträt- und Landschaftsmaler
- Brandt, Carlos (1875–1964), venezolanischer Schriftsteller, Philosoph und Historiker
- Brandt, Caroline († 1852), deutsche Theaterschauspielerin und Sängerin
- Brandt, Carsten († 1693), niederländisch-russischer Schiffbauer
- Brandt, Cecilie (* 2001), dänische Handballspielerin
- Brandt, Christian Ludwig (1800–1868), deutscher Pädagoge und Autor
- Brandt, Christian Philipp Heinrich (1790–1857), deutscher Theologe
- Brandt, Christian von (1684–1749), preußischer Staatsminister
- Brandt, Christoph (1800–1858), deutscher Landwirt, Mitglied der Zweiten Kammer der kurhessischen Ständeversammlung
- Brandt, Christoph (1922–2012), evangelischer Theologe und Präses der Kapkirche
- Brandt, Christoph (1938–2011), deutscher Politiker (CDU)
- Brandt, Christoph von (1630–1691), kurbrandenburgisch-preußischer Diplomat und Staatsmann
- Brandt, Christophe (* 1977), belgischer Radrennfahrer
- Brandt, Constantin (* 1988), deutscher Schauspieler

#### Brandt, D
- Brandt, Dana (* 1976), deutsche Phantastik- und Gay-Romance-Autorin
- Brandt, David Lei (* 1986), amerikanischer Sänger, Tänzer und SchauspielerDavid Lei Brandt (* 1986)

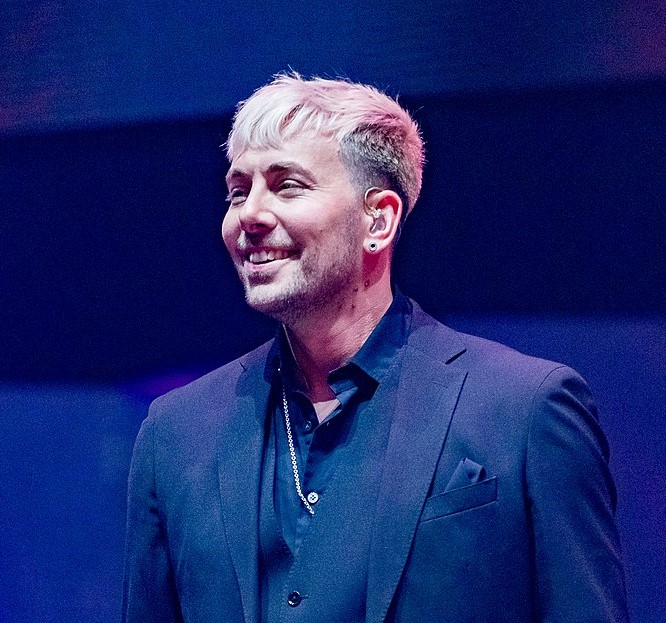
David Lei Brandt (* 1986)

- Brandt, Dieter (1938–2017), deutscher Büttenredner und Rechtsanwalt
- Brandt, Dorothea (* 1984), deutsche Schwimmerin

#### Brandt, E
- Brandt, Eckart (* 1950), deutscher Apfelbauer und AutorEckart Brandt (* 1950)

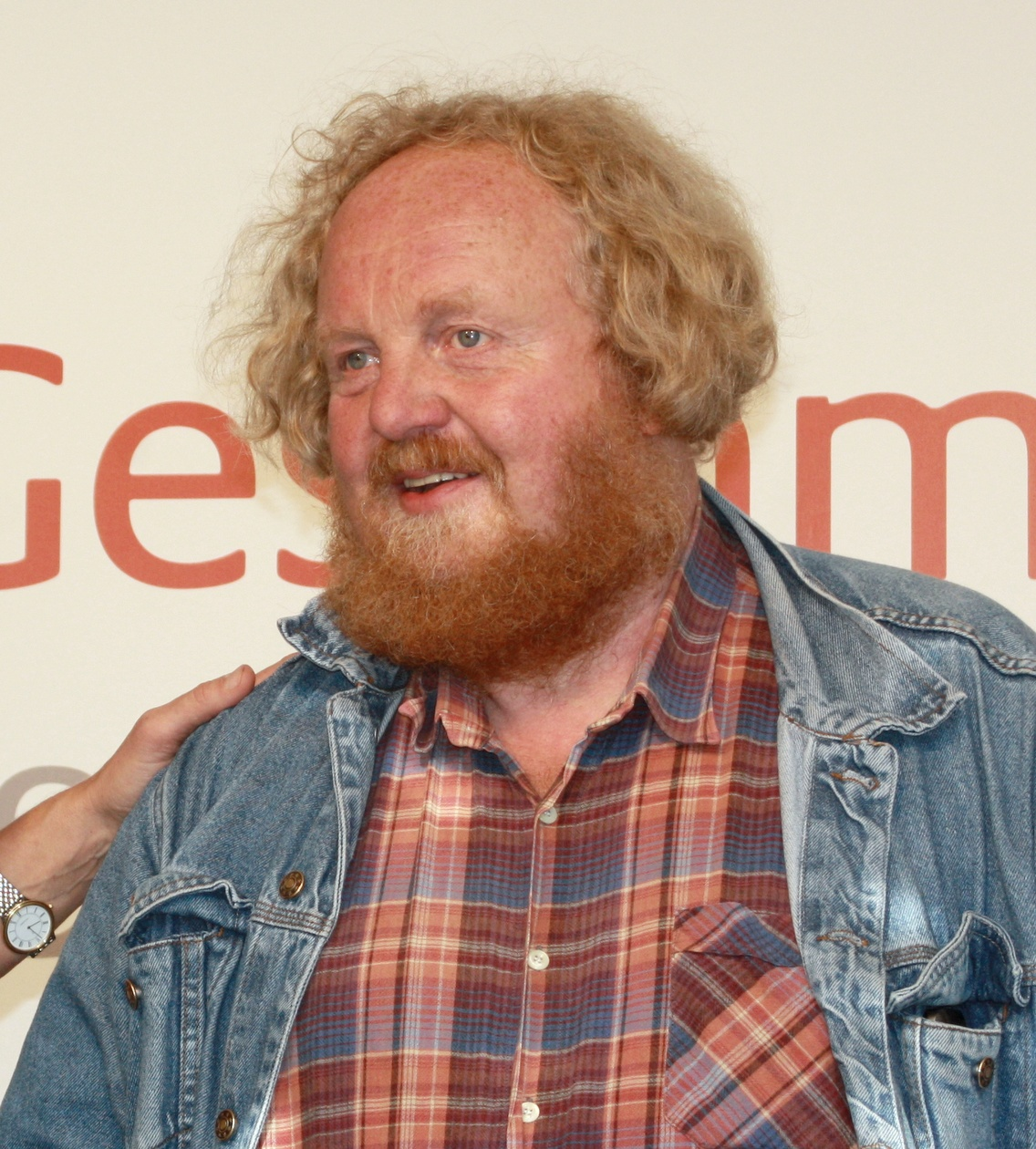
Eckart Brandt (* 1950)

- Brandt, Edgar (1880–1960), französischer Kunstschmied des Art déco, Waffeningenieur und Unternehmer
- Brandt, Edith (1923–2007), deutsche Politikerin (SED), MdV
- Brandt, Edmund (* 1947), deutscher Rechtswissenschaftler, Politologe und Verwaltungswissenschaftler
- Brandt, Eduard (1839–1891), deutsch-russischer Mediziner
- Brandt, Edwin Peter (* 1943), deutscher Geistlicher, Baptistenpastor, Direktor des Theologischen Seminars des Bundes Evangelisch-Freikirchlicher Gemeinden
- Brandt, Elea (* 1989), deutsche Schriftstellerin und Psychologin
- Brandt, Elmar (* 1971), deutscher Stimmenimitator
- Brandt, Emil (1851–1933), deutscher Architekt und Baubeamter
- Brandt, Emil (* 1867), deutscher Theaterschauspieler
- Brandt, Enevold von (1738–1772), dänischer Graf und Höfling
- Brandt, Erik (1884–1955), schwedischer Politiker (Sozialdemokratische Arbeiterpartei), Mitglied des Riksdag
- Brandt, Ernst (1896–1956), deutscher Politiker (KPD), MdR, MdV, KPD-Funktionär und Minister in Sachsen-Anhalt
- Brandt, Erwin (1899–1997), deutscher Polizeibeamter und SS-Führer
- Brandt, Esther (* 1987), deutsche Schauspielerin, Synchronsprecherin und Moderatorin
- Brandt, Eusebius von (1642–1706), kurbrandenburgisch-preußischer Diplomat und Staatsmann
- Brandt, Eva (* 1933), deutsche Zuckertechnologie-Ingenieurin und niederdeutsche Autorin
- Brandt, Ewald (1928–1983), deutscher Bildhauer

#### Brandt, F
- Brandt, François (1874–1949), niederländischer Ruderer
- Brandt, Fred Hermann (1908–1994), deutscher Entomologe und Botaniker
- Brandt, Friedrich († 1654), deutscher Zisterzienserabt
- Brandt, Friedrich (1823–1891), deutscher Berufsfotograf
- Brandt, Friedrich Ernst (1860–1921), österreichischer Fotograf
- Brandt, Fritz (1853–1905), deutscher Landschaftsmaler
- Brandt, Fritz (1880–1949), deutscher Jurist und Komponist
- Brandt, Fritz (1882–1949), deutscher Politiker (SPD)
- Brandt, Fritz (1892–1945), deutscher Arzt
- Brandt, Fritz (1902–1991), deutscher Architekt

#### Brandt, G
- Brandt, Georg (1694–1768), schwedischer Chemiker
- Brandt, Georg (1876–1945), deutscher General der Kavallerie
- Brandt, Gerhard (1921–1999), deutscher evangelischer Theologe
- Brandt, Gerhard (1929–1987), deutscher Soziologe
- Brandt, Gernot (* 1935), deutscher Gebrauchsgrafiker und Fotografiker
- Brandt, Gerrit (* 1997), deutscher American-Football-Spieler
- Brandt, Gisela (* 1932), deutsche Germanistin
- Brandt, Gudmund Nyeland (1878–1945), dänischer Gärtner und Landschaftsarchitekt
- Brandt, Günther (1894–1968), deutscher Richter und Hochschullehrer
- Brandt, Günther (1898–1973), deutscher Mediziner, Anthropologe und Nationalsozialist
- Brandt, Günther (1912–1986), deutscher evangelischer Pfarrer, Gerechter unter den Völkern
- Brandt, Gustav (1847–1918), deutscher Kaufmann, Fabrikant und Stifter
- Brandt, Gustav (1861–1919), deutscher Illustrator und Zeichner
- Brandt, Gustav (1865–1919), deutscher Kunsthistoriker und Museumsdirektor
- Brandt, Gustav (1894–1945), deutscher Politiker (KPD), MdHB

#### Brandt, H
- Brandt, Hannah (* 1993), US-amerikanische Eishockeyspielerin
- Brandt, Hans (1884–1961), Landrat des Kreises Peine und Polizeipräsident
- Brandt, Hans (1928–2018), deutscher Journalist und Chefredakteur
- Brandt, Hans Friedrich von (1596–1657), sachsen-altenburgischer Geheimer Rat, Hofrichter sowie Rittergutsbesitzer
- Brandt, Hans Jürgen (* 1938), deutscher katholischer Theologe
- Brandt, Hans Kurt (* 1911), deutscher Rechtswissenschaftler
- Brandt, Hans-Jürgen (1918–2003), deutscher Mediziner und Pneumologe
- Brandt, Harald (* 1958), deutscher Hörfunkautor und -regisseur
- Brandt, Harm-Hinrich (* 1935), deutscher Historiker
- Brandt, Hartwig (1936–2017), deutscher Historiker und Hochschullehrer
- Brandt, Hartwin (* 1959), deutscher Althistoriker
- Brandt, Heinrich (1886–1970), deutscher Theologe
- Brandt, Heinrich (1886–1954), deutscher Mathematiker, der das Konzept des Gruppoid entwickelte (1926)
- Brandt, Heinrich (1891–1945), deutscher Regisseur, Drehbuchautor und Filmproduktionsleiter
- Brandt, Heinrich Carl (1724–1787), österreichisch-deutscher Hofmaler
- Brandt, Heinrich von (1789–1868), preußischer General der Infanterie und Militärschriftsteller
- Brandt, Heinrich von (1823–1882), preußischer Oberst und Nachrichtendienstler
- Brandt, Heinz (1907–1944), deutscher Oberst und SpringreiterHeinz Brandt (1907–1944)

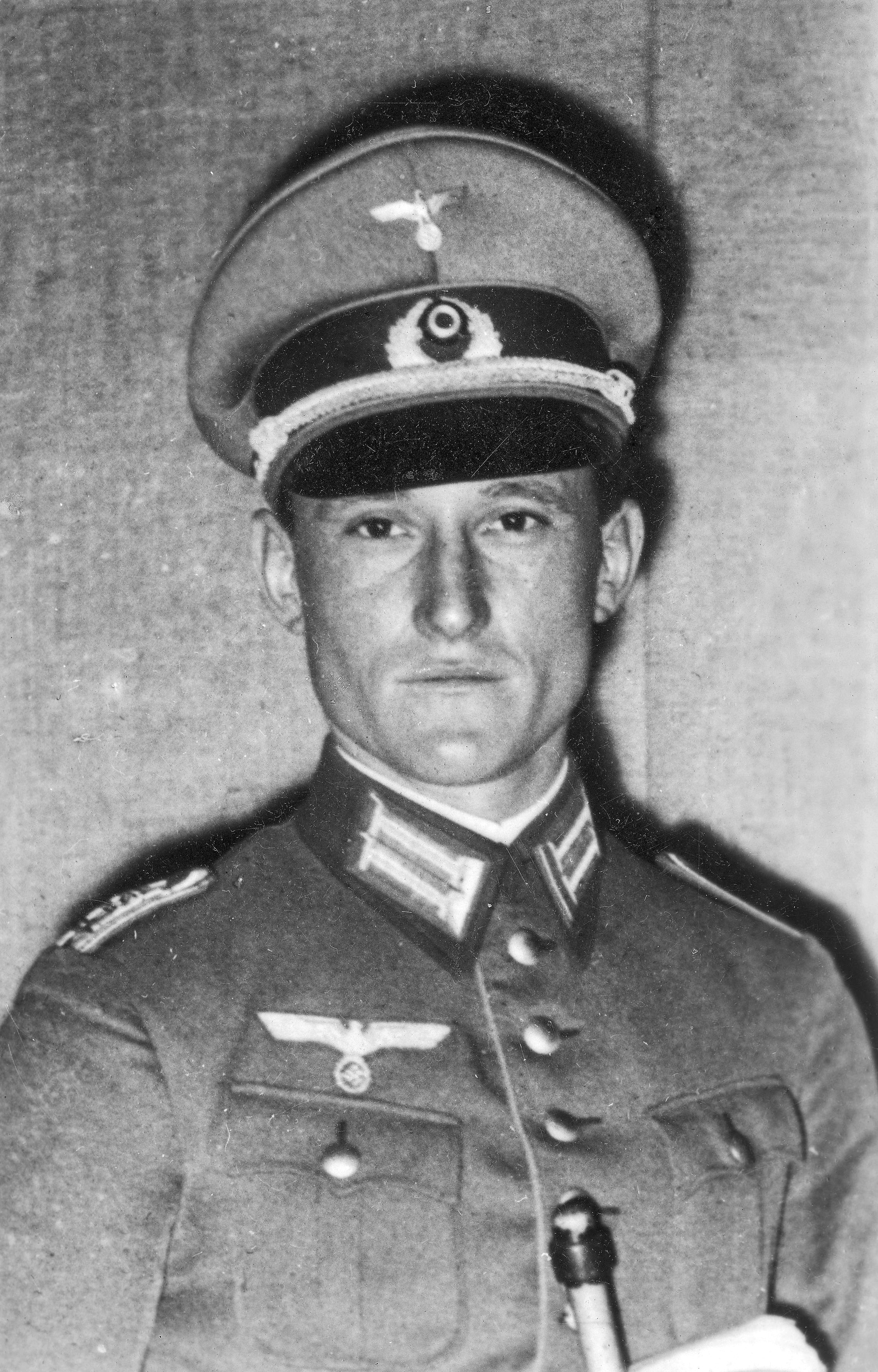
Heinz Brandt (1907–1944)

- Brandt, Heinz (1909–1986), kommunistischer Widerstandskämpfer gegen den Nationalsozialismus und SED-Funktionär
- Brandt, Helmut (1911–1998), deutscher Politiker (CDU), MdV, Opfer der SED-Diktatur
- Brandt, Helmut (1931–2001), deutscher Jazz-Musiker und Komponist
- Brandt, Helmut (* 1950), deutscher Jurist und Politiker (CDU), MdB
- Brandt, Henry G. (1927–2022), deutscher Rabbiner
- Brandt, Hermann (1856–1925), deutscher Landwirt und Siedler in Deutsch-Südwestafrika
- Brandt, Hermann (1884–1962), deutscher Unternehmer und Politiker (DP), MdBB
- Brandt, Hermann (1897–1972), Schweizer Sportmediziner
- Brandt, Hermann (1922–2018), deutscher Gewerkschafter, Vorstandsvorsitzender der Deutschen Angestellten-Gewerkschaft (DAG) (1967–1987)
- Brandt, Hermann (1940–2009), lutherischer Theologe und Missionswissenschaftler
- Brandt, Hermann von (1828–1902), deutscher Verwaltungs- und Polizeibeamter
- Brandt, Hillmer (1935–2017), deutscher Politiker (SPD), MdA
- Brandt, Horst (* 1928), deutscher Gewerkschafter (FDGB)
- Brandt, Horst E. (1923–2009), deutscher Film- und Fernsehregisseur
- Brandt, Hubertus (* 1987), deutscher Schauspieler und Sprecher
- Brandt, Hugo (1845–1933), deutscher Politiker, MdHB, Senator und Kaufmann
- Brandt, Hugo (1930–1989), deutscher Politiker (SPD), MdL, MdB

#### Brandt, I
- Brandt, Ingeborg (1920–1983), deutsche Journalistin und Redakteurin

#### Brandt, J
- Brandt, J. Georg (* 1965), deutscher Künstler
- Brandt, J. Rasmus (* 1943), norwegischer Klassischer Archäologe
- Brandt, Jan (1554–1602), polnischer Theologe und Komponist
- Brandt, Jan (* 1974), deutscher Schriftsteller und JournalistJan Brandt (* 1974)

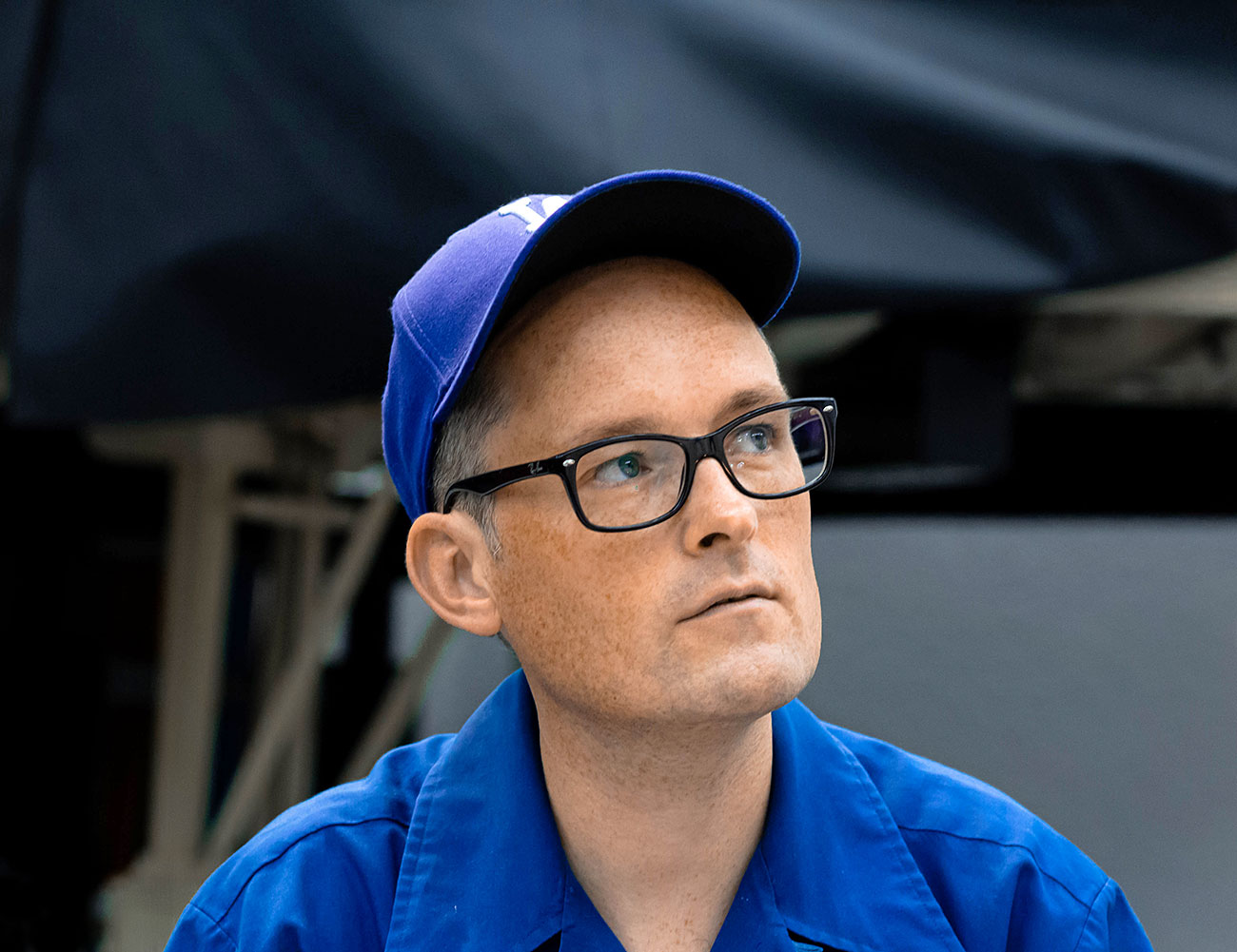
Jan Brandt (* 1974)

- Brandt, Jana (* 1965), deutsche Journalistin, Fernsehredakteurin und -produzentin
- Brandt, Jennifer (* 1978), deutsche Fußballspielerin
- Brandt, Jobst (1935–2015), US-amerikanischer Maschinenbauingenieur, Erfinder, Fahrradenthusiast, Lehrer und Autor
- Brandt, Jobst von (1517–1570), deutscher Edelmann und Komponist
- Brandt, Jochen (* 1968), deutscher Prähistoriker
- Brandt, Johan Martin (* 1987), norwegischer Skispringer
- Brandt, Johann Eitel von († 1761), preußischer Landrat
- Brandt, Johann Friedrich (1714–1777), deutscher Kaufmann und Ratsherr der Hansestadt Lübeck
- Brandt, Johann Friedrich von (1802–1879), deutscher Naturforscher, Arzt, Zoologe und Botaniker
- Brandt, Johann Heinrich (1740–1783), deutscher Maler und Zeichner
- Brandt, Johanna (1876–1964), südafrikanische Schriftstellerin
- Brandt, Johanna (1922–1996), deutsche Klassische Archäologin und Numismatikerin
- Brandt, Johannes (1884–1955), österreichischer Bühnen-, Drehbuch- und Hörspielautor, Liedtexter sowie Filmregisseur
- Brandt, Johannes (* 1985), deutscher Komponist
- Brandt, Jojo (* 1967), deutscher Musiker und Songwriter
- Brandt, Józef (1841–1915), polnischer Maler in München
- Brandt, Judith (* 1965), deutsche Synchronsprecherin und Schauspielerin
- Brandt, Julian (* 1996), deutscher FußballspielerJulian Brandt (* 1996)

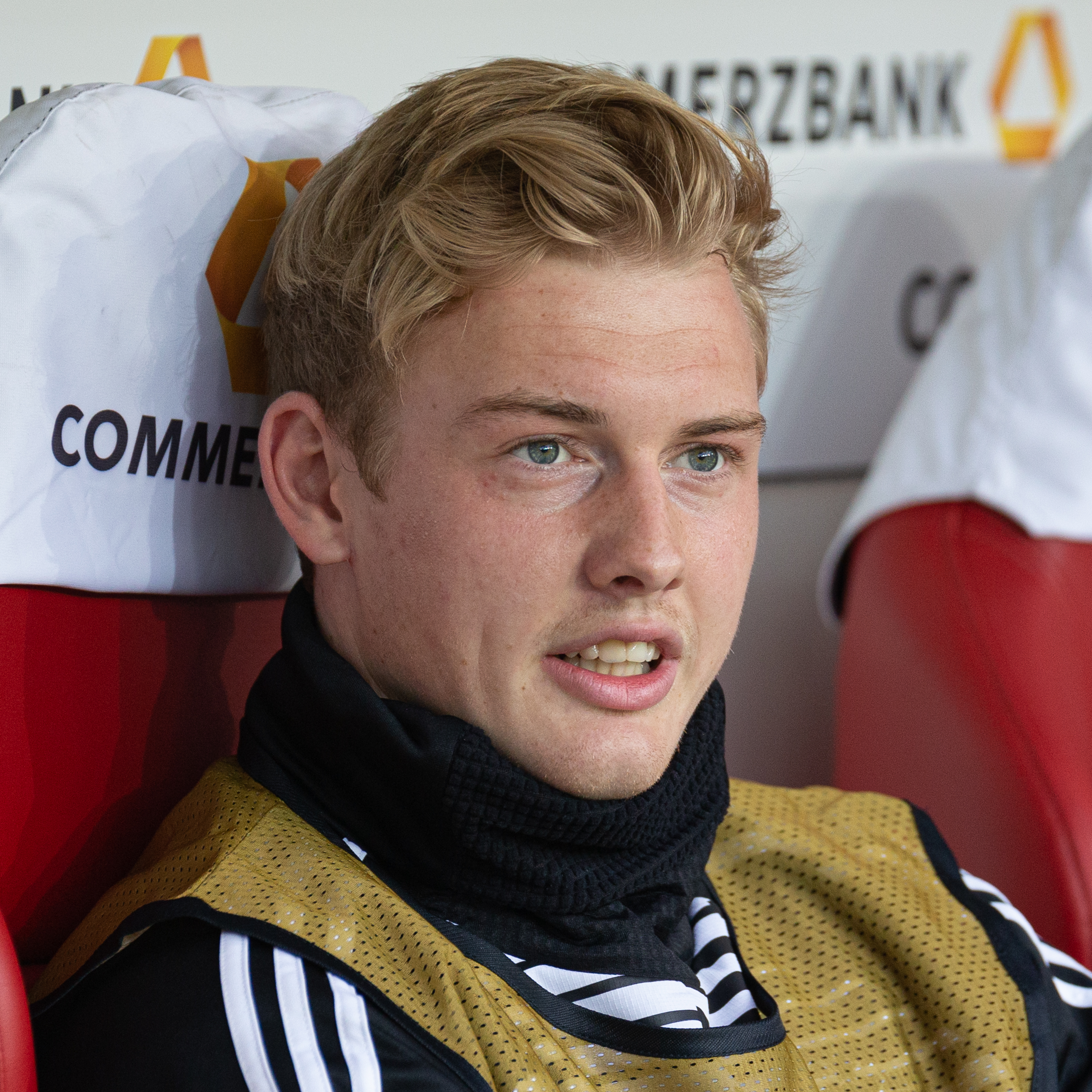
Julian Brandt (* 1996)

- Brandt, Julius (1873–1949), österreichischer Schauspieler
- Brandt, Jürgen (1922–2003), deutscher General
- Brandt, Jürgen (* 1953), deutscher Jurist, Richter am Bundesfinanzhof a. D.
- Brandt, Jürgen C. (* 1955), deutscher Politiker

#### Brandt, K
- Brandt, Karl (1854–1931), deutscher Zoologe, Meeresbiologe und Hochschullehrer
- Brandt, Karl (1898–1974), deutscher Heimatforscher, Prähistoriker und Museumsleiter
- Brandt, Karl (1899–1975), deutsch-amerikanischer Wirtschaftswissenschaftler
- Brandt, Karl (1904–1948), deutscher Mediziner, chirurgischer Begleitarzt von Adolf HitlerKarl Brandt (1904–1948)

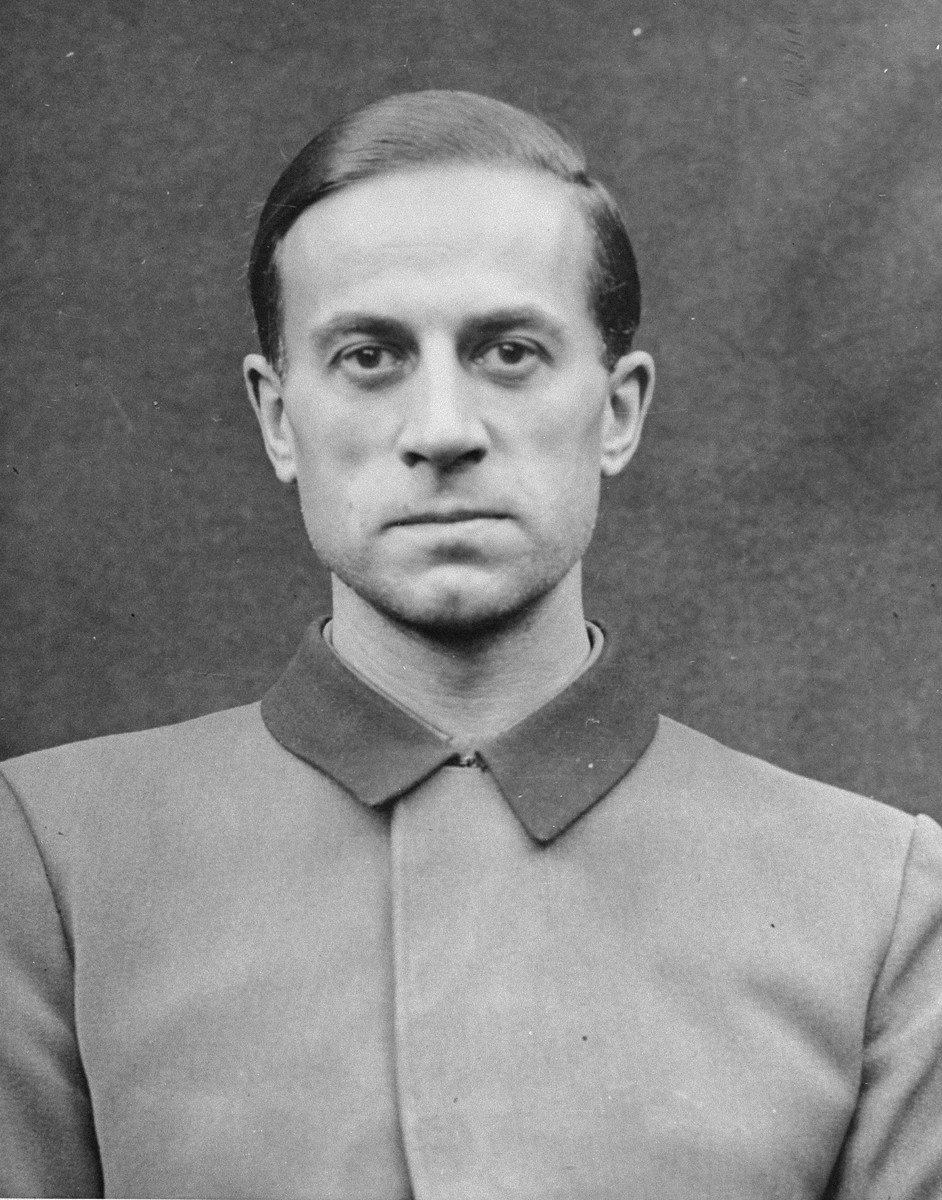
Karl Brandt (1904–1948)

- Brandt, Karl Georg (1898–1945), deutscher Polizeibeamter und Täter des Holocaust im Rang eines SS-Untersturmführers
- Brandt, Karl Heinz (1922–2014), deutscher Archäologe und Landesarchäologe von Bremen
- Brandt, Karl von (1816–1890), bayerischer Generalleutnant
- Brandt, Karl Wilhelm (1869–1923), deutsch-russischer Trompeter und Komponist
- Brandt, Karl-Heinz (* 1935), deutscher Fußballspieler
- Brandt, Karl-Heinz (* 1958), deutscher Opern- und Konzertsänger (Tenor)
- Brandt, Karola (1950–2023), deutsche Ruderin
- Brandt, Karsten (* 1958), deutscher Skilangläufer
- Brandt, Karsten (* 1973), deutscher Unternehmer und Buchautor
- Brandt, Käthe (1884–1902), deutsche Theaterschauspielerin
- Brandt, Keanu (* 2004), deutscher Fußballspieler
- Brandt, Kerstin (* 1961), deutsche Hochspringerin
- Brandt, Kirsten (* 1963), deutsche Übersetzerin
- Brandt, Kolja (* 1969), deutscher Kameramann
- Brandt, Konrad (1936–2017), deutscher Theologe

#### Brandt, L
- Brandt, Lars (* 1951), deutscher Schriftsteller und Filmemacher
- Brandt, Lars-Kristian (* 1990), deutscher Autor und Fotograf
- Brandt, Lawrence, US-amerikanischer Pokerspieler
- Brandt, Lawrence Eugene (1939–2025), US-amerikanischer Geistlicher, Diplomat, römisch-katholischer Bischof von Greensburg
- Brandt, Leif (* 1991), deutscher Handballspieler
- Brandt, Leo (1908–1971), deutscher Hochfrequenztechniker, Ingenieurwissenschaftler und politischer Beamter
- Brandt, Leonie (1902–1978), deutsch-niederländische Schauspielerin und Doppelagentin
- Brandt, Lesley-Ann (* 1981), südafrikanische SchauspielerinLesley-Ann Brandt (* 1981)

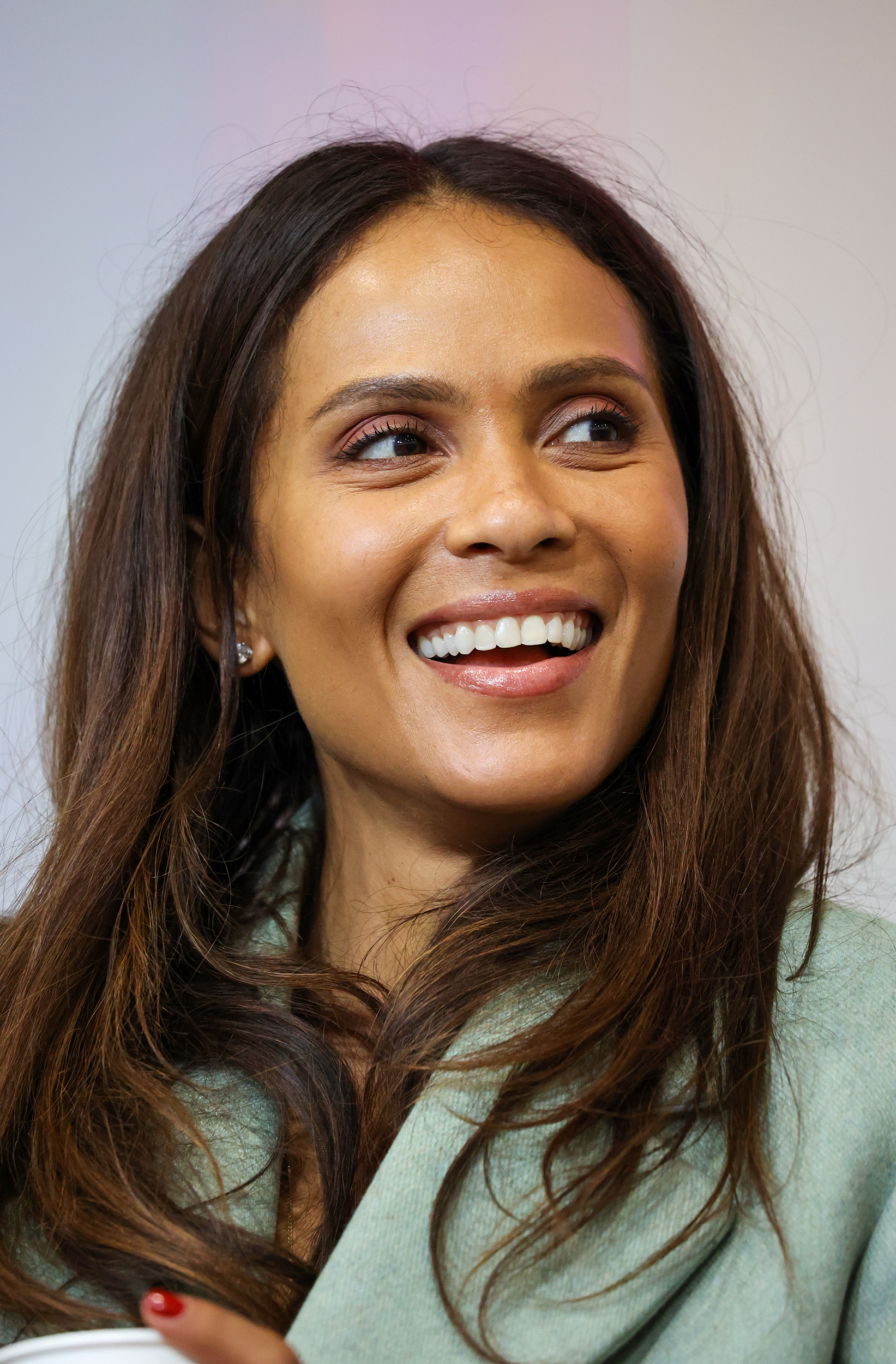
Lesley-Ann Brandt (* 1981)

- Brandt, Louis († 1865), deutscher Opernsänger (Tenor) und Theaterschauspieler
- Brandt, Louis (1800–1866), Schweizer radikaler Politiker des Kantons Neuenburg
- Brandt, Luis (* 1999), deutscher Schauspieler
- Brandt, Luise (* 1985), deutsche Volleyball- und Beachvolleyballspielerin
- Brandt, Lutz (1938–2024), deutscher Architekt, Designer, Gebrauchsgrafiker, Bühnenbildner und Maler

#### Brandt, M
- Brandt, Mac (* 1980), US-amerikanischer Filmschauspieler
- Brandt, Magreta (1915–1992), niederdeutsche Schriftstellerin
- Brandt, Marcel (* 1992), deutscher Eishockeyspieler
- Brandt, Marco (* 2006), österreichischer Fußballspieler
- Brandt, Marek (* 1970), deutscher Künstler
- Brandt, Marianne (1842–1921), österreichische Opernsängerin (Altistin) und Gesangspädagogin
- Brandt, Marianne (1893–1983), deutsche Malerin, Bildhauerin, Fotografin und DesignerinMarianne Brandt (1893–1983)

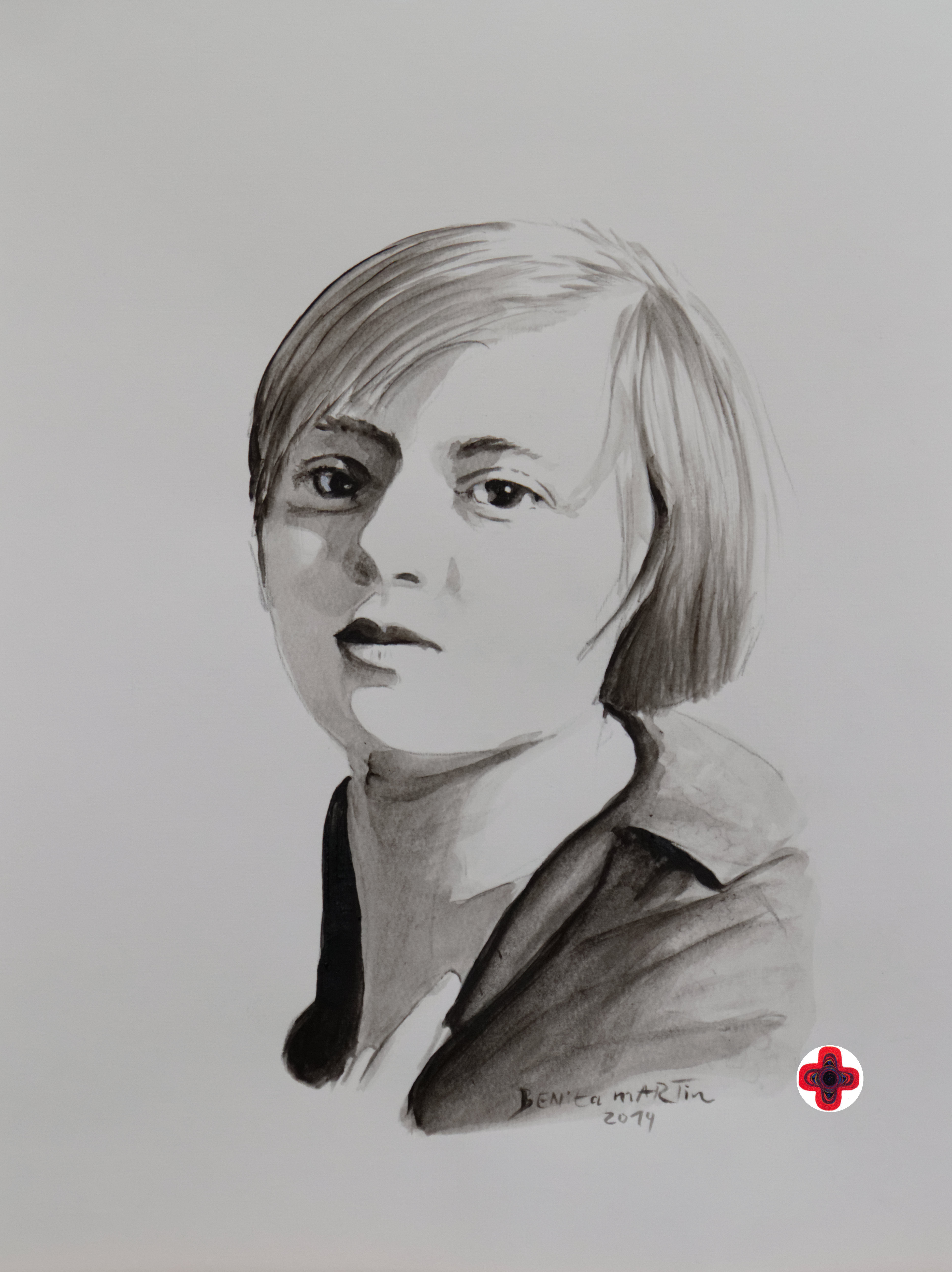
Marianne Brandt (1893–1983)

- Brandt, Marianne (1908–1995), deutsche Schauspielerin
- Brandt, Marissa (* 1992), US-amerikanisch-südkoreanische Eishockeyspielerin
- Brandt, Martin (1903–1989), deutscher Schauspieler
- Brandt, Martin (* 1958), deutscher Jurist
- Brandt, Martin (* 1989), deutscher Handballspieler
- Brandt, Martina (* 1976), deutsche Soziologin und Hochschullehrerin
- Brandt, Matthias (* 1961), deutscher Schauspieler, Hörbuchsprecher und AutorMatthias Brandt (* 1961)

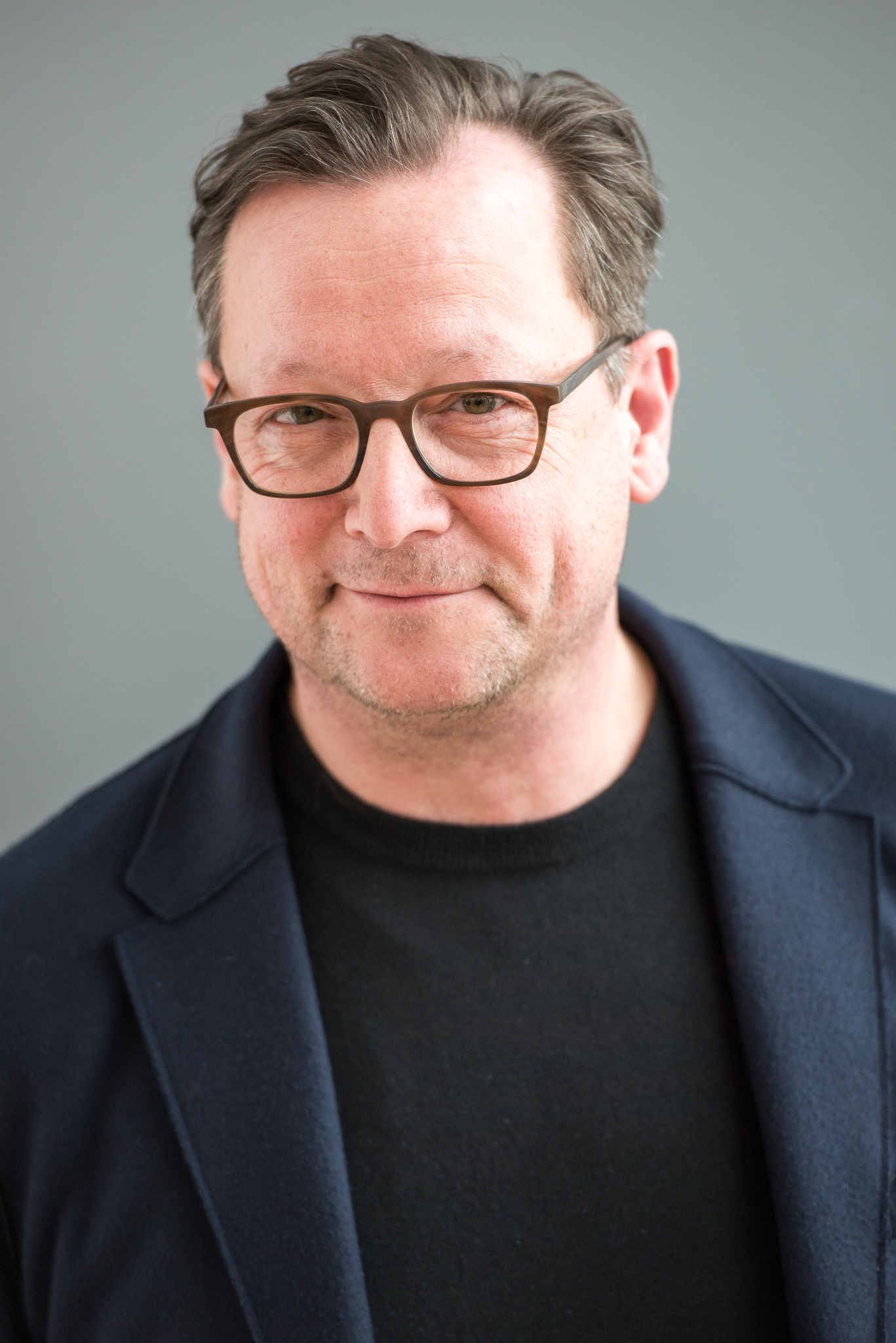
Matthias Brandt (* 1961)

- Brandt, Max (* 2001), deutscher Fußballspieler
- Brandt, Max von (1835–1920), deutscher Diplomat, Ostasien-Experte und Publizist
- Brandt, Michael (* 1948), deutscher Kunsthistoriker
- Brandt, Michael (* 1968), US-amerikanischer Drehbuchautor, Produzent und Regisseur
- Brandt, Michel (* 1990), deutscher Schauspieler und Politiker (Die Linke), MdB

#### Brandt, N
- Brandt, Nadine (* 1975), deutsche Schauspielerin
- Brandt, Nick (* 1966), britischer Fotograf
- Brandt, Nicola (* 1983), namibische Fotografin
- Brandt, Niklas (* 1991), deutscher Fußballspieler
- Brandt, Nikolai Borissowitsch (1923–2015), russischer Festkörperphysiker und Hochschullehrer
- Brandt, Nina, deutsche Schauspielerin

#### Brandt, O
- Brandt, Olaf (* 1971), deutscher Ringer
- Brandt, Ole (1918–1981), grönländischer Schriftsteller, Übersetzer, Lehrer und Landesrat
- Brandt, Oliver (* 1967), deutscher Politiker (Bündnis 90/Die Grünen), MdL
- Brandt, Oskar (* 1995), schwedischer Biathlet
- Brandt, Otto (1828–1892), deutscher Porträt-, Genre- und Historienmaler
- Brandt, Otto (1868–1924), deutscher Nationalökonom
- Brandt, Otto (1892–1935), deutscher Historiker
- Brandt, Otto Heinrich (* 1796), Abgeordneter des Kurhessischen Kommunallandtages
- Brandt, Otto Hermann (1883–1934), deutscher Lehrer, Historiker und Sprachwissenschaftler

#### Brandt, P
- Brandt, Patricia (* 1971), deutsche Journalistin und Autorin
- Brandt, Patrick (* 1956), deutscher Produktionsleiter, Produzent, Aufnahmeleiter und Regie-Assistent
- Brandt, Paul, preußischer Jurist und Bürgermeister von Köslin
- Brandt, Paul (1852–1910), Schweizer evangelischer Geistlicher, Chefredaktor, Gewerkschafter und Politiker (SP)
- Brandt, Paul (1861–1932), deutscher Klassischer Philologe, Gymnasiallehrer und Kunsthistoriker
- Brandt, Paul (1869–1929), preußischer Beamter und Politiker
- Brandt, Paul (1875–1929), deutscher Klassischer Philologe, Gymnasiallehrer und Historiker
- Brandt, Paul (* 1972), kanadischer Country-Sänger
- Brandt, Paul von (1650–1697), kurbrandenburgisch-preußischer Generalmajor
- Brandt, Per (* 1972), schwedischer Biathlet
- Brandt, Peter (1644–1701), dänischer Oberrentmeister
- Brandt, Peter (* 1946), deutscher Botaniker
- Brandt, Peter (* 1948), deutscher lutherischer Theologe und der evangelische Militärgeneraldekan der deutschen Bundeswehr
- Brandt, Peter (* 1948), deutscher Historiker und HochschullehrerPeter Brandt (* 1948)

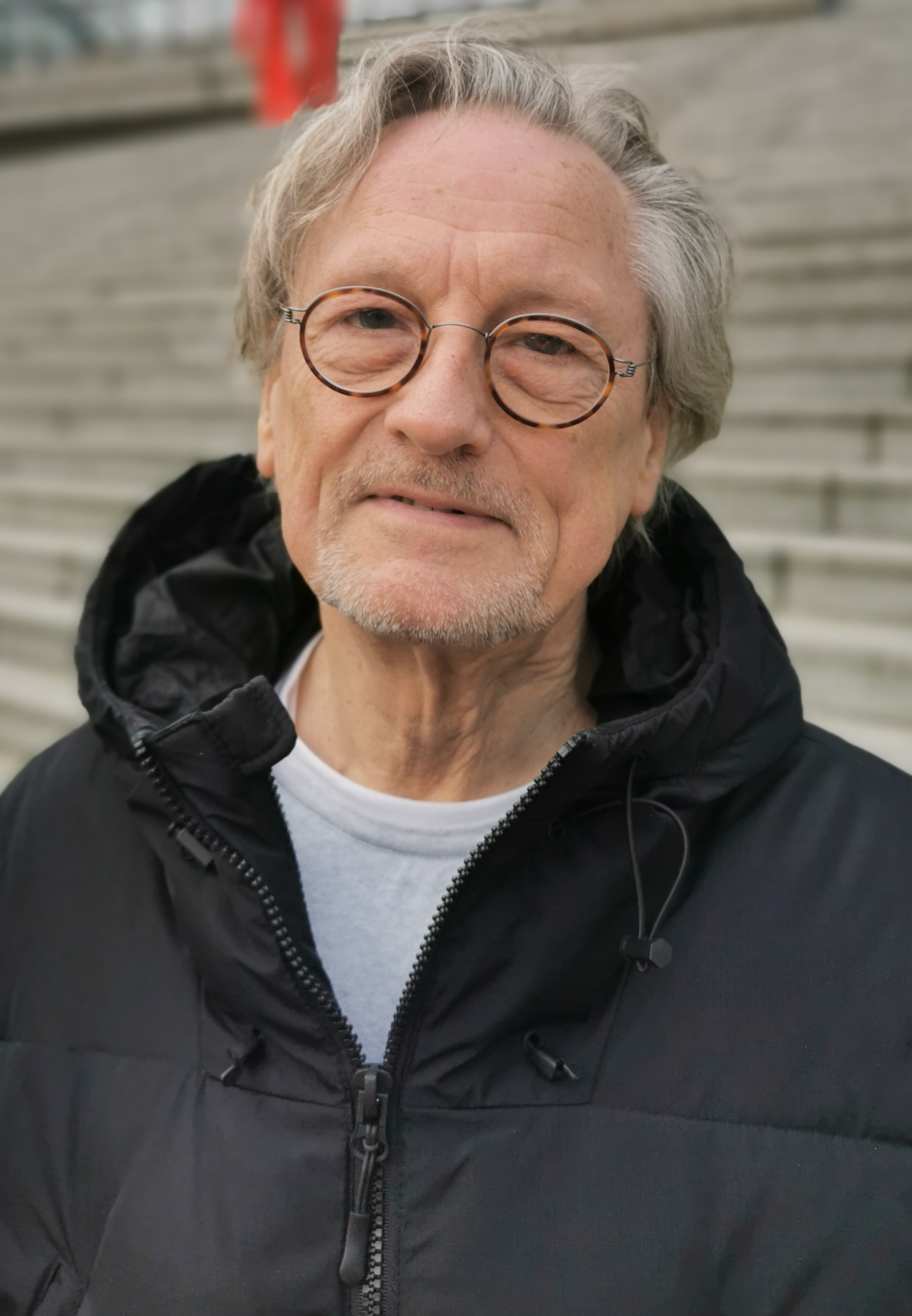
Peter Brandt (* 1948)

- Brandt, Peter Andreas (1792–1862), norwegischer Naturforscher, Illustrator und Maler

#### Brandt, R
- Brandt, Rainer (1936–2024), deutscher Schauspieler, Synchronsprecher, Synchronregisseur und Dialogbuchautor
- Brandt, Rainer (* 1945), deutscher Heimatforscher und -schriftsteller
- Brandt, Rainer (* 1953), deutscher Fußballspieler
- Brandt, Reinhard (1937–2025), deutscher Philosoph und Hochschullehrer
- Brandt, Richard (1899–1982), deutscher Lehrer, Heimatkundler und Autor sowie Kommunalpolitiker
- Brandt, Roland (* 1960), deutscher Neurobiologe und Hochschullehrer
- Brandt, Rolf (1886–1953), deutscher Schriftsteller
- Brandt, Rudolf (1905–1975), deutscher Diplom-Optiker und wissenschaftlicher Mitarbeiter der Sternwarte Sonneberg
- Brandt, Rudolf (1909–1948), deutscher Jurist, Ministerialrat im Reichsinnenministerium
- Brandt, Rudolf von (1835–1909), deutscher Verwaltungsjurist, Landeshauptmann der Provinz Ostpreußen
- Brandt, Rut (1920–2006), norwegische Ehefrau von Bundeskanzler Willy BrandtRut Brandt (1920–2006)

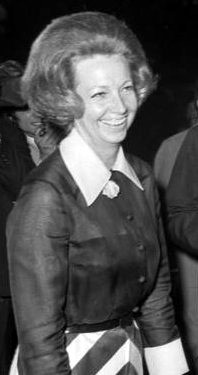
Rut Brandt (1920–2006)

#### Brandt, S
- Brandt, Sabine (1927–2018), deutsche Schriftstellerin, Journalistin und Kritikerin
- Brandt, Sacha (* 1980), belgischer Politiker und Manager
- Brandt, Samuel (1848–1938), deutscher Klassischer Philologe
- Brandt, Severin (* 2004), deutscher Volleyballspieler
- Brandt, Siegmund (1936–2016), deutscher Physiker und Hochschullehrer
- Brandt, Stefan (* 1976), deutscher Kulturmanager
- Brandt, Stefan L. (* 1964), deutscher Amerikanist
- Brandt, Susanna Margaretha (1746–1772), Kindsmörderin und Vorbild für Goethes Gretchen
- Brandt, Susanne (* 1964), deutsche Bibliothekarin
- Brandt, Susi (* 1975), deutsche Hörfunk- und Fernsehmoderatorin
- Brandt, Sverre (1880–1962), norwegischer Dramatiker und Theatermitarbeiter

#### Brandt, T
- Brandt, Tagea (1847–1882), dänische Frauenrechtlerin
- Brandt, Theodor (1890–1981), lutherischer Theologe, Pfarrer und Leiter der Bibelschule des MBK
- Brandt, Thomas (* 1964), deutscher Biologe
- Brandt, Thomas (* 1991), deutscher Schauspieler
- Brandt, Thomas Otto (1906–1968), austroamerikanischer Germanist und Schriftsteller
- Brandt, Timo (* 1992), deutscher Lyriker und Rezensent
- Brandt, Tino (* 1975), deutscher Politiker (NPD), Landesvizevorsitzender der NPD Thüringen
- Brandt, Torben (* 1995), deutscher Diskuswerfer
- Brandt, Tristan (* 1985), deutscher Koch

#### Brandt, U
- Brandt, Ulrich (* 1957), deutscher Autor
- Brandt, Uwe (1944–1997), deutscher Physiker
- Brandt, Uwe (* 1957), deutscher Pianist und Musikpädagoge

#### Brandt, V
- Brandt, Vanessa (* 1999), deutsche Handballspielerin
- Brandt, Veronika (* 1957), deutsche Politikerin (DVU), MdL
- Brandt, Viktor (* 1999), schwedischer Biathlet
- Brandt, Volker (* 1935), deutscher Schauspieler, Synchronsprecher und HörspielsprecherVolker Brandt (* 1935)

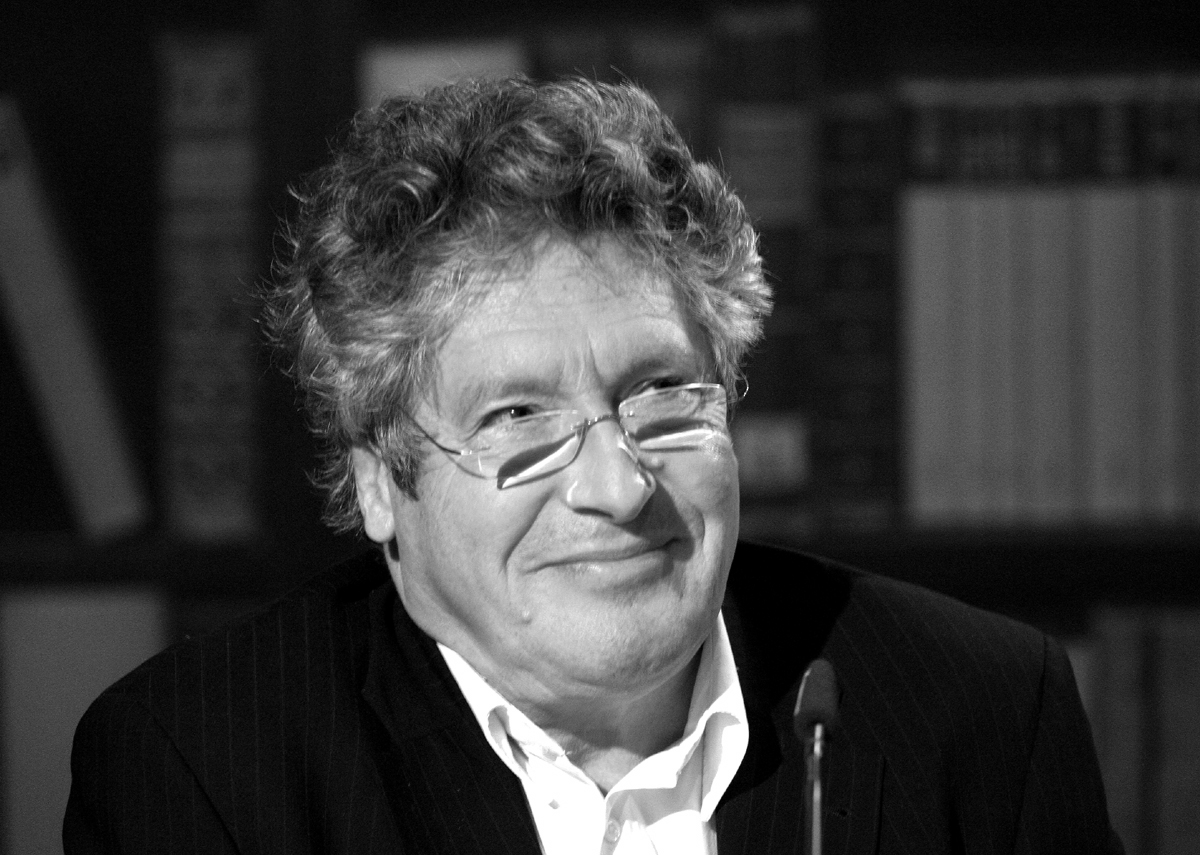
Volker Brandt (* 1935)

- Brandt, Volkmar (* 1938), deutscher Gebrauchsgrafiker und Typograf

#### Brandt, W
- Brandt, Walker (* 1966), US-amerikanische Schauspielerin
- Brandt, Werner (* 1954), deutscher Manager
- Brandt, Wilhelm (1778–1832), deutscher Großkaufmann und Reeder
- Brandt, Wilhelm (1894–1973), deutscher evangelischer Theologe
- Brandt, Wilhelm von (1644–1701), kurbrandenburgisch-preußischer Generalleutnant
- Brandt, Wille (1865–1921), grönländischer Landesrat
- Brandt, Willy (1885–1975), deutscher Lehrer und Schulleiter
- Brandt, Willy (1913–1992), deutscher Politiker (SPD), MdA, MdB, Bundeskanzler der Bundesrepublik Deutschland (1969–1974), MdEPWilly Brandt (1913–1992)

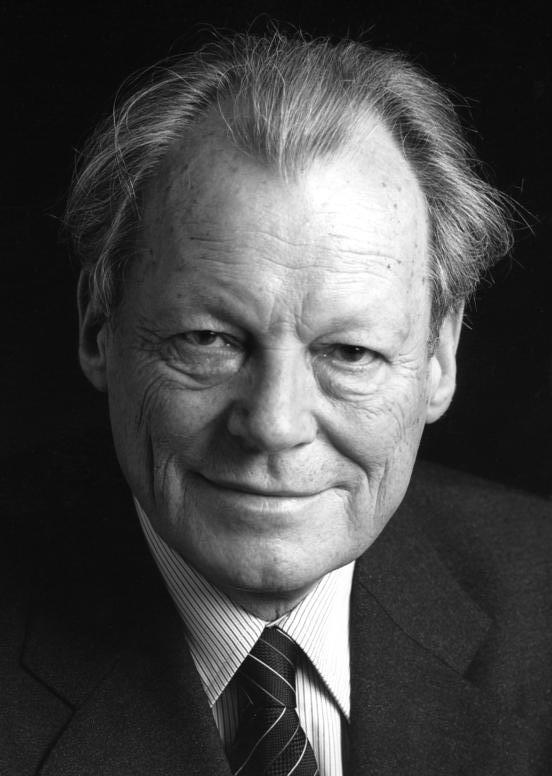
Willy Brandt (1913–1992)

#### Brandt-

##### Brandt-B
- Brandt-Bohne, Ulrike (* 1977), deutsche Biologin und Fernsehmoderatorin

##### Brandt-E
- Brandt-Elsweier, Anni (1932–2017), deutsche Politikerin (SPD), MdB

##### Brandt-F
- Brandt-Forster, Ellen (1866–1921), österreichische Opernsängerin (Sopran)

##### Brandt-K
- Brandt-Knack, Olga (1885–1978), deutsche Politikerin (SPD), MdHB und MdB

##### Brandt-P
- Brandt-Pook, Hans (* 1962), deutscher Informatiker

##### Brandt-W
- Brandt-Winkle, Lisel (1914–2006), deutsche Landschafts- und Porträtfotografin

#### Brandth
- Brandth Grøvlen, Sturla (* 1980), norwegischer Kameramann

#### Brandtm
- Brandtmayr, Stefan (* 1959), österreichischer Designer und Bühnenbildner

#### Brandtn
- Brandtner, Andreas (* 1965), österreichischer Bibliothekar, Leiter der UB Wien
- Brandtner, Christoph (* 2005), österreichisch-brasilianischer Skirennläufer
- Brandtner, Fritz (1896–1969), deutsch-kanadischer Maler, Zeichner, Wandmaler und Kunstpädagoge
- Brandtner, Helmut (* 1954), deutscher Fußballspieler
- Brandtner, Jakob (* 2006), österreichischer Fußballspieler
- Brandtner, Jürgen M. (1962–2021), deutscher Regisseur, Theaterschauspieler und Autor
- Brandtner, Matthäus, Orgelbauer in Thorn in Polnisch Preußen

#### Brandts
- Brandts Buys, Jan (1868–1933), niederländischer Komponist
- Brandts, Andreas (* 1962), deutscher Fußballspieler und -trainer
- Brandts, Ernie (* 1956), niederländischer Fußballspieler und -trainer
- Brandts, Franz (1834–1914), deutscher Industrieller (Mönchengladbach)
- Brandts, Kim-Sarah (* 1983), deutsche Schauspielerin und SynchronsprecherinKim-Sarah Brandts (* 1983)

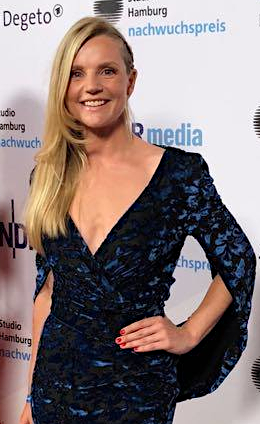
Kim-Sarah Brandts (* 1983)

- Brandts, Ricarda (* 1955), deutsche Juristin, ehemalige Richterin am Bundessozialgericht, Gerichtspräsidentin
- Brandts, Rudolf (1913–2003), deutscher Archivar

#### Brandtz
- Brandtzæg, Torgeir (* 1941), norwegischer Skispringer

### Brandu
- Branduardi, Angelo (* 1950), italienischer Musiker
- Brânduș, Nicolae (1935–2023), rumänischer Komponist

### Brandv
- Brandvik, Paul (* 1937), US-amerikanischer Komponist, Chordirigent und Musikpädagoge

### Brandw
- Brandwein, Naftule (1889–1963), jüdischer Klarinettist
- Brandweiner, Heinrich (1910–1997), österreichischer Jurist und Hochschullehrer
- Brandweiner, Lukas (* 1989), österreichischer Politiker (ÖVP), Abgeordneter zum Nationalrat
- Brandwynne, Lois, US-amerikanische Pianistin und Musikpädagogin

### Brandy
- Brandy (* 1979), US-amerikanische R&B-Sängerin und SchauspielerinBrandy (* 1979)

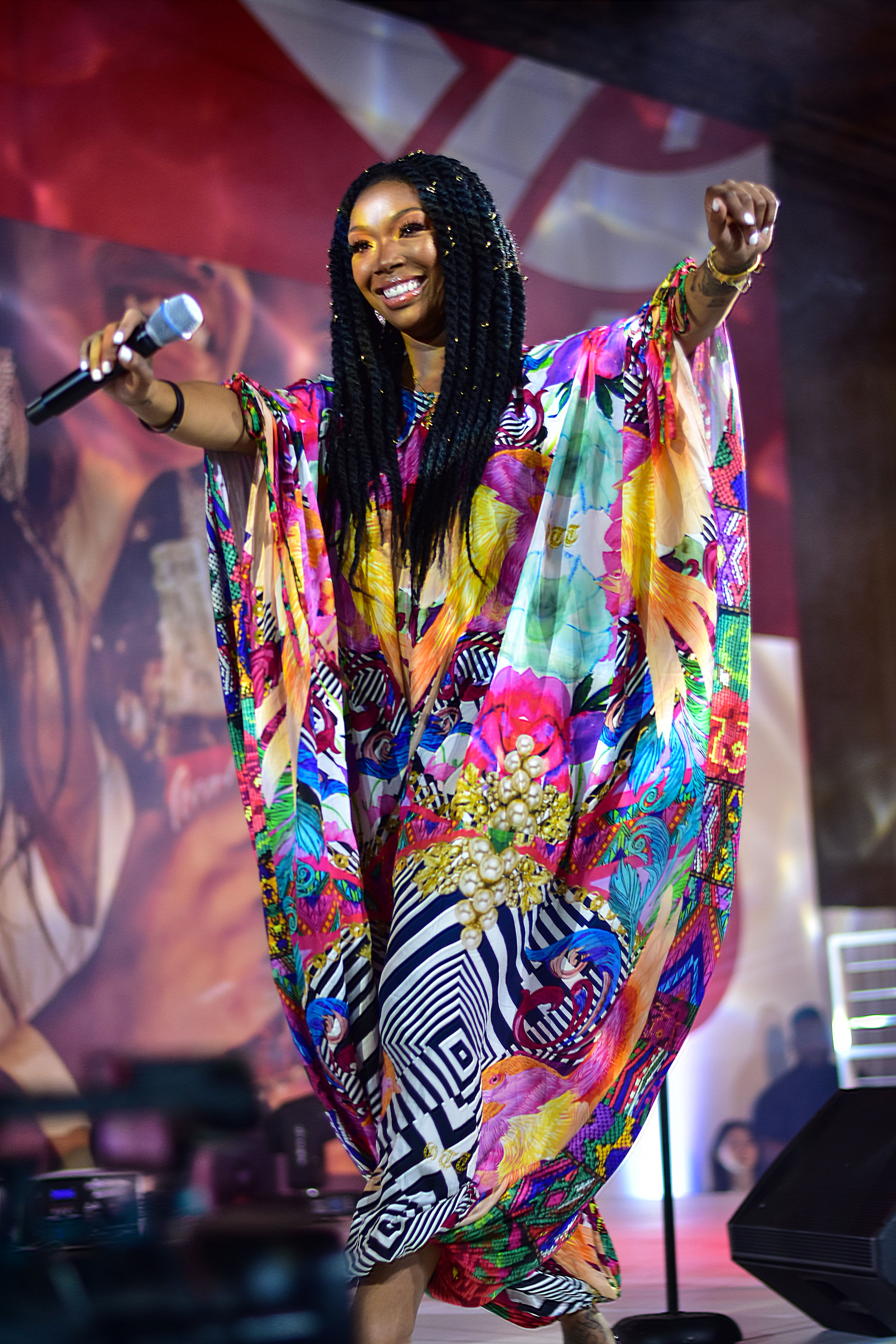
Brandy (* 1979)

- Brandy, Hans Christian (* 1958), deutscher evangelischer Theologe
- Brandy, J. C. (* 1975), britische Schauspielerin und Musikerin
- Brandy, Robert (* 1946), luxemburgischer Künstler
- Brandy, Sören (* 1985), deutscher Fußballspieler
- Brandys, Kazimierz (1916–2000), polnischer Schriftsteller
- Brandys, Paul (1869–1950), polnischer katholischer Geistlicher, MdR, Mitglied des polnischen Sejm